# Halle (Saale)

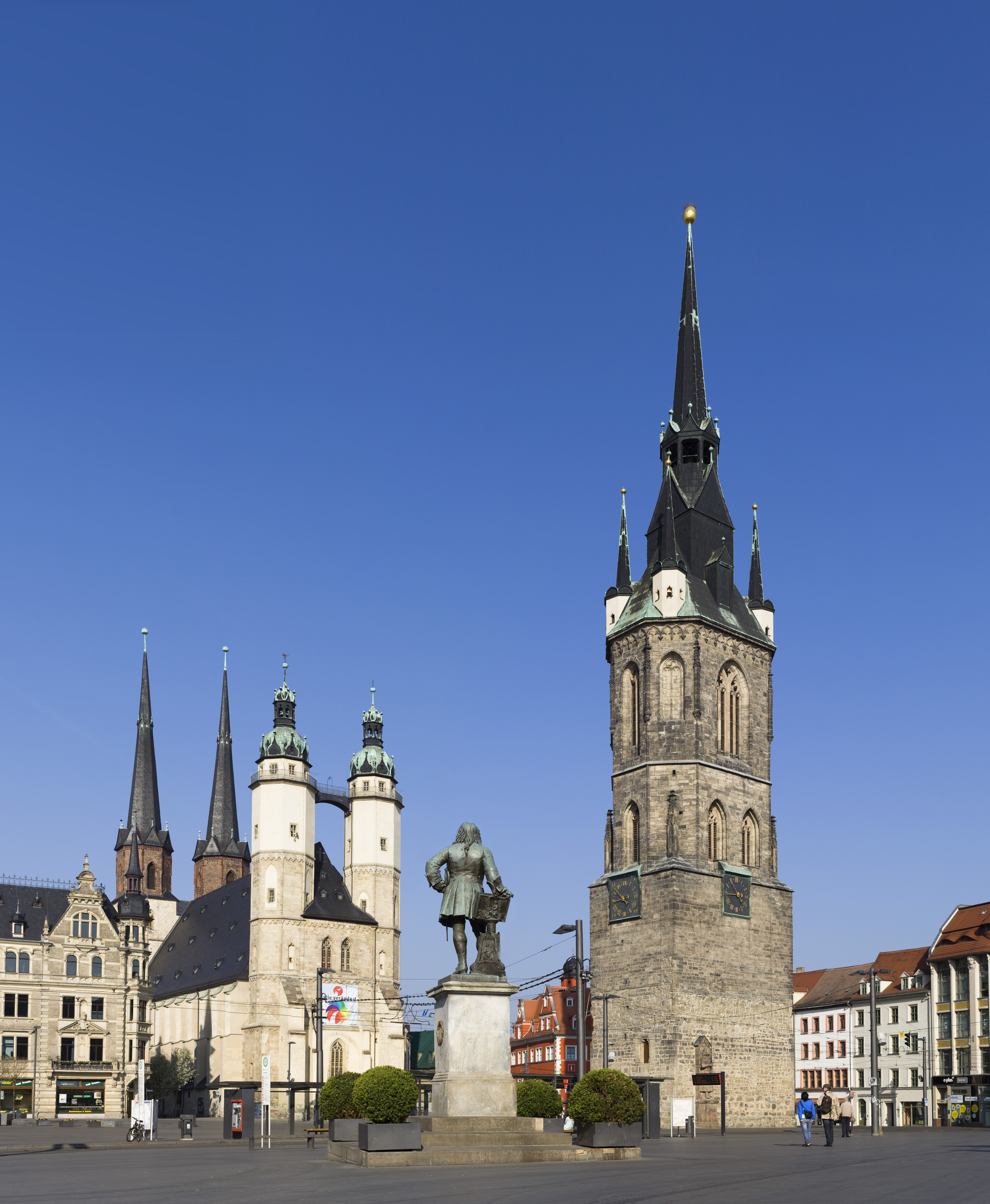
Marktplatz mit Marktkirche, Händel-Denkmal, Rotem Turm und Roland davor. Die Marktkirche und der Rote Turm bilden zusammen das Wahrzeichen der Fünf Türme.

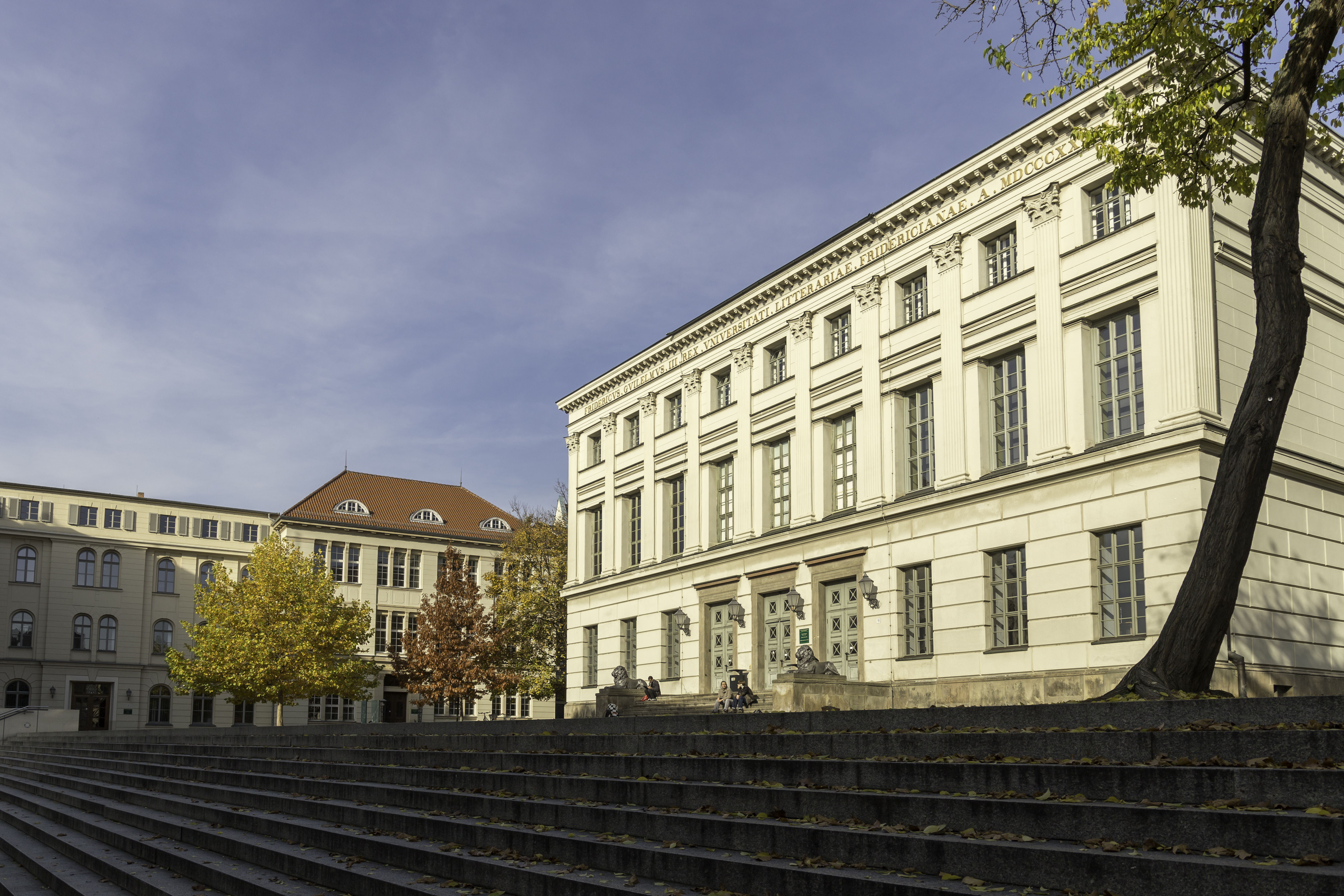
Löwengebäude der Martin-Luther-Universität

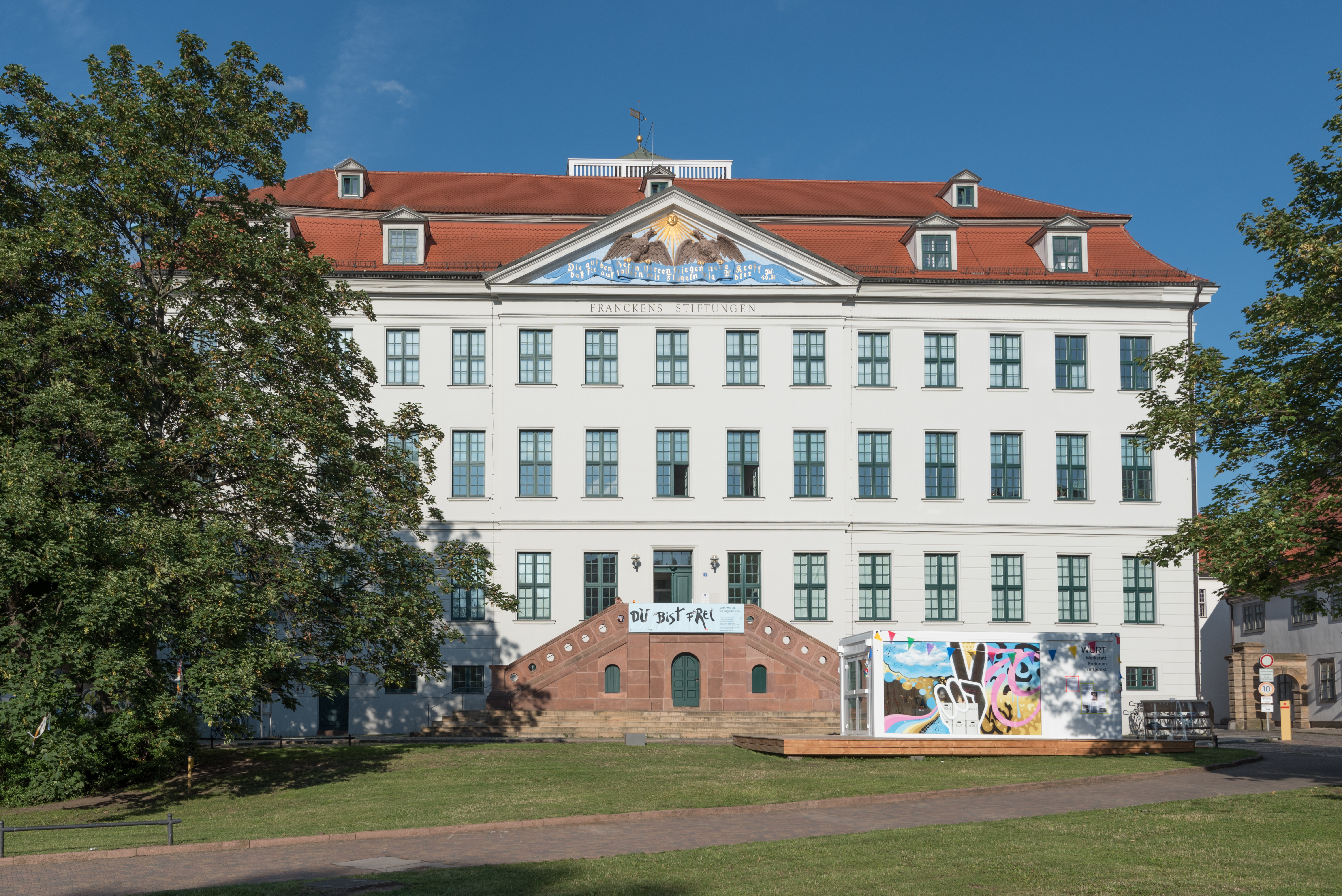
Franckesche Stiftungen

Halle (Saale) (etwa vom Ende des 15. bis zum Ende des 17. Jahrhunderts Hall in Sachsen, bis Anfang des 20. Jahrhunderts offiziell Halle an der Saale, von 1965 bis 1995 Halle/Saale) ist eine kreisfreie Großstadt im Süden von Sachsen-Anhalt in Deutschland und mit 226.767 Einwohnern (Stand 31. Dezember 2024) die fünftgrößte Stadt der neuen Bundesländer, zweitgrößte Stadt Sachsen-Anhalts und stand 2023 auf der Liste der Großstädte in Deutschland auf Platz 34. Die Stadt ist Sitz des Landesverwaltungsamtes, der Cyberagentur des Bundes und der Nationalen Akademie der Wissenschaften Leopoldina sowie der Kulturstiftung des Bundes, die für die Bundesrepublik Deutschland die Aufgaben der offiziellen internationalen Vertretung der nationalen Wissenschaft sowie der deutschen Kultur haben.
Die Stadt bildet gemeinsam mit der benachbarten Metropole Leipzig den Ballungsraum Leipzig-Halle, in dem mehr als eine Million Menschen leben, sowie mit Leipzig und fünf weiteren Städten in Sachsen-Anhalt, Sachsen und Thüringen die Metropolregion Mitteldeutschland. Halle ist eines der drei Oberzentren des Landes Sachsen-Anhalt, ist ein bedeutender Verkehrsknotenpunkt sowie ein wichtiges Wissenschafts- und Wirtschaftszentrum in den ostdeutschen Bundesländern. Die Stadt liegt im so genannten Chemiedreieck zwischen Schkopau und Bitterfeld-Wolfen.
Die erste urkundliche Erwähnung datiert auf das Jahr 806. Mit den durch August Hermann Francke 1698 gegründeten Franckeschen Stiftungen gilt Halle als Ausgangspunkt der sozial-humanistischen Bildung in Deutschland. Halle ist die einzige deutsche Großstadt, die in der Zeit des Zweiten Weltkrieges mehr als 200.000 Einwohner hatte und nicht großflächig zerstört wurde, so dass ihr städtebaulich-denkmalpflegerischer Gesamtzustand unter den Großstädten als einzigartig gilt.
In Halle befindet sich eine der ältesten Universitäten Deutschlands, die Martin-Luther-Universität Halle-Wittenberg, sowie die Evangelische Hochschule für Kirchenmusik Halle und die Burg Giebichenstein Kunsthochschule Halle. Im Stadtgebiet befindet sich eine Vielzahl von bedeutenden kulturellen und musealen Einrichtungen, wie das Kunstmuseum Moritzburg Halle (Saale), das Händel-Geburtshaus und das Landesmuseum für Vorgeschichte mit der Himmelsscheibe von Nebra, die zum UNESCO-Weltdokumentenerbe zählt. In Halle wird das Zukunftszentrum für Deutsche Einheit und Europäische Transformation entstehen.

## Geographie, Hydrographie, Geologie und Klima

### Lage, Gewässer, Erhebungen

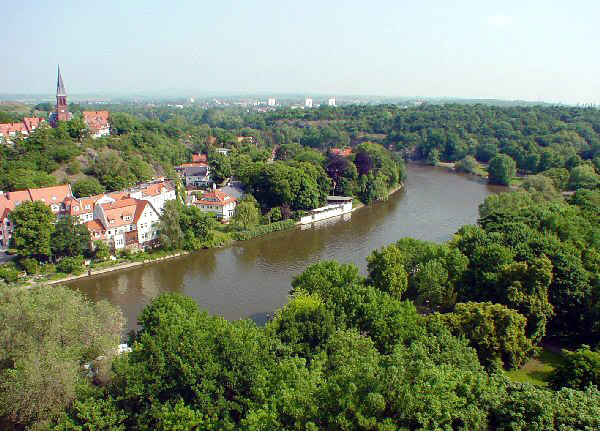
Blick zur Saale bei Kröllwitz, mit der aus einem Volkslied bekannten Gaststätte Krug zum grünen Kranze

Halle liegt am Nordwestrand der Leipziger Tieflandsbucht, der größere Teil östlich der schiffbaren Saale, die sich hier in mehrere Arme teilt und eine breite Flussaue bildet, und unterhalb der Mündung der Weißen Elster.
Auf einer Länge von 27 km fließt die Saale durch Halle. Die Stromsaale bewältigt dabei einen Höhenunterschied von 9 m. Um ihre Schiffbarkeit herzustellen, wurden fünf Wehre mit Schleusen errichtet. Zusammen mit den Nebenarmen, Hochwasserentlastern, Schleusen und Schleusenkanälen sowie Hafenbecken ergibt sich eine Gesamtlänge von 47 km Wasserläufen in der Stadt. Hinzu treten mit einer Durchflusslänge von 6,3 km die Weiße Elster, die Reide sowie weitere zufließende Bäche. Dazu befinden sich ungefähr 180 von Menschen angelegte stehende Gewässer im Stadtgebiet. Der Hufeisensee ist mit 73 ha der größte See der Stadt. Weitere größere Seen sind der Osendorfer See mit 21 ha und der Heidesee mit 12,5 ha.

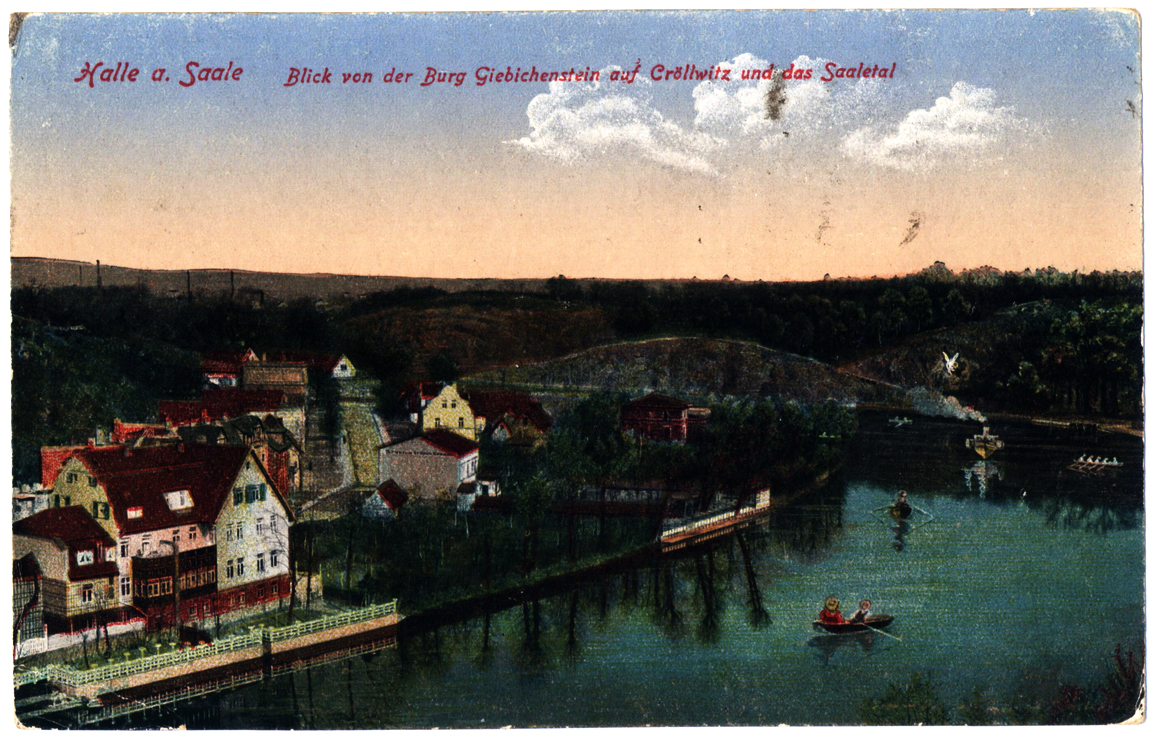
Historische Grußkarte aus Halle von der Burg Giebichenstein aus gesehen

Die höchste Erhebung ist der Große Galgenberg mit 134,2 m ü. NHN. Der tiefste Punkt liegt mit einer Höhe von 71 m ü. NHN am Ufer des Forstwerders, einer Saaleinsel bei Trotha. Am Händel-Denkmal auf dem Marktplatz beträgt die Höhe 87 m ü. NHN.

### Bodenschätze und deren Nutzung
Zur Lagegunst Halles trugen die Bodenschätze im Stadtgebiet bei. Vielfach hat deren Nutzung die wirtschaftliche Entwicklung positiv beeinflusst. Braunkohlevorkommen existieren unter vielen Teilen des Stadtgebietes. Eine wirtschaftliche Nutzung erfuhren sie über mehrere Jahrhunderte sowohl im Tage- wie im Tiefbau, insbesondere im Westen der Stadt um den Ort Nietleben, im Norden (Seeben und Frohe Zukunft) und im Südosten (zwischen Osendorf und Büschdorf). Steinkohle konnte im ehemals königlichen Steinkohlebergwerk Dölau und im Bereich des Wittekindtales abgebaut werden. Ton wurde bei Angersdorf, Muschelkalk in Neustadt, Porphyr am Galgenberg, Kies in der Saaleaue und Kaolin-Ton nordwestlich der Stadtgrenze bei Salzmünde gewonnen. Überragende Bedeutung hatte die Nutzung von Sole, die infolge der Halleschen Marktplatzverwerfung an einigen Stellen im Stadtgebiet gefördert werden konnte. Die Gewinnung von Bodenschätzen aus dem Gebiet der Stadt spielt keine Rolle mehr. Viele Tagebaue bilden nach dem Ende des Abbaus Gewässer.

### Stadtgliederung und Eingemeindungen
Das Stadtgebiet ist in die fünf Stadtbezirke Mitte, Nord, Ost, Süd und West gegliedert. Die Stadtbezirke sind in Stadtteile und diese wiederum in Stadtviertel unterteilt.
Folgende Gemeinden und Gemarkungen gelangten im Lauf der Jahre in die Stadt Halle (Saale).
- 1817: Glaucha und Neumarkt
- 1891: Gutsbezirk Freiimfelde
- 1900: Giebichenstein, Trotha, Kröllwitz und Gut Gimritz (auf der Peißnitzinsel)
- 1. Juli 1950: Stadt Ammendorf (mit den Stadtteilen Beesen, Burg in der Aue, Osendorf, Planena und Radewell), Bruckdorf, Büschdorf, Diemitz, Dölau, Kanena, Lettin, Mötzlich, Nietleben, Passendorf, Reideburg, Seeben, Tornau und Wörmlitz-Böllberg
- 12. Mai 1967: Ausgliederung des Neubaugebiets Halle-West nördlich von Passendorf, das unter der Bezeichnung Halle-Neustadt eine selbständige Stadt, später eine kreisfreie Stadt wurde
- 6. Mai 1990: Wiedereingliederung von Halle-Neustadt

### Nachbargemeinden
Folgende Städte und Gemeinden, genannt im Uhrzeigersinn beginnend im Norden, grenzen an die Stadt Halle (Saale). Sie gehören alle zum Saalekreis, der die Stadt ringförmig umgibt:
Die Gemeinde Petersberg, die Stadt Landsberg, die Gemeinden Kabelsketal, Schkopau, Teutschenthal, Salzatal sowie die Stadt Wettin-Löbejün.

### Klima
Der Raum um Halle kann in das Klimagebiet „Binnenbecken und Binnenhügelland im Lee der Mittelgebirge“ eingruppiert werden. Die Leelage zum Harz sorgt dabei für relativ geringe Niederschlagsmengen und eine Minderung des ozeanischen Einflusses durch vorwiegend westliche bis südwestliche Anströmrichtungen. Kennzeichnend für das Klima in Halle sind ebenso erhebliche Schwankungen in den jährlichen Niederschlagsmengen sowie in der Sonnenscheindauer.
In der Normalperiode 1961–1990 der Wetterstation Halle-Kröllwitz betrug die durchschnittliche Lufttemperatur 9,1 °C und der jährliche Niederschlag 451 Millimeter. Halle liegt im Mitteldeutschen Trockengebiet und ist eine der trockensten Städte Deutschlands.
|                        | Jan | Feb | Mär  | Apr  | Mai  | Jun  | Jul  | Aug  | Sep  | Okt  | Nov | Dez |   |      |
| Mittl. Temperatur (°C) | 3,0 | 4,7 | 5,9  | 8,8  | 13,8 | 18,8 | 19,7 | 19,6 | 15,6 | 11,9 | 6,1 | 3,4 | ⌀ | 11   |
| Mittl. Tagesmax. (°C)  | 5,4 | 8,2 | 11,0 | 14,2 | 19,3 | 24,9 | 25,7 | 25,5 | 21,6 | 16,3 | 9,2 | 6,0 | ⌀ | 15,6 |
| Mittl. Tagesmin. (°C)  | 0,1 | 0,7 | 0,7  | 2,9  | 7,6  | 12,3 | 13,0 | 13,6 | 9,7  | 7,4  | 2,6 | 0,3 | ⌀ | 5,9  |
|                        |     |     |      |      |      |      |      |      |      |      |     |     |   |      |
| Niederschlag (mm)      | 26  | 36  | 25   | 25   | 54   | 43   | 41   | 83   | 42   | 44   | 30  | 31  | Σ | 480  |
|                        |     |     |      |      |      |      |      |      |      |      |     |     |   |      |
| Regentage (d)          | 15  | 15  | 12   | 11   | 12   | 11   | 12   | 13   | 10   | 14   | 13  | 16  | Σ | 154  |

| 0,1 |

| 0,7 |

| 0,7 |

| 2,9 |

| 7,6 |

| 12,3 |

| 13,0 |

| 13,6 |

| 9,7 |

| 7,4 |

| 2,6 |

| 0,3 |

| 0,1 |

| 0,7 |

| 0,7 |

| 2,9 |

| 7,6 |

| 12,3 |

| 13,0 |

| 13,6 |

| 9,7 |

| 7,4 |

| 2,6 |

| 0,3 |

## Geschichte

### Ursprung des Namens
Die Herkunft des Ortsnamens „Halle“ ist ungeklärt.
Die traditionelle Deutung stellt ihn zu altsächsisch und althochdeutsch halla „von Säulen getragener Bau“, womit das Siedehaus der Salzwerke gemeint sei. Andere Deutungen sehen in ihm mittelhochdeutsch hal „Salzquelle, Salzwerk“ oder schließen ihn als urgermanisch *hal direkt an indogermanisch *sal „Salz“ an. Daneben wird niederdeutsch hāl „ausgetrocknet, trocken“ erwogen.
Der Leipziger Professor für Onomastik Jürgen Udolph zweifelt für den Namen Halles aus Gründen der Sprachgeographie und der Sprachchronologie an der erstgenannten Darstellung. Er argumentiert, der Stamm des Wortes für „Salz“ beginne in allen Sprachen, die bisher für die Erklärung des Namens „Halle“ herangezogen wurden oder zeitlich und geographisch in Frage kämen, mit einem S- und eben keinem H-Laut, der auch lautgesetzlich nicht nachträglich aus einem anfänglichen S-Laut entstanden sein könne. Udolph meint, der Name Halle und manch anderer germanische Ortsname, der hal- enthält, lasse sich auf einen älteren indogermanischen Wortstamm mit der Bedeutung „Schräge, Abhang“ oder „neigen“ zurückführen.
Ähnliche Thesen wurden bereits von August Friedrich Pott im 19. Jahrhundert und, so der Jurist Heiner Lück, von halleschen Sprachwissenschaftlern in den 1950er Jahren vertreten. Die Motivierung für die Namensgebung im Falle Halles findet er im Geländeabfall zwischen dem Marktplatz der Stadt und dem Ufer der Saale.
Historisch wurde Halle auch bei seinem lateinischen Namen genannt: Hala Saxonum.

### Von der Besiedlung bis zu Kardinal Albrecht

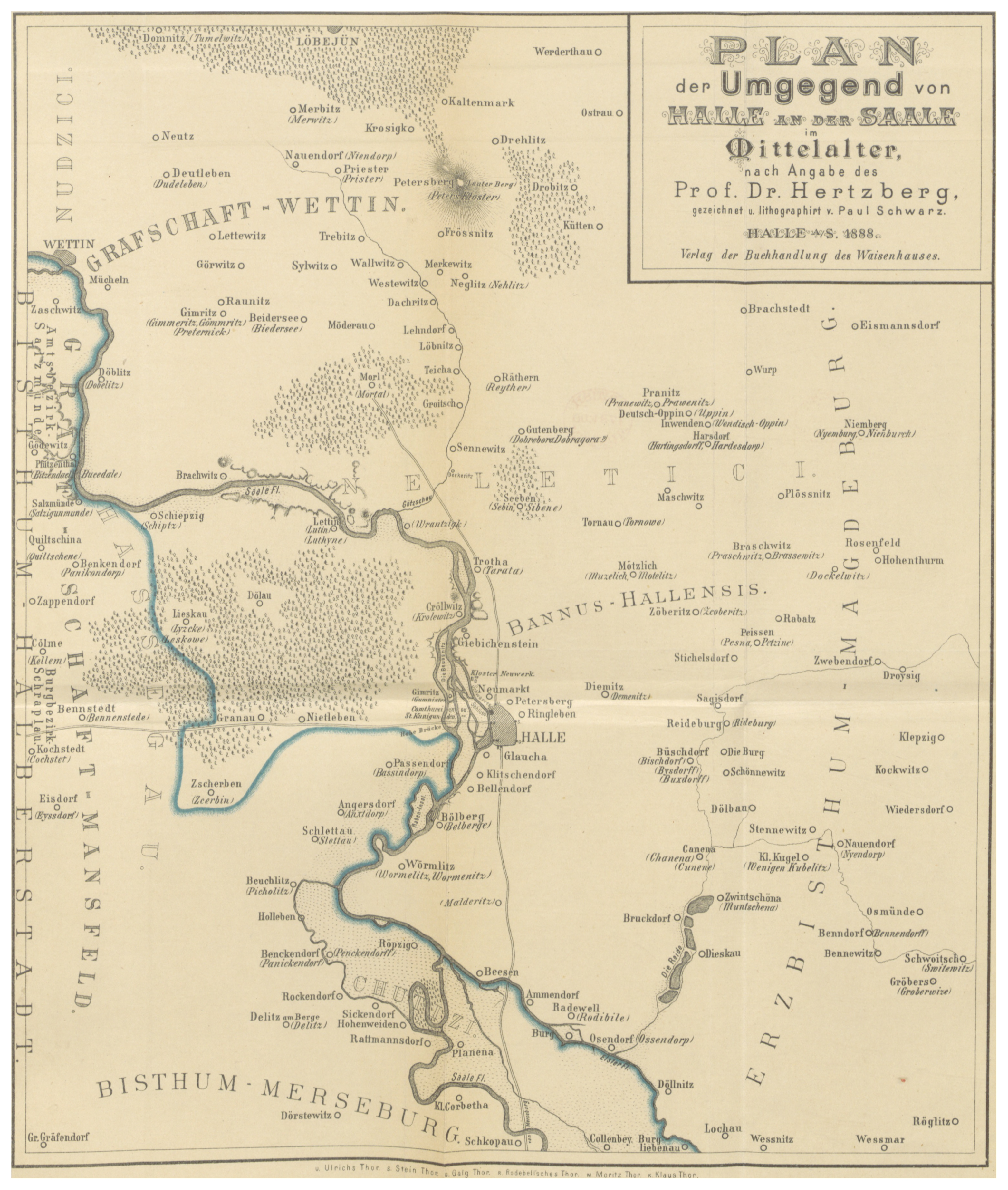
Übersichtskarte von Halle und Umgebung im Mittelalter (Hertzberg: Geschichte der Stadt Halle an der Saale von den Anfängen bis zur Neuzeit, Band 1, 1889)

Karte von Halle (1755)

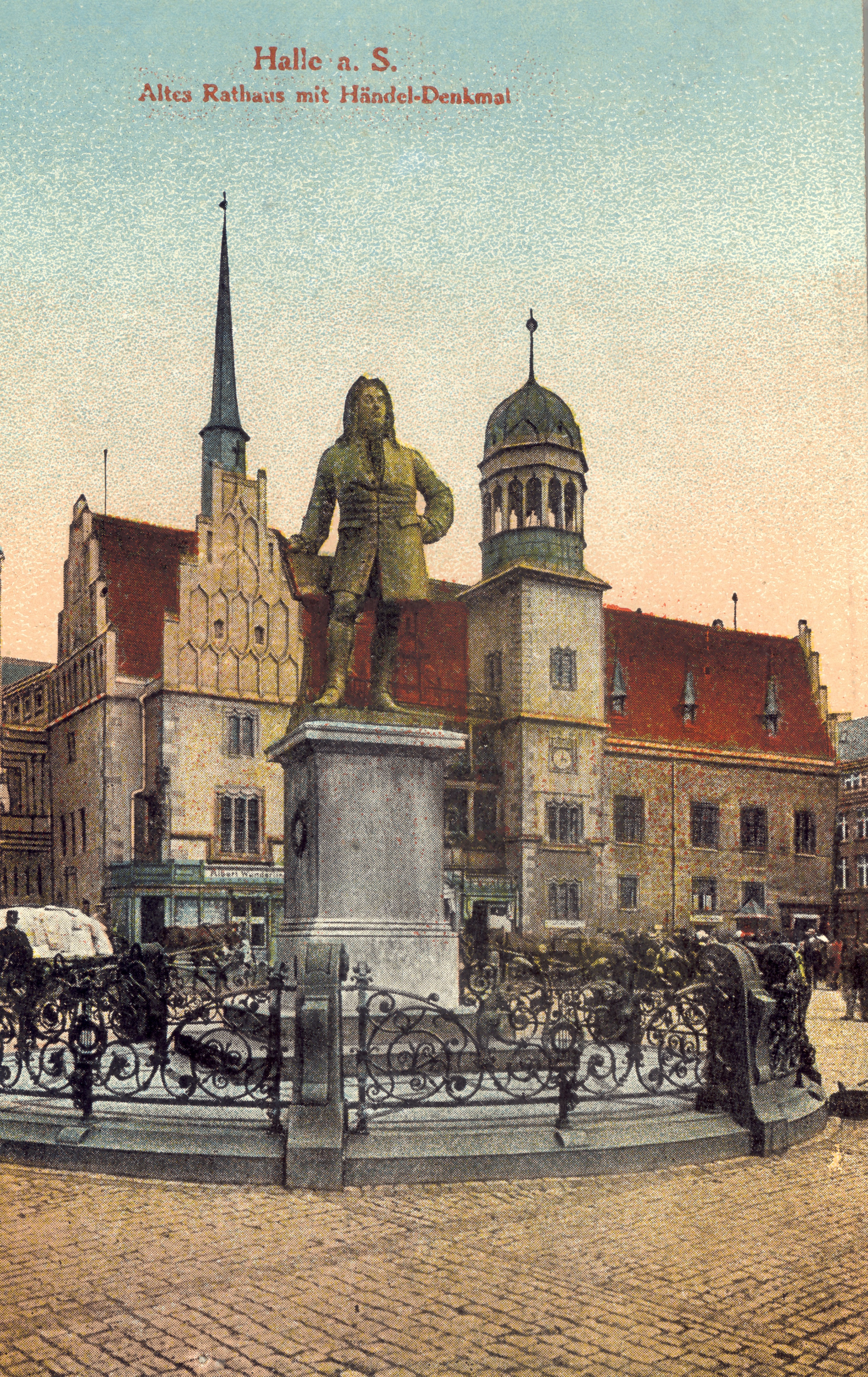
Altes Rathaus Halle (1948 als Ruine abgerissen), mit Händel-Denkmal, Ansicht um 1905. Eine Initiative strebt den Rathauswiederaufbau an.

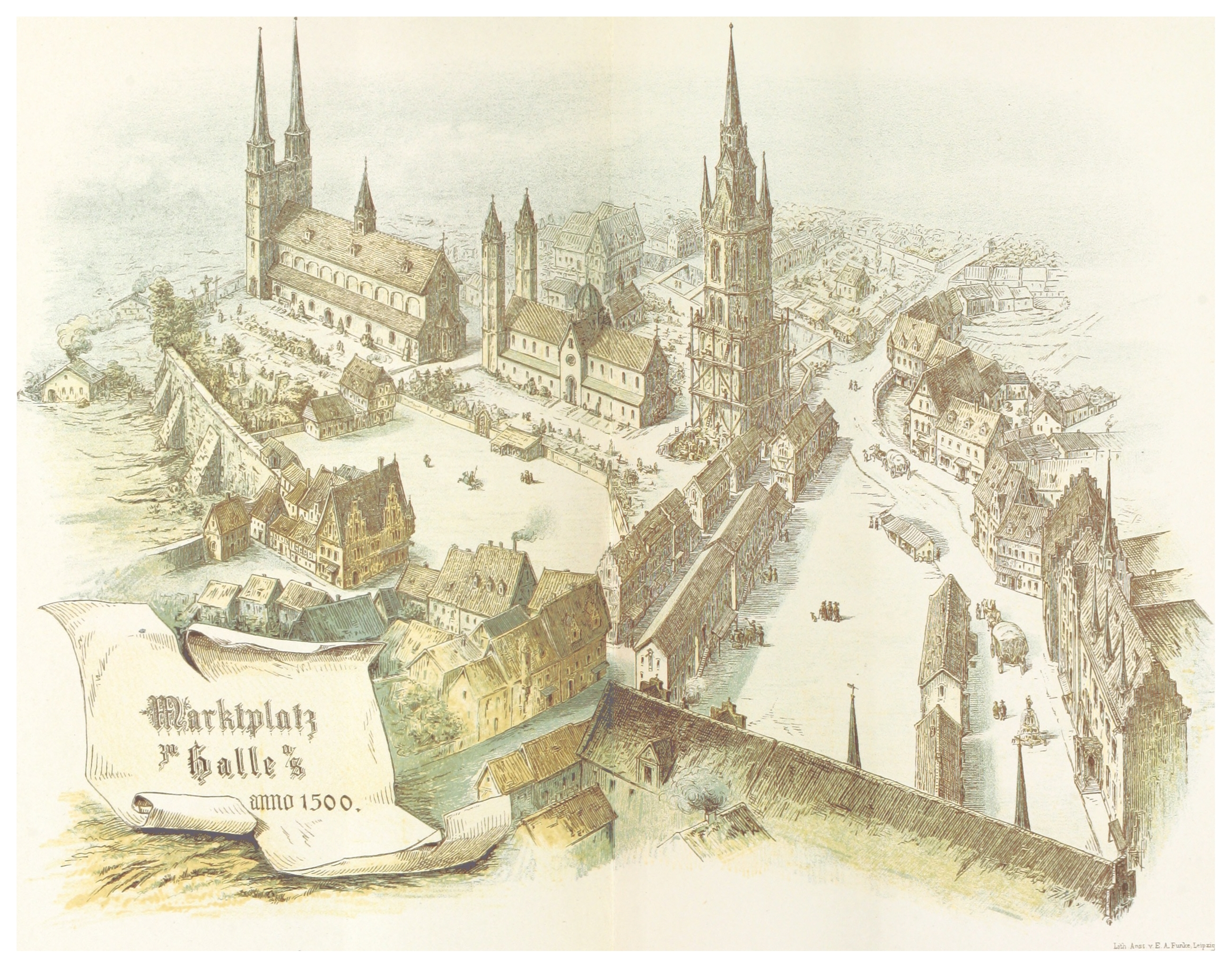
Marktplatz anno 1500, mit der Gertraudenkirche und der Marienkirche vor ihrem Abriss – Lithographie aus Hertzberg: Geschichte der Stadt Halle an der Saale von den Anfängen bis zur Neuzeit, Band 1, 1889

Salzquellen – entstanden durch eine geologische Besonderheit, die sogenannte Hallesche Marktplatzverwerfung – wurden auf dem heutigen Gebiet der Stadt Halle bereits in der Vorzeit genutzt. Neuere Grabungen auf dem Markt belegen die Kontinuität der Bedeutung des Salzes für die Stadt. Der Besiedlung des Stadtgebietes in der Vorgeschichte folgten mutmaßlich die Hermunduren, die Angeln und Warnen (Thüringer) sowie die Wenden, die den Ort Dobrebora nannten. Im Chronicon Moissiacense 806 wird der Ort Halle als „Halla“ erstmals genannt. 968 gründete Otto I. das Erzbistum Magdeburg, dem Halle bis zum Jahr 1680 angehörte. Um 1120 wurde die Stadt umfassend erweitert. Das war durch den steigenden Salzhandel und den damit verbundenen Reichtum möglich. Zunächst lag dieser in der Hand der Erzbischöfe. Seit Ende des 12. Jahrhunderts bildete sich die Innung der Pfänner heraus; es waren freie Unternehmer, die die Lehnsanteile an Solgütern in freies Eigentum überführen konnten. So entstand ein selbstbewusstes Bürgertum, das 1263 mit dem Magdeburger Erzbischof Rupertus einen Vertrag schloss, nach dem der Erzbischof keine Burg im Umkreis einer Meile und keine weiteren Solbrunnen anlegen durfte. Die Pfänner bestimmten über Jahrhunderte die Politik der Stadt. 1281 wurde Halle urkundlich erstmals als Mitglied der Hanse erwähnt, 1310 die Selbstverwaltung der Stadt vertraglich festgehalten. 1341 begann der Bau eines starken Turms zwischen Waage und Rathaus (Runden Turm, Leipziger Turm), der bis 1835 zur sicheren Unterbringung der städtischen Privilegien diente.
Bei Ausgrabungen auf dem Marktplatz wurden von Mitte 2004 bis Mitte 2006 unter anderem die Fundamente von St. Marien mit Teilen des dazugehörigen Friedhofs und ein kleiner Bereich des Kirchhofs von St. Gertruden aufgedeckt. Über 300 Gräber des Hoch- und Spätmittelalters wurden untersucht. Die Anthropologin Bettina Jungklaus untersuchte 334 Skelette, die meisten von St. Marien und ein kleiner Teil von St. Gertruden. Die Gräber konnten in das 12. bis 16. Jahrhundert datiert werden. Der Sterbegipfel lag im fortgeschrittenen Alter. Der Anteil Hochbetagter war mit 13 % hoch. Die Kindersterblichkeit war mit 20 % eher gering. Ein festgestellter erheblicher Männerüberschuss hing vermutlich mit einer verstärkten Zuwanderung aus dem ländlichen Raum zusammen. In Halle könnte die Arbeit in der Salzproduktion eine besondere Anziehungskraft auf männliche Arbeiter ausgeübt haben. Frauen hatten in den ersten Lebensjahren und im fruchtbaren Alter ein erhöhtes Sterberisiko. All dies ließ auf eher günstige Lebensbedingungen schließen. Es wurden eine starke Belastung durch degenerative Veränderungen an den Wirbeln und großen Körpergelenken und gehäuft Armfrakturen festgestellt, die eventuell mit der Salzwirtschaft zusammenhingen. Zwei histologisch belegte Syphilisfälle sind ein frühes Zeugnis für die Verbreitung dieser Erkrankung in Mitteldeutschland.
1418 begann der Bau am Roten Turm, einem Glockenturm „zur Ehre Gottes und der Stadt Halle wie der ganzen Umgebung zur Zierde“. Er wurde später zum Wahrzeichen der Stadt. 1478 endete die etwa 200-jährige städtische Selbständigkeit. 1484 ließ Erzbischof Ernst II. (1464–1513) in der Nordwestecke der Stadt die Moritzburg als befestigtes Wohnschloss erbauen und zog 1503 feierlich ein. Eigentlich sollte sie eine Zwingburg gegen Halles selbstbewusste Bürger, die Salzwirker, sein. Bis 1680 war Halle Haupt- und Residenzstadt des Erzbistums Magdeburg.
Halle war die Lieblingsresidenz des Kardinals Albrecht von Brandenburg. Als die Reformation in Halle einzog, verließ er im Jahr 1541 Halle mitsamt seinem Hofstaat und allen beweglichen Kunstgegenständen des Domes nach Mainz und Aschaffenburg. Sein Günstling Hans von Schönitz, der den „Kühlen Brunnen“ in der Nähe des Marktes bewohnte, initiierte die Zusammenlegung der beiden Kirchen auf dem Marktplatz. 1530 bis 1554 wurden die romanischen Basiliken St. Gertraud und St. Marien abgerissen und zwischen den verbliebenen Türmen („Blaue Türme“ und „Hausmannstürme“) die damit viertürmige Marktkirche errichtet. Diese spiegelt den Übergang von der Gotik zur Renaissance wider. Hans von Schönitz fiel im September 1534 in Ungnade, wurde in der Burg Giebichenstein inhaftiert und im Juni 1535 hingerichtet. Bürger waren darüber empört und auch darüber, dass Albrecht pompös und über seine Verhältnisse lebte. An der Spitze der Proteste stand Martin Luther, der Albrechts Verschwendung, Prunksucht und Konkubinate anprangerte.

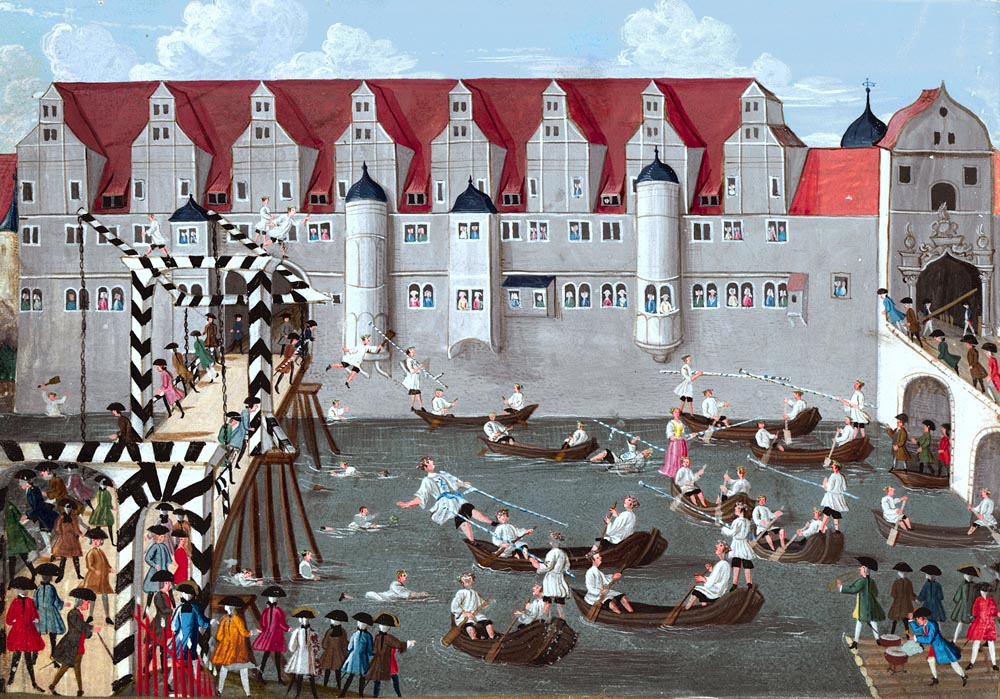
Neue Residenz um 1735

Durch Albrechts Bautätigkeiten erhielt Halle einige Strukturen der Renaissance. Er baute an der Moritzburg und am Dom und ließ die Neue Residenz errichten. Die Struktur der Stadt wurde stark verändert. Mehrere Gebäude wurden abgerissen, so das Kloster Neuwerk, die Lambertikapelle und das Cyriakshospital. Albrecht hatte ständig Geldnöte, daher verkaufte er Teile des Halleschen Heiltums und wertvolle Reliquien. Sein finanzieller und moralischer Bankrott beschleunigte den Einzug der Reformation im Jahr 1541.

„Nach dem Kaffee wird bis 5 Uhr die Stadt und das Innere der Marktkirche besehn. Man ist sehr erbaut von dem Malerischen der verschiedenen Winkel der Stadt, […] besonders eine, wo das Wasser rauschend aus den Mühlen hervorbricht; darüber die Trümmer der Moritzburg, die Moritzburgkirche mit ihren runden Giebeln und darunter viele heimliche Gartenanlagen mit Lauben und dircken Fliederbüchen auf und an den alten Mauern herum“

### Halle als Teil der Hanse
Wie bei anderen Hansestädten hat es bei Halle keine offizielle Beitrittserklärung zum hansischen Städtebund gegeben. Eine erstmalige Erwähnung im Zusammenhang mit der Hanse erfolgte in einem Brief vom 4. März 1281, in dem eine Verlegung des Stapels der deutschen Händler von Brügge nach Aardenburg 1280 bis 1282 festgestellt wurde. Vermutlich gab es aber schon einige Jahrzehnte vorher Kontakt mit dem hansischen Handel, da auch eine wichtige Fernhandelsverbindung der Stadt mit dem damals bedeutendsten Wirtschaftsraum Flandern bestand. 1294 gehörte Halle, zusammen mit 24 weiteren Hansestädten, zu Fürsprechern einer Übertragung wichtiger Funktionen der Hanse von Visby, auf der Ostseeinsel Gotland, nach Lübeck.
Mit dem Erlass einer neuen Regimentsordnung durch Erzbischof Ernst von Wettin am 18. März 1479 endete de facto die Mitgliedschaft der Stadt in der Hanse. Allerdings wird im Jahr 1506 Halle nochmals als Hansestadt genannt. Erst 1518 wird Halle endgültig, ebenso wie zahlreiche andere Städte, als „abgedankt und abgeschnitten“ bezeichnet.
Halle gehörte nicht zu den bedeutendsten Städten der Hanse. Die Stadt erhielt regelmäßig Einladungen zu Hansetagen, denen man aber selten nachkam. Die politischen Entscheidungen überließ man Magdeburg und Braunschweig, den größten Städten des Sächsischen Städtebundes. Belege dafür, dass der wichtigste Exportartikel der Stadt, das Salz, auf hansischen Kauffahrtsschiffen vertrieben wurde, existieren nicht. Die seit dem 13. Jahrhundert nachgewiesenen Kontakte zu Flandern verweisen unter anderem auf eine Teilnahme hallescher Kaufleute am hansischen Tuchhandel.
2001 wurde Halle Mitglied des 1980 neu gegründeten Städtebundes Neue Hanse.

### Von der Reformation bis zur Zeit der Weimarer Republik

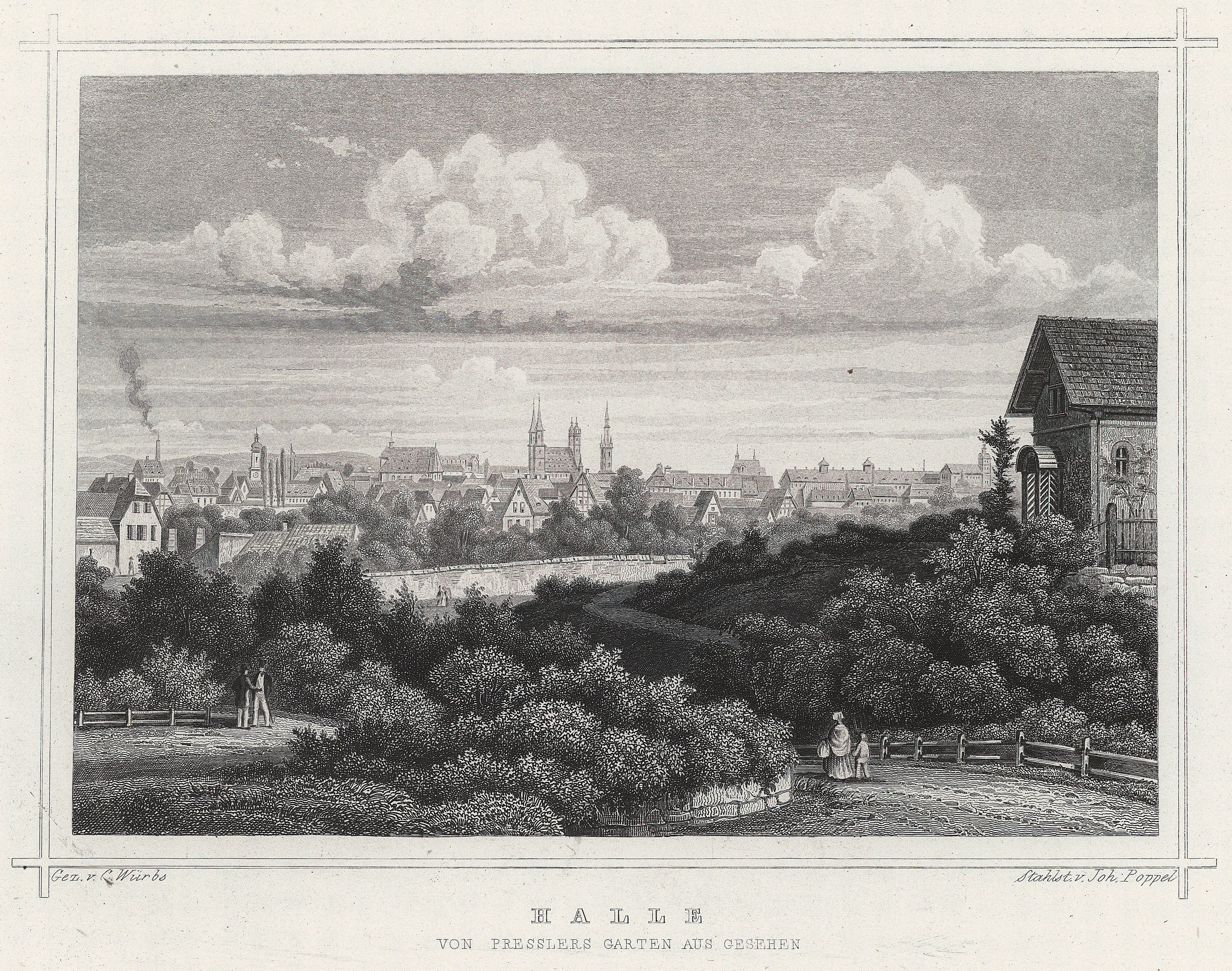
Blick über Halle im 19. Jahrhundert, von Presslers Garten aus gesehen

1541 wurde in der Residenzstadt des Erzstifts Magdeburg die Reformation vor allem unter der Federführung von Justus Jonas dem Älteren eingeführt. Martin Luther predigte selbst mehrere Male in Halle in der Marktkirche. Bei der Überführung von Eisleben nach Wittenberg wurde 1546 sein Leichnam hier aufgebahrt.
Das Erzstift wurde fortan von einem erzbischöflichen Administrator verwaltet. Im Dreißigjährigen Krieg 1625 besetzten Kaiserliche Truppen unter Wallenstein die Stadt. 1637 brannte die Moritzburg aus. Nach dem Tod des letzten erzbischöflichen Administrators, Herzog August von Sachsen, im Jahr 1680 fiel Halle mit dem gesamten Erzstift Magdeburg an das Kurfürstentum Brandenburg und wurde mit diesem ab 1701 Teil des Königreichs Preußen. Halle war seit dieser Zeit bis 1714 Hauptstadt des preußischen Herzogtums Magdeburg. Die Stadt lag im damaligen Saalkreis, unterstand jedoch als Immediatstadt direkt der Regierung des Herzogtums.

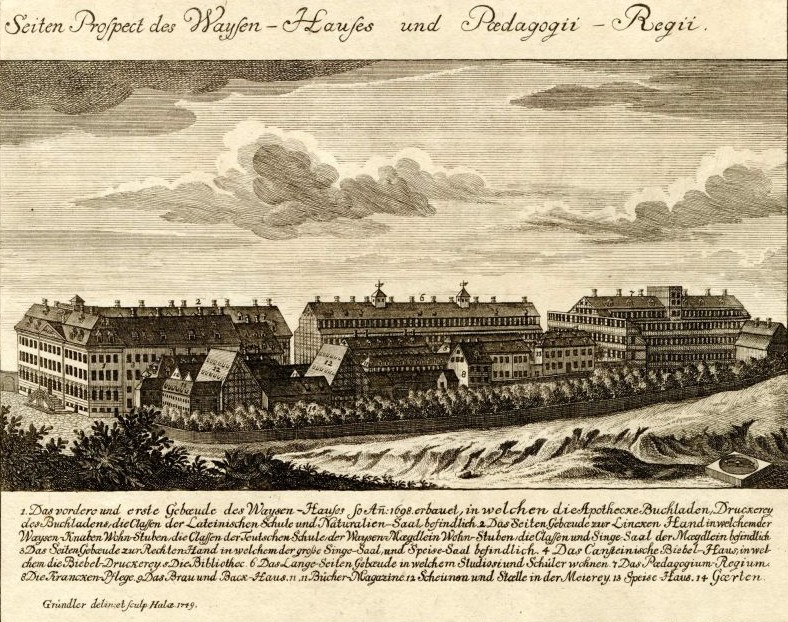
Kupferstich der Franckeschen Stiftungen (1749)

Am 12. Juli 1694 wurde in der Ratswaage am halleschen Marktplatz als ihrem zukünftigen Hauptgebäude die Universität Halle (alma mater halensis) mit zunächst vier Fakultäten gegründet. Die alma mater halensis entwickelte sich gemeinsam mit den 1698 gegründeten Franckeschen Stiftungen zu einem Zentrum der bürgerlichen Frühaufklärung. Dort wurde 1710 die 1. Cansteinsche Bibel-Anstalt von Freiherr von Canstein zusammen mit August Hermann Francke gegründet. Im Jahr 1708 wurde von Christoph Semler in Halle die erste deutsche Realschule gegründet.
Während der Napoleonischen Kriege erstürmte am 17. Oktober 1806 die Division Dupont des Korps Bernadotte die Stadt und schlug danach die preußische Reservearmee.
Preußen hatte Frankreich am 9. Oktober den Krieg (Vierter Koalitionskrieg) erklärt; am 14. Oktober 1806 hatte es die Schlacht bei Jena und Auerstedt verloren.
Wenige Tage später besuchte Kaiser Napoleon Halle und ordnete die Auflösung der Universität an. Deren Hauptgebäude, die Ratswaage, wurde Lazarett und danach zeitweise Schlachthaus.

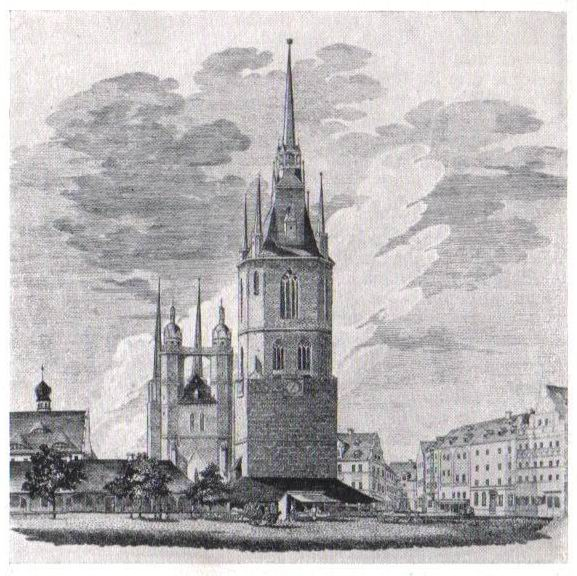
Roter Turm um 1824

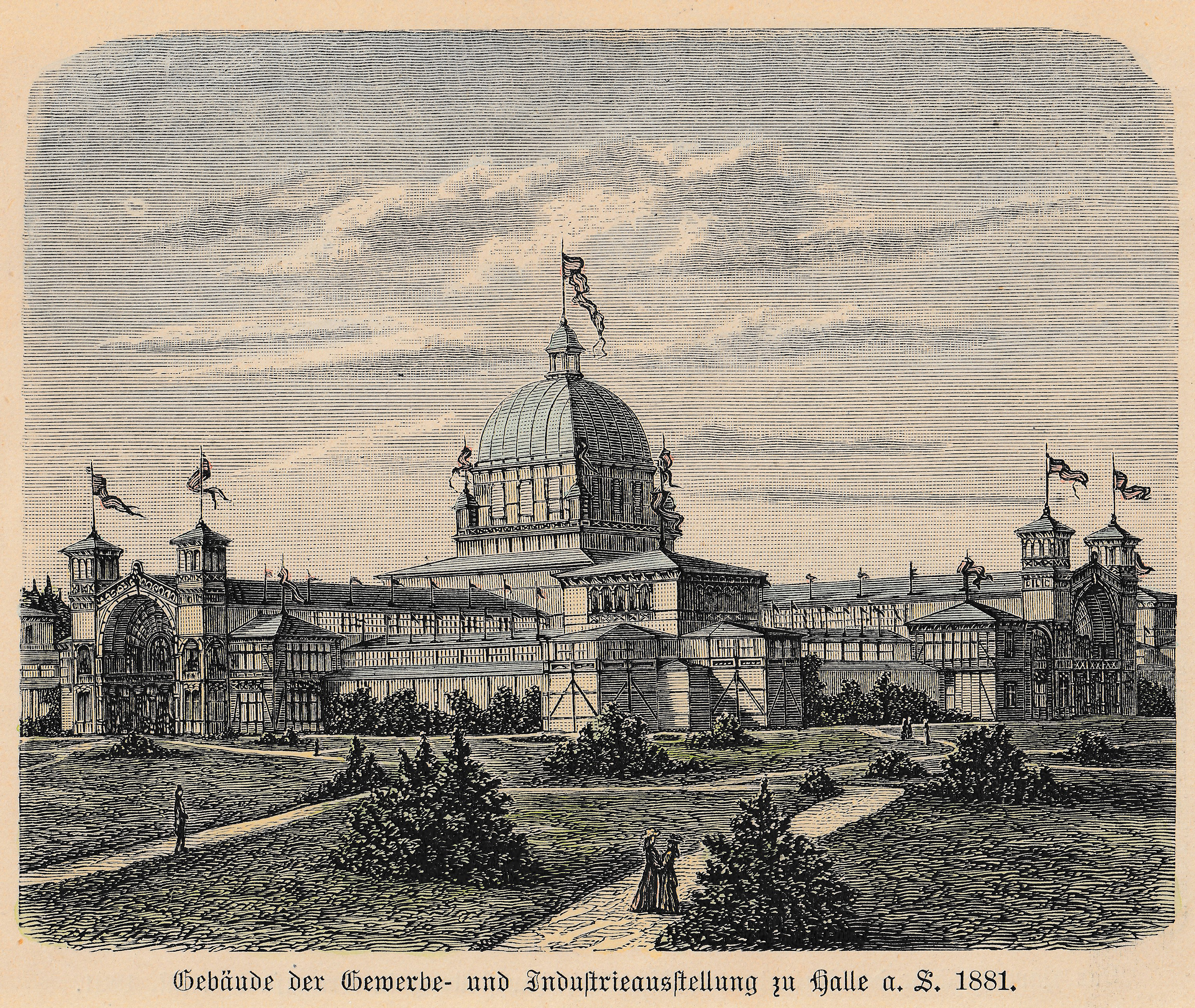
Hauptgebäude der Gewerbe- und Industrie-Ausstellung zu Halle a.d.S. 1881

Der Frieden von Tilsit beendete im Juli 1807 den Vierten Koalitionskrieg und Halle wurde im Dezember 1807 Teil des neu gebildeten Königreichs Westphalen. Nach dem Sieg über Napoleon 1813/14 erfolgte die Wiedergründung der Universität.
Als Ergebnis des Wiener Kongresses fiel Halle 1815 wieder an Preußen, das die Stadt in den Regierungsbezirk Merseburg der neu gebildeten Provinz Sachsen eingliederte. Im Rahmen der Kreiseinteilung des Regierungsbezirks Merseburg wurde zum 1. Oktober 1816 der Stadtkreis Halle eingerichtet, der die damaligen Städte Halle, Glaucha und Neumarkt sowie eine Reihe von umliegenden Dörfern umfasste. Am 13. Oktober 1817 wurden die Städte Glaucha und Neumarkt in die Stadt Halle eingemeindet. Der Stadtkreis Halle wurde 1828 wieder aufgelöst. Die ihm angehörenden Dörfer kamen zum Saalkreis sowie zum Landkreis Merseburg und die Stadt war von da an unmittelbar der Regierung in Merseburg unterstellt. Zum 1. Oktober 1833 wurde das Landratsamt des Saalkreises von Wettin nach Halle verlegt. Im Jahr 1837 erhielt die Zuckersiedereifabrik Krüger als erstes Gebäude der Stadt eine Gasbeleuchtung mit 28 verteilten Gasflammen.
1842 wurde das Gefängnis der Stadt, der Rote Ochse, als Straf- und Besserungsanstalt eröffnet.

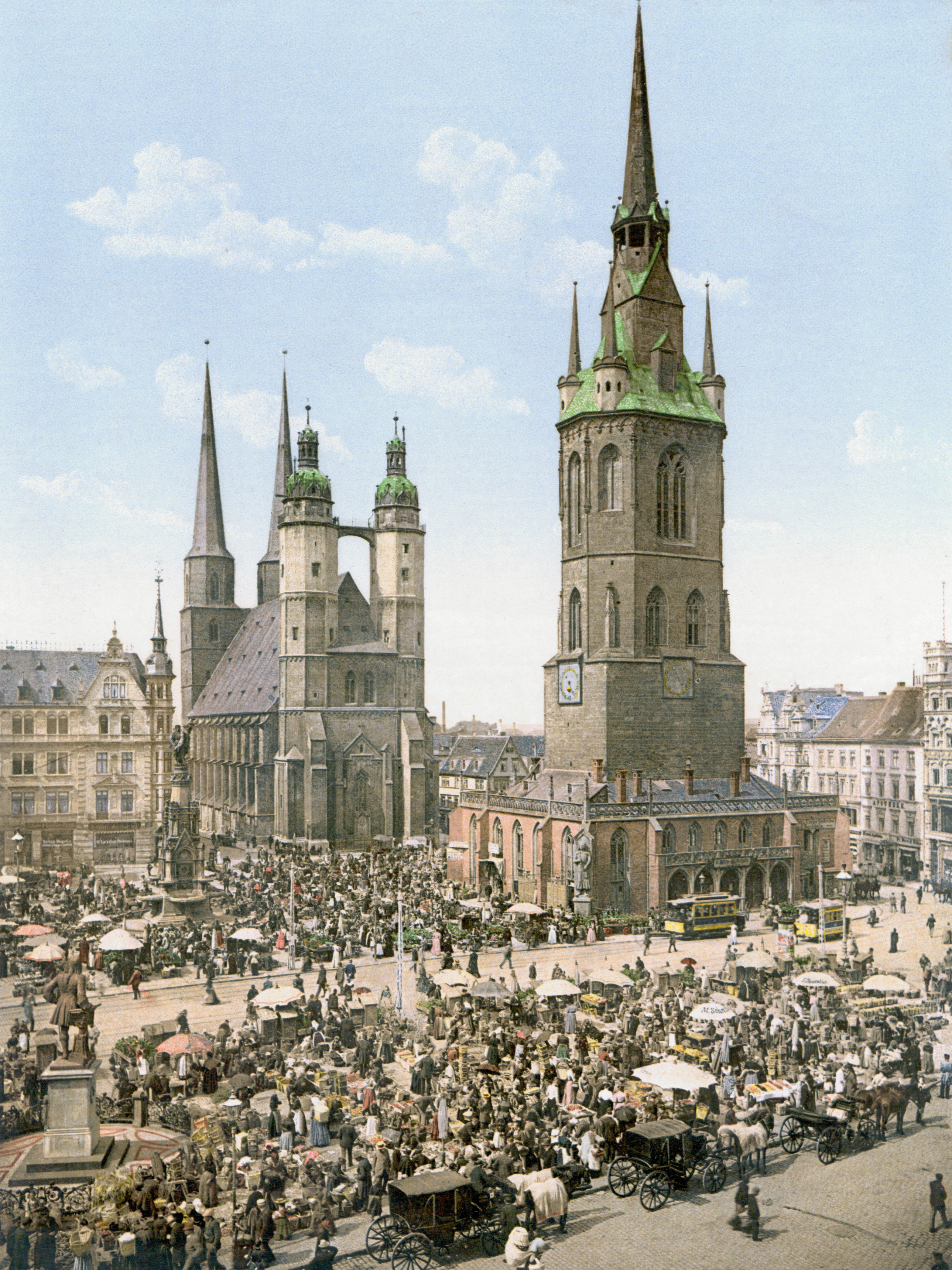
Marktplatz von Halle mit den fünf Türmen um 1900

Im Jahr 1881 fand die Gewerbe- und Industrie-Ausstellung zu Halle a.d.S. 1881 statt und 1882 fuhren die ersten Pferdebahnen als Vorläufer der Straßenbahnen. Fortan war Halle sozusagen eine kreisfreie Stadt, die 1890 die Grenze von 100.000 Einwohnern überschritt und damit Großstadt wurde. Im Oktober 1890 benannte sich die Sozialistische Arbeiterpartei Deutschlands (SAP) auf ihrem Parteitag in Halle nach dem Ende der reichsweit 12 Jahre gültigen repressiven Sozialistengesetze in Sozialdemokratische Partei Deutschlands (SPD) um; unter diesem Namen besteht sie noch. Im April 1891 fuhr in Halle die erste elektrische Straßenbahn der „Stadtbahn Halle“. Bis Juni 1891 wurden drei weitere Linien hinzugefügt. Halle besaß damit das erste elektrische Straßenbahnnetz Europas.
Anfang März 1919 rückte das Freikorps Maercker auf Befehl der Reichsregierung in Halle ein, um den von der USPD kontrollierten halleschen Arbeiterrat zu entmachten und die Streikbewegung niederzuschlagen, die am 24. Februar von Halle ausgegangen war und das gesamte mitteldeutsche Industriegebiet erfasst hatte. Bei Zusammenstößen zwischen Arbeitern und Soldaten kamen in den folgenden Tagen 36 Menschen ums Leben. Der Kapp-Putsch zog im März 1920 einen noch weitaus blutigeren Gewaltausbruch nach sich. Städtische Honoratioren begrüßten ebenso wie die Lokalorganisationen von DNVP und DVP den Staatsstreich offen, auch Oberbürgermeister Richard Robert Rive spielte eine zumindest „undurchsichtige Rolle“. Der Kommandeur der Garnison, Oberst Hermann Czettritz, bekannte sich am 14. März zu den Putschisten und ließ – unterstützt von Einwohnerwehr und studentischen Zeitfreiwilligen – die Stadt militärisch besetzen. Die mit mehreren Panzerautomobilen, schweren Minenwerfern und Artillerie ausgerüsteten Truppen lieferten sich vom 19. bis 22. März in Ammendorf, Glaucha, Trotha, am Galgenberg, in der Herrenstraße, am Rosengarten und am Rannischen Platz regelrechte Gefechte mit den auf Initiative von USPD und KPD mobilisierten Arbeitermilizen. Letztere erlitten dabei schwere Verluste, die zum Teil auf die systematische Ermordung von Gefangenen insbesondere durch die Zeitfreiwilligen zurückzuführen sind. Am 29. März wurden auf dem Gertraudenfriedhof unter großer Anteilnahme der Bevölkerung 115 Tote, darunter 12 Frauen, beigesetzt. Die tatsächliche Zahl der Todesopfer lag wahrscheinlich noch bedeutend höher. An 20 bei der Erstürmung des Galgenberges getötete bzw. dort nach der Gefangennahme ermordete Mitglieder der Freien Sozialistischen Jugend erinnert eine im Jahr 1958 angebrachte Gedenktafel. Garnison, Einwohnerwehr und Zeitfreiwillige gaben ihre Verluste mit 27 Toten an. Der lokale Bürgerkrieg vom März 1920 erwies sich als folgenreiche stadtgeschichtliche Zäsur; er vertiefte die Spaltung der städtischen Gesellschaft und beschleunigte die Herausbildung zweier gegeneinander abgeschlossener politischer Lager. Am 11. Januar 1923 wurde in Halle der Wehrwolf. Bund deutscher Männer und Frontkrieger gegründet.

### Während der Zeit des Nationalsozialismus
Das Gefängnis der Stadt, der Rote Ochse, wurde 1939 von der NS-Verwaltung zu einer Hinrichtungsstätte umgebaut, in der 549 politische Gegner ermordet wurden, darunter 170 Menschen ausländischer Nationalität. Von 1942 bis zum Kriegsende war es offiziell Zentrale Hinrichtungsstätte.
Statt der vorgesehenen 600 wurden gegen Ende des Zweiten Weltkriegs über 1250 Häftlinge zusammengepfercht, was eine hohe Sterblichkeit zur Folge hatte. Ein Teil der weitläufigen Anlage ist als Gedenkstätte gestaltet, der andere Teil wird bis heute als Gefängnis genutzt. Während des Krieges wurden zudem Häftlinge aus Polen, der Tschechoslowakei, der Sowjetunion, Frankreich, Niederlande und weiteren Nationen im KZ-Außenlager Birkhahn, einem Außenlager des KZ Buchenwald zur Zwangsarbeit in die Siebel Flugzeugwerke gebracht, in denen Kampfflugzeuge gebaut wurden, später wurde das Werk demontiert. In Ammendorf befand sich mit der Orgacid GmbH eine große Fabrik zur Senfgas-Produktion.
Halle war als eine der wenigen deutschen Großstädte kein Ziel von Flächenbombardements im Zweiten Weltkrieg. Allerdings erfolgten sieben Luftangriffe durch insgesamt 1024 amerikanische Fernbomber mit 2600 Tonnen Bombenlast: der erste am 7. Juli 1944, der letzte am 6. April 1945. Zerstörungen gab es besonders zwischen Hauptbahnhof und Zentrum und in der Stadtmitte selber sowie im südlichen Stadtteil. Es starben über 1284 Menschen. 3600 Gebäude mit 13.600 Wohnungen (von 66.000) und 400 gewerbliche Betriebsstätten, Hotels und Warenhäuser sowie Kulturbauten wurden zerstört. Schwer beschädigt wurden durch die Bombenangriffe die Marktkirche Unser Lieben Frauen, die Georgenkirche, das Alte Rathaus, die Ratswaage, das Stadttheater, wertvolle Bürgerhäuser (historische Gebäude in der Brüderstraße und der Großen Steinstraße) und der Stadtgottesacker.
Kriegsende
Im April 1945 drohten die US-Amerikaner mit der massiven Bombardierung Halles für den Fall, dass sich die Stadt nicht ergeben würde.
Der Kampfkommandant von Halle Generalleutnant Anton Rathke wurde durch zahlreiche Militärs und zivile Offizielle dazu gedrängt seine Truppen zurückzuziehen. Schließlich konnte er durch den Standortältesten der Lazarette Carl Moritz Seeland mit einem Plan zur „Scheinverteidigung Halles“ überzeugt werden, seine Truppen, entgegen einem ausdrücklichen Führerbefehl, die Stadt „bis zum Letzten“ zu verteidigen, zumindest teilweise nach Süden zurückzuziehen.
Noch vor dem Teilrückzug übten der Chef der Schutzpolizei, Oberst Max Baltersee, ein Chemiker der Universität Halle Theodor Lieser, der Chefarzt des Elisabethkrankenhauses Walther Hülse, der Standortältesten der Lazarette Carl Moritz Seeland sowie Felix Graf von Luckner, kurz zuvor am 10. April 1945 zum Chef des städtischen Sicherheitsdienstes ernannt, Druck auf Oberbürgermeister Weidemann aus, Kontakt mit den Amerikanern aufzunehmen, um diese über den Teilrückzug zu unterrichten.
In Begleitung des damaligen Majors Karl Huhold fuhr Luckner am 16. April 1945 zu General Terry de la Mesa Allen, Kommandeur der 104. US-Infanteriedivision, die Halle erstürmen sollte und verhandelte zusammen mit Huhold um eine friedliche Übergabe der Stadt. Die Rolle Luckners bei Kriegsende wurde viele Jahre kontrovers diskutiert, eine wissenschaftliche Aufarbeitung begann 2005 mit einem Gutachten, das die Stadt Halle zur Person Luckners anfertigen ließ.
Nachdem Rathke über das Verhandlungsergebnis informiert war, begann er in der Nacht zum 17. April 1945 mit einem Teilrückzug nach Süden und schloss diesen am 19. April 1945 ab, mit dem endgültigen Rückzug seiner etwa 600 Soldaten.
Bereits etwa 1000 startbereite alliierte Bomber blieben nach den erfolgreichen Verhandlungen und dem Rückzug der Deutschen Verteidiger am Boden und eine größere Zerstörung der Stadt konnte abgewendet werden.
Am 17. April 1945 begann die Besetzung Halles durch US-amerikanische Truppen, davor wurde der Rote Turm durch Artillerie in Brand geschossen und weitgehend zerstört. Auch die Marktkirche und die Georgenkirche erhielten Treffer.
Anfang Juli 1945 zogen die Amerikaner wieder ab, als Besatzungsmacht folgte entsprechend der Festlegung der Besatzungszonen die Sowjetunion.

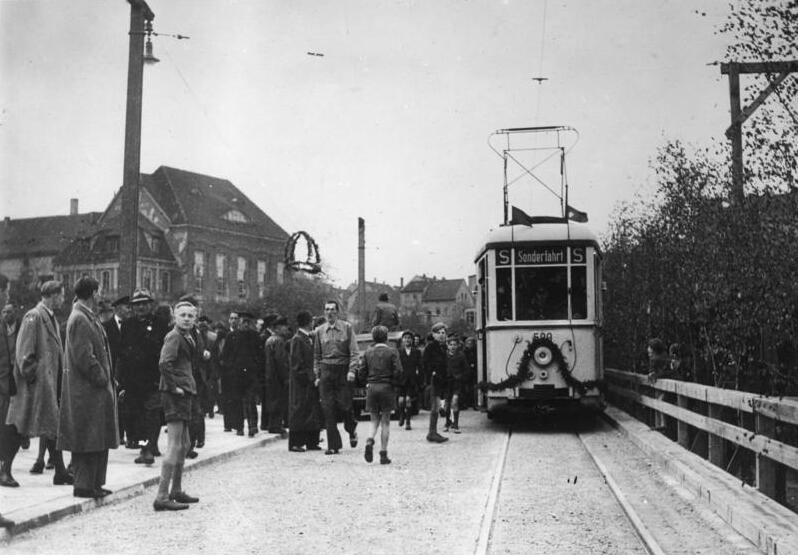
Die wiederhergestellte Giebichenstein-Saalebrücke wurde am 1. Mai 1948 dem Verkehr übergeben.

### Stadtentwicklung zur Zeit der SBZ und DDR

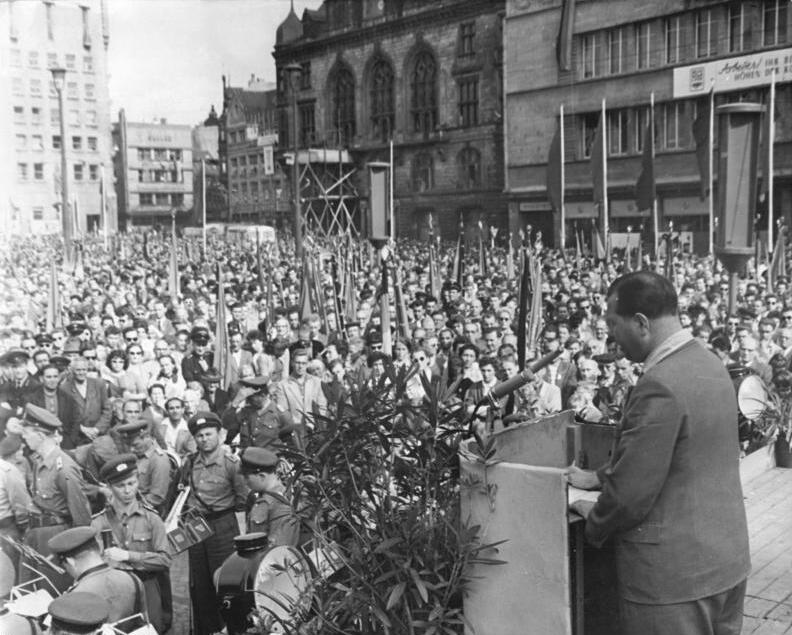
I. Arbeiterfestspiele 1959

Halle wurde Hauptstadt der preußischen Provinz Sachsen, die 1947 im Land Sachsen-Anhalt aufging.
Die Sowjetische Besatzungszone (SBZ) einschließlich der nach Kriegsende wiedergegründeten Länder wurde im Oktober 1949 zum Staatsgebiet der DDR. Die Länder wurden aufgelöst und stattdessen Bezirke gegründet; Halle wurde Bezirkshauptstadt des Bezirks Halle.
Da Halle nach dem Zweiten Weltkrieg weniger stark großflächig zerstört war als andere Städte in der DDR, wurde zunächst nur wenig in die städtebauliche Entwicklung investiert (Städtebau, Stadtplanung). Das bei dem Luftangriff vom 31. März 1945 schwer beschädigte, aber wiederaufbaufähige Alte Rathaus und die Ratswaage daneben wurden Ende der 1940er Jahre abgerissen. 1965 folgte die Beseitigung des baulich gerade erneuerten Hotels Zur Börse am Marktplatz. Die erste größere Stadterweiterung, die Wohnstadt-Süd, wurde 1959 begonnen. Später folgten die Wohnstadt Heide-Nord und die Silberhöhe – mit insgesamt über 20.000 Wohneinheiten für mehr als 50.000 Menschen. Das größte Baugebiet entstand in den 1960er Jahren mit dem Aufbau der Chemiearbeiterstadt Halle-West für zunächst etwa 70.000 Menschen. Das Wohngebiet Halle-West wurde 1967 zur selbständigen Stadt Halle-Neustadt, die sie bis zur Wiedervereinigung 1990 blieb. Erhebliche Bauressourcen des Bezirks waren über eine lange Zeit in Halle-Neustadt gebunden. Als die Altstadt zunehmend verfiel, wurde der Handlungsdruck groß, Stadterneuerung zu betreiben. In den 1980er Jahren verlor die Altstadt durch flächenhafte Abrisse zum Teil wertvolle historische Bausubstanz. In dieser Zeit entstanden Beispiele der Innenstadterneuerung in industrieller Plattenbauweise. In den 1980er Jahren wurde die Bürgerrechtsbewegung Halle (Saale) gegründet.
Die Stadt vergab den Kunstpreis der Stadt Halle.

### Volksaufstand am 17. Juni 1953
Am 17. Juni 1953 beteiligten sich in Halle (Saale) mehr als 90.000 Menschen an Demonstrationen gegen die DDR-Regierung. Damit bildete Halle (Saale) eines der größten Zentren des Volksaufstandes in der DDR. „Nur in Berlin und Magdeburg gingen mehr Menschen auf die Straße!“
Bereits am Morgen des 17. Juni 1953 marschierten circa 9.000 Beschäftigte des Waggonbau (LOWA) Ammendorf zur Demonstration nach Halle. Die Forderungen der Arbeiter lauteten „Sturz der Regierung“, „Sofortige gesamtdeutsche Wahlen“ und „Freilassung der politischen Gefangenen“. Bis Mittag versammelten sich bis zu 40.000 Bürger fröhlich und friedlich auf dem Marktplatz. Bereits um 14:30 Uhr erhielten die DDR-Polizeikräfte in Halle (Saale) den Schießbefehl. In der Stadt Halle (Saale) kam es am Nachmittag zur einzigen, erfolgreichen Gefangenenbefreiung eines DDR-Gefängnisses. In dramatischen Ereignissen gelang den Demonstranten die Befreiung aller 248 inhaftierten Frauen und von drei Männern aus der Haftanstalt an der Kleinen Steinstraße. Es konstituierte sich das zentrale Streikkomitee mit verschiedenen Mitgliedern hallischer Betriebe mit dessen Sprecher Herbert Gohlke. Das Komitee rief zur zentralen Kundgebung auf dem Hallmarkt für 18 Uhr auf. Am Abend versammelten sich dort mehr als 60.000 friedlich demonstrierende Menschen. Ab 16 Uhr erfolgten die Gegenmaßnahmen von lokalen SED-Funktionären, Sowjetoffizieren und MfS-Verantwortlichen. Panzer der Sowjetarmee fuhren in der Innenstadt auf und umstellten den Marktplatz. Bei den Demonstrationen vor dem Gefängnis Roter Ochse wurden mindestens vier Demonstranten getötet. Ab 21 Uhr wurde von den DDR-Sicherheitskräften mit Waffengewalt und Härte die Ausgangssperre durchgesetzt.
Der Kameramann Albert Ammer dokumentierte mit seiner 35-mm-Filmkamera die historischen Ereignisse in Halle (Saale) und erstellte somit die einzigen professionellen Filmaufnahmen des Volksaufstandes in der DDR vom 17. Juni 1953. Die Einzelbilder seiner Aufnahmen, die nach 40 Jahren im Stasi-Archiv entdeckt wurden, zeigen hunderte glücklicher und fröhlich winkender Demonstranten auf dem Marktplatz. Albert Ammer erhielt für seine historischen Filmaufnahmen von der DDR-Justiz drei Jahre Gefängnis.
Es kam an diesem Tag zur Besetzung von 33 öffentlichen Gebäuden im Stadtgebiet. Zwischen neun und elf Menschen wurden getötet. 728 Menschen wurden festgenommen. Zahlreiche Teilnehmer der Demonstrationen wurden von der DDR-Justiz zu zum Teil mehrjährigen Haftstrafen verurteilt. Auf dem Hallmarkt befindet sich heute, am östlichen Ende Richtung Marienkirche, auf der rechten Seite des Umspannwerkes, eine Gedenktafel zu den Ereignissen am 17. Juni 1953 in Halle (Saale).
Seit 1971 befand sich die Bezirksverwaltung für Staatssicherheit Halle im Areal am Gimritzer Damm.

### Nach der deutschen Wiedervereinigung

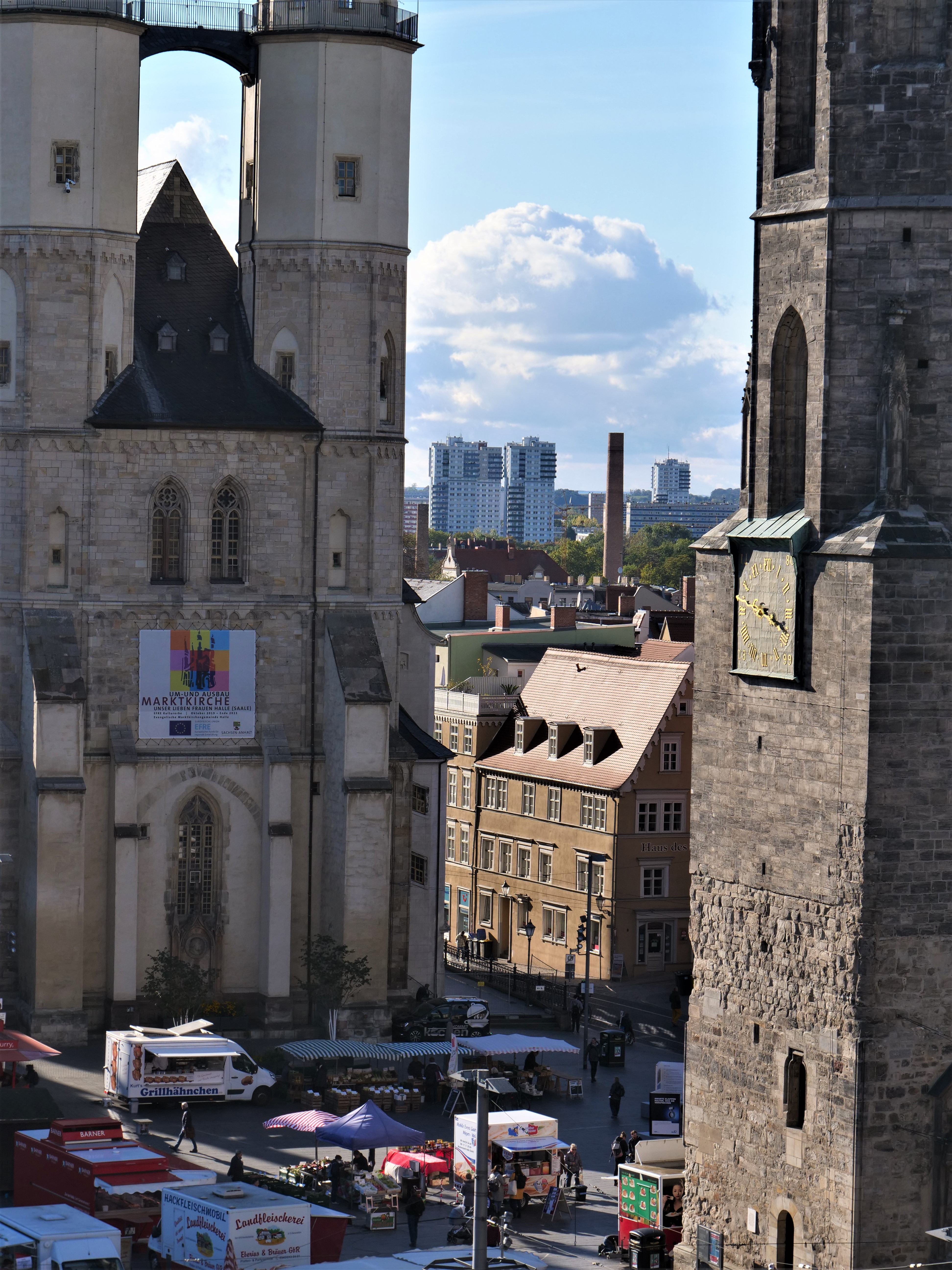
Blick über den Marktplatz auf die Wohntürme von Halle-Neustadt

1990 wurde der Bezirk Halle aufgelöst und Halle (Saale), seit 1990 mit der Stadt Halle-Neustadt vereinigt, gehört seither dem neu gegründeten Land Sachsen-Anhalt an.
Am Sonntag, dem 28. Oktober 1990, fand in Dessau im Saal der Johann-Philipp-Becker-Bundeswehrkaserne die konstituierende Sitzung des neuen Landtages von Sachsen-Anhalt statt. Die 106 frei gewählten Volksvertreter des wiederentstandenen mitteldeutschen Landes hatten darüber abzustimmen, ob Magdeburg oder Halle (Saale) die Hauptstadt von Sachsen-Anhalt werden sollte. Das Ergebnis fiel mit 57 zu 49 Stimmen zu Magdeburgs Gunsten aus. Magdeburg wurde zur Landeshauptstadt sowie zum Parlamentssitz. Mit dieser Entscheidung wurde ein schwerwiegender und monatelanger Streit beendet, aber die Rivalität zwischen Halle und Magdeburg flammte dadurch neu auf.
Im Mai 1991 kam es zum berühmten Eierwurf von Halle, bei dem der damalige Bundeskanzler Helmut Kohl auf dem Marktplatz von Demonstrierenden unter anderem mit Eiern beworfen wurde.
Im Juli 1991 verabschiedete Halles Oberbürgermeister Klaus Peter Rauen die sowjetischen Truppen aus der Garnison der ehemaligen Heeres- und Luftwaffennachrichtenschule. Zuvor wurden sowjetische Kernsprengköpfe aus Halle abgezogen, die vermutlich seit Mitte der 1960er Jahre unweit von Halle-Neustadt lagerten.
Zwischen 1990 und 2005 verlor die Stadt etwa 80.000 Bewohner. Diese Entwicklung wurde besonders thematisiert während der Ausstellung der Kulturstiftung des Bundes Shrinking Cities und zur IBA Stadtumbau 2010.
In seinem 1992 veröffentlichten Film Stau – Jetzt geht’s los porträtierte der Dokumentarfilmer Thomas Heise Neonazi-Jugendliche aus Halle.

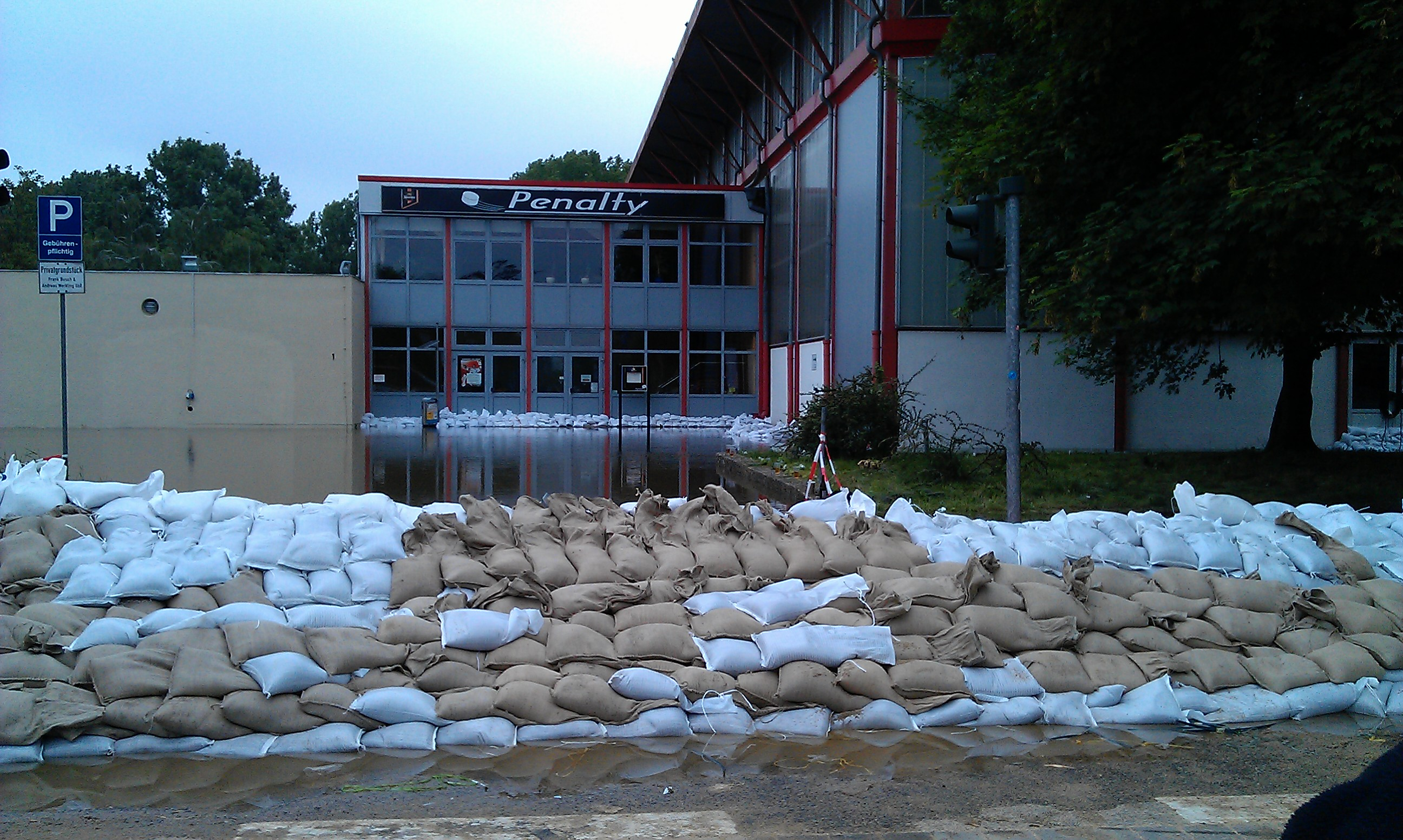
Das Hochwasser von 2013 an der alten Eissporthalle

Anfang Juni 2013 erlebte Halle das schwerste Hochwasser seit 1890. Der höchste Pegel der Saale wurde in Halle-Trotha UP am Morgen des 5. Junis mit 8,10 m gemessen. Der Katastrophenalarm wurde ausgelöst. Besonders gefährdet war der Gimritzer Damm, der zu brechen drohte. Die Räumung von Teilen Halle-Neustadts wurde dringend empfohlen. Stromabschaltungen erfolgten dort sowie in der Klaustorvorstadt. Aufgrund des Katastrophenalarms wurden die Händelfestspiele 2013 abgesagt. Durch das Hochwasser wurden u. a. die Eissporthalle am Gimritzer Damm und das bekannte Raumflug-Planetarium „Sigmund Jähn“ so stark beschädigt, dass sie danach abgerissen wurden und durch Ersatzneubauten außerhalb der Hochwasserflächen ersetzt wurden.
Am 9. November 2014, anlässlich des 25. Jahrestages des Mauerfalls, wurde im Grünen Dreieck Heide-Süd beim Ausgang Scharnhorststraße ein Baumdenkmal für die Deutsche Einheit feierlich eingeweiht.
Am 9. Oktober 2019 verübte der Rechtsextremist Stephan Balliet einen Anschlag auf die Synagoge in Halle und ermordete dabei zwei Menschen.
Im Frühjahr 2023 konnte sich Halle im Wettbewerb zur Errichtung des Zukunftszentrums für Deutsche Einheit und Europäische Transformation gegen zahlreiche Mitbewerber durchsetzen. Als Ort ist eine unmittelbar nördlich des Riebeckplatzes liegende Fläche vorgesehen. Diese ist fußläufig vom Hauptbahnhof erreichbar. Was mit den dortigen zwei Hochstraßen des Platzes passieren wird, ist noch unklar. Die Fertigstellung ist inzwischen (Stand: September 2024) für das Jahr 2030 geplant.
Aufgrund der Corona-Pandemie konnten ab März 2020 unter anderem zahlreiche Großveranstaltungen nicht stattfinden. So wurden auch die Händelfestspiele für 2020 abgesagt.
Im September 2023 wurde bei einem tätlichen Angriff auf vier Teilnehmer des Christopher Street Day (CSD) ein Mensch schwer verletzt.
Der Zensus des Jahres 2022 bescheinigte der Stadt Halle (Saale) im Jahr 2024 insgesamt 17.000 Einwohner weniger aufzuweisen, als in den geläufigen Einwohnermelderegistern aufgeführt. Als Reaktion darauf zählte die Kommune selbst nach und kam dabei lediglich auf eine Diskrepanz von 5900 nicht auffindbaren Bürgerinnen und Bürgern.

### Hallenser, Halloren und Hallunken

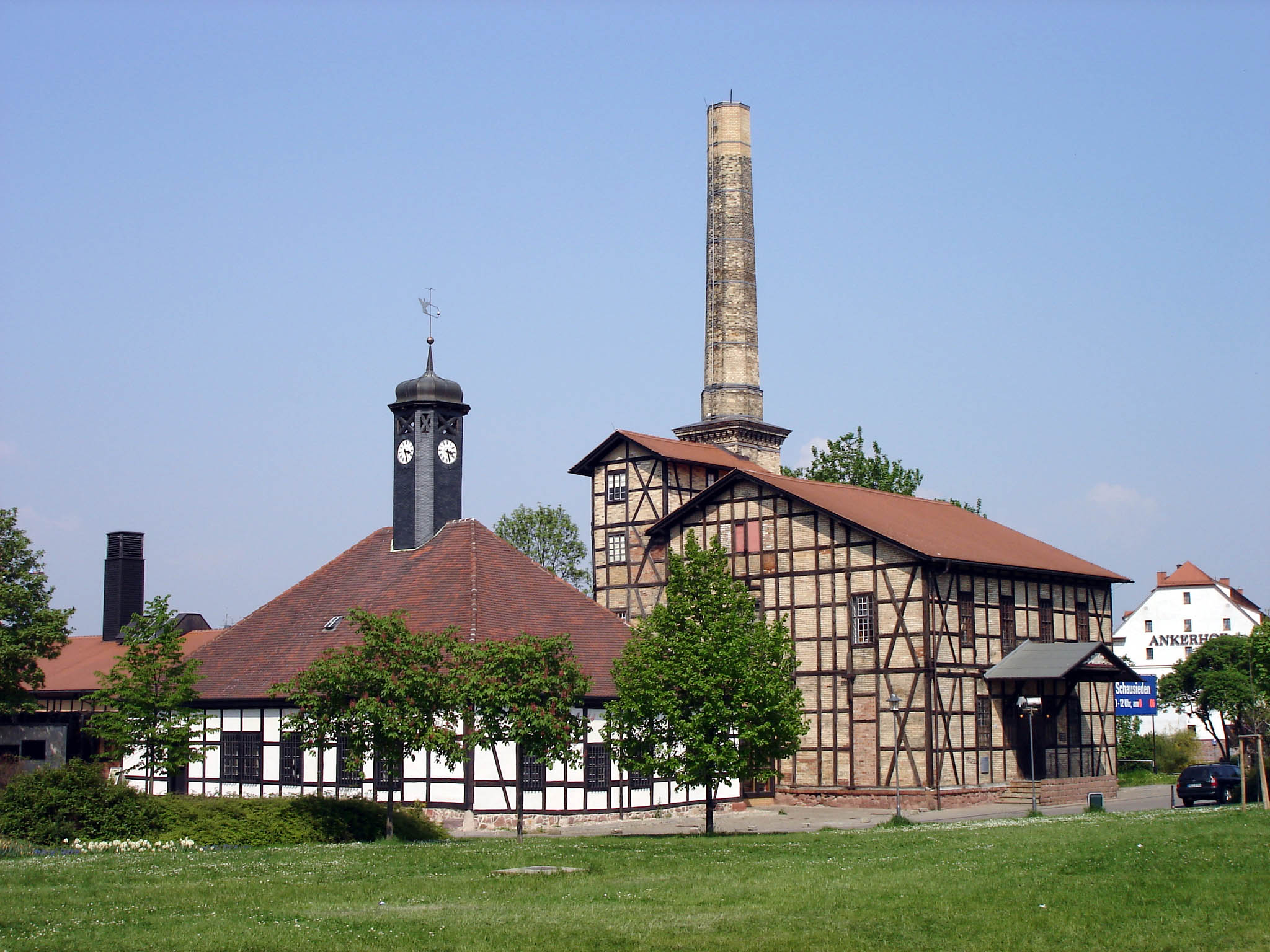
Ehemalige von den Halloren genutzte Saline (heute: Halloren- und Salinemuseum)

Die ironisch gemeinte Kategorisierung der Einwohner Halles in Hallenser, Halloren und Hallunken (nicht zu verwechseln mit dem Spitzbuben, aufgrund dessen doppelt „L“) wird von vielen auf Heinrich Heine zurückgeführt. Zwar fehlt eine entsprechende Stelle in Heines Schriften, was eine mündliche Äußerung jedoch nicht ausschließt. Zu fassen ist diese Einteilung erstmals im dritten Band von Robert Moritz’ Halloren-Geschichten, 1904, wo es auf Seite 40 heißt:

„Geliebte! Hier kommen alle die Menschen zusammen, die dem Herrn dienen, Geliebte! Und auch die, die so tun, als ob sie ihm dienen täten. Und alle fühlen sich eins! Aber sie sind nicht eins! Sintemalen es sind Hallenser, Halunken und Halloren.“

Halloren waren die Salzarbeiter, die ursprünglich im „Thale zu Halle“, dem heutigen Hallmarkt, lebten und in der Saline das „weiße Gold“ gewannen. Als Hallenser hingegen wurden die Händler und Bürger bezeichnet, die um den höher gelegenen Alten Markt, den heutigen Marktplatz, gelebt und mit Salz gehandelt haben. Hallunken schließlich mussten sich die Bewohner der heruntergekommenen Vorstadt Glaucha nennen lassen.
Heutzutage werden Halloren jene genannt, die Mitglieder der Salzwirker-Brüderschaft im Thale zu Halle sind. Hallenser bezeichnet die in Halle geborenen Menschen, während die Zugezogenen scherzhaft „Hallunken“ genannt werden. Ein Hallunke kann niemals ein Hallore werden, ein männlicher Hallenser aber schon, wenn er nachweisen kann, dass ein Mitglied seiner Familie einmal in der Salzgewinnung tätig war.

### Hallische Mundart und Dialekt
Innerhalb der Stadt und in der direkten Umgebung wird eine ostmitteldeutsch geprägte städtische Umgangssprache mit typischen sprachlichen Eigenheiten gesprochen. Der hallische Dialekt wird aufgrund der Grenzlage einerseits dem obersächsischen Nordosterländischen, andererseits dem Nordostthüringischen zugerechnet.

## Bevölkerung

### Bevölkerungsentwicklung

Bevölkerungsentwicklung von 1871 bis 2017

Die Einwohnerzahl der Stadt Halle stieg 1871 auf über 50.000 und verdoppelte sich bis 1890 auf 100.000, wodurch sie zur Großstadt wurde. Westlich der Saale entstand in den 1960er Jahren die Wohnvorstadt Halle-Neustadt, die ab 1967 als eigenständiger Stadtkreis geführt wurde, jedoch noch vor der Wiedervereinigung Deutschlands mit Halle vereinigt wurde. Kurze Zeit danach hatte die Bevölkerungszahl von Halle mit 316.776 am 30. Juni 1990 ihren historischen Höchststand erreicht. Von 1990 bis 2009 hat die Stadt aufgrund von Abwanderung, Suburbanisierung und Geburtenrückgang etwa ein Viertel der Einwohner verloren. Eine vergleichsweise hohe Arbeitslosigkeit begünstigte dabei die Abwanderung. Nach einer Verlangsamung des Einwohnerschwundes in den 2000er Jahren erreichte die Einwohnerzahl am 31. Dezember 2009 nach Zahlen der Stadt Halle mit etwa 230.000 (nur Hauptwohnsitze) ihren vorläufigen Tiefstand seit dem Zweiten Weltkrieg. Seitdem steigt die Bevölkerungszahl der Stadt wieder an, obwohl die Prognosen einen weiteren Rückgang vorhersagen. So veröffentlichte das Statistische Landesamt 2007 die vierte und 2010 die fünfte regionalisierte Bevölkerungsprognose für Sachsen-Anhalt. Darin wurde für Halle zwischen 2005 und 2025 mit einem Rückgang der Bevölkerung um 13,1 Prozent (31.078 Personen) gerechnet. Zum 31. Dezember 2017 hat die 2010 veröffentlichte Prognose die Bevölkerungszahl um etwa 18.000 Personen zu niedrig vorhergesagt. Denn laut des Statistischen Landesamtes sollte die Bevölkerungszahl 2017 bei 222.921 Einwohnern liegen. Jedoch waren zum 31. Dezember 2017 nach Angaben der Stadt Halle 241.093 Menschen mit Hauptwohnsitz in der Stadt gemeldet.  Nach dem Zensus 2022 ist sie zweitgrößte Stadt Sachsen-Anhalts und fünftgrößte in den neuen Bundesländern.

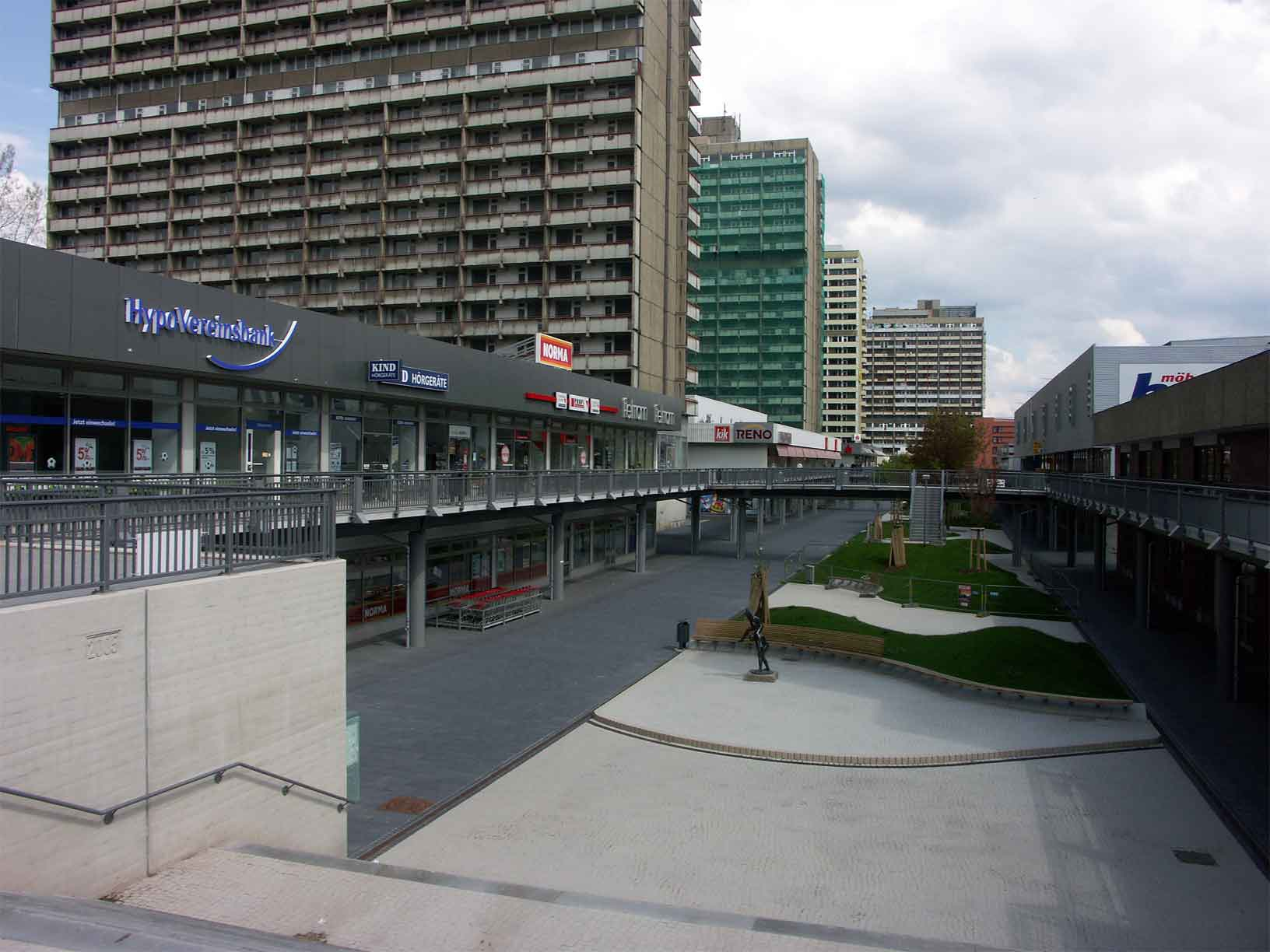
Zentrum von Halle-Neustadt, 2006

Der Bevölkerungszuwachs der Jahre 2013, 2014 und der sprunghafte Anstieg 2015 sind hauptsächlich durch eine Erhöhung des Ausländeranteils zustande gekommen. Der Ausländeranteil, der 2000 bei 3,1 % und seit 2003 relativ konstant bei etwa vier Prozent gelegen hatte, legte 2014 auf 5,2 % und 2015 auf 7,3 % zu und verdoppelte sich damit innerhalb weniger Jahre. Im Jahre 2020 lebten 239.053 Personen in Halle, wovon Ausländer einen Anteil von 9,83 % (in absoluten Zahlen 24.325) haben (ermittelt vom Fachbereich Einwohnerwesen am 30. September 2020).

### Ausländische Bevölkerung
Ende 2022 betrug der Ausländeranteil in Halle 14,4 % und lag damit an zweiter Stelle unter den Großstädten im Osten.
| Nationalität | 2020  | 2022  |
| ------------ | ----- | ----- |
| Syrien       | 7.260 | 7.685 |
| Ukraine      | 665   | 5.565 |
| Rumänien     | 1.295 | 1.600 |
| Polen        | 875   | 1.345 |
| Afghanistan  | 1.040 | 1.245 |
| Türkei       | 945   | 1.070 |
| Russland     | 980   | 1.030 |
| Vietnam      | 880   | 960   |

| Nationalität | 2020 | 2022 |
| ------------ | ---- | ---- |
| Indien       | 550  | 850  |
| Bulgarien    | 545  | 710  |
| Irak         | 540  | 630  |
| Kroatien     | 360  | 570  |
| Somalia      | 455  | 525  |
| Iran         | 410  | 520  |
| Nigeria      | 365  | 440  |
| Eritrea      | 380  | 410  |

| 2014   | 2015   | 2016   | 2017   | 2018   | 2019   | 2020   | 2021   | 2022   |
| ------ | ------ | ------ | ------ | ------ | ------ | ------ | ------ | ------ |
| 11.620 | 16.847 | 19.267 | 21.721 | 22.690 | 23.380 | 24.412 | 26.474 | 32.856 |
| 5,0 %  | 7,1 %  | 8,1 %  | 9,1 %  | 9,5 %  | 9,8 %  | 10,3 % | 11,1 % | 14,4 % |

## Religion

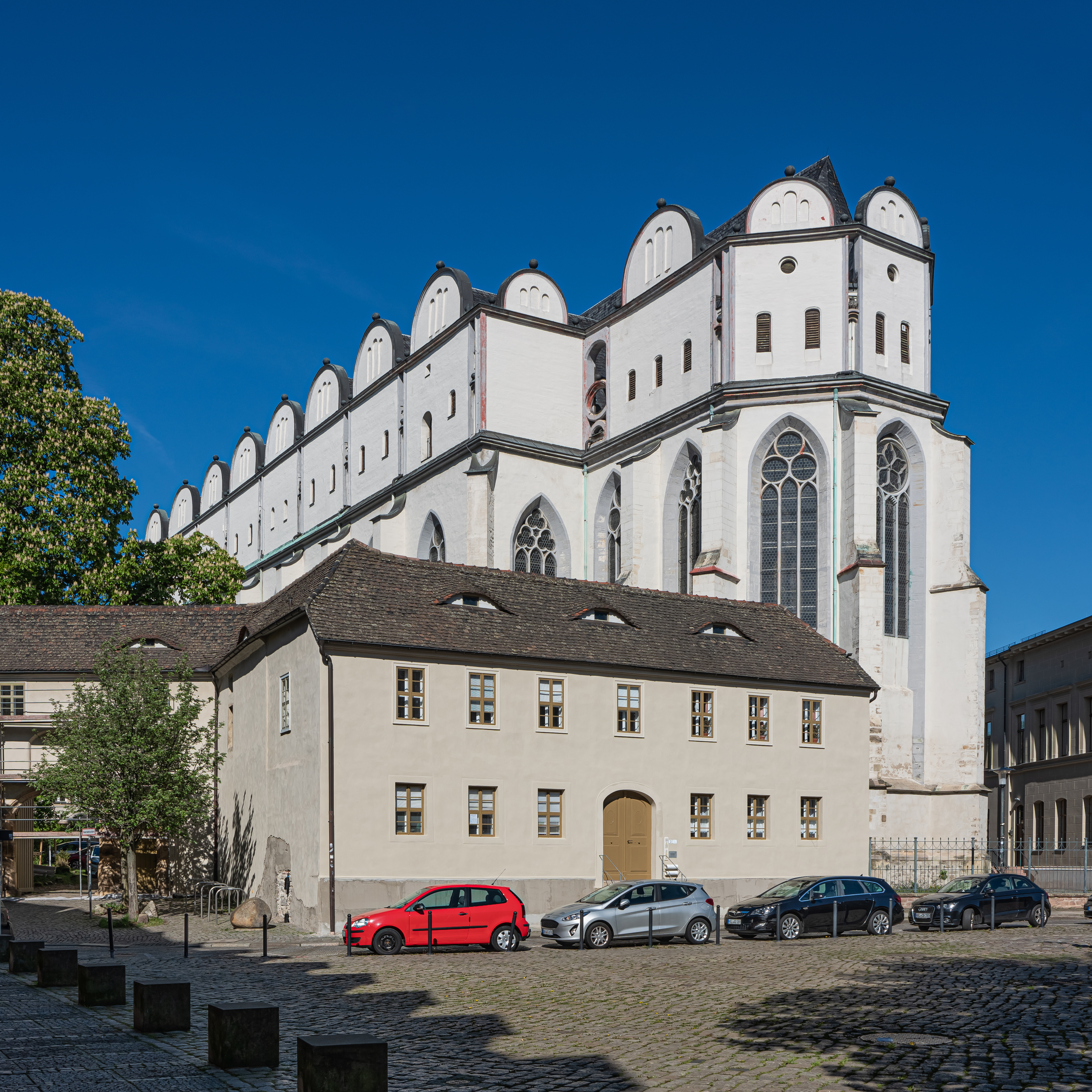
Hallescher Dom

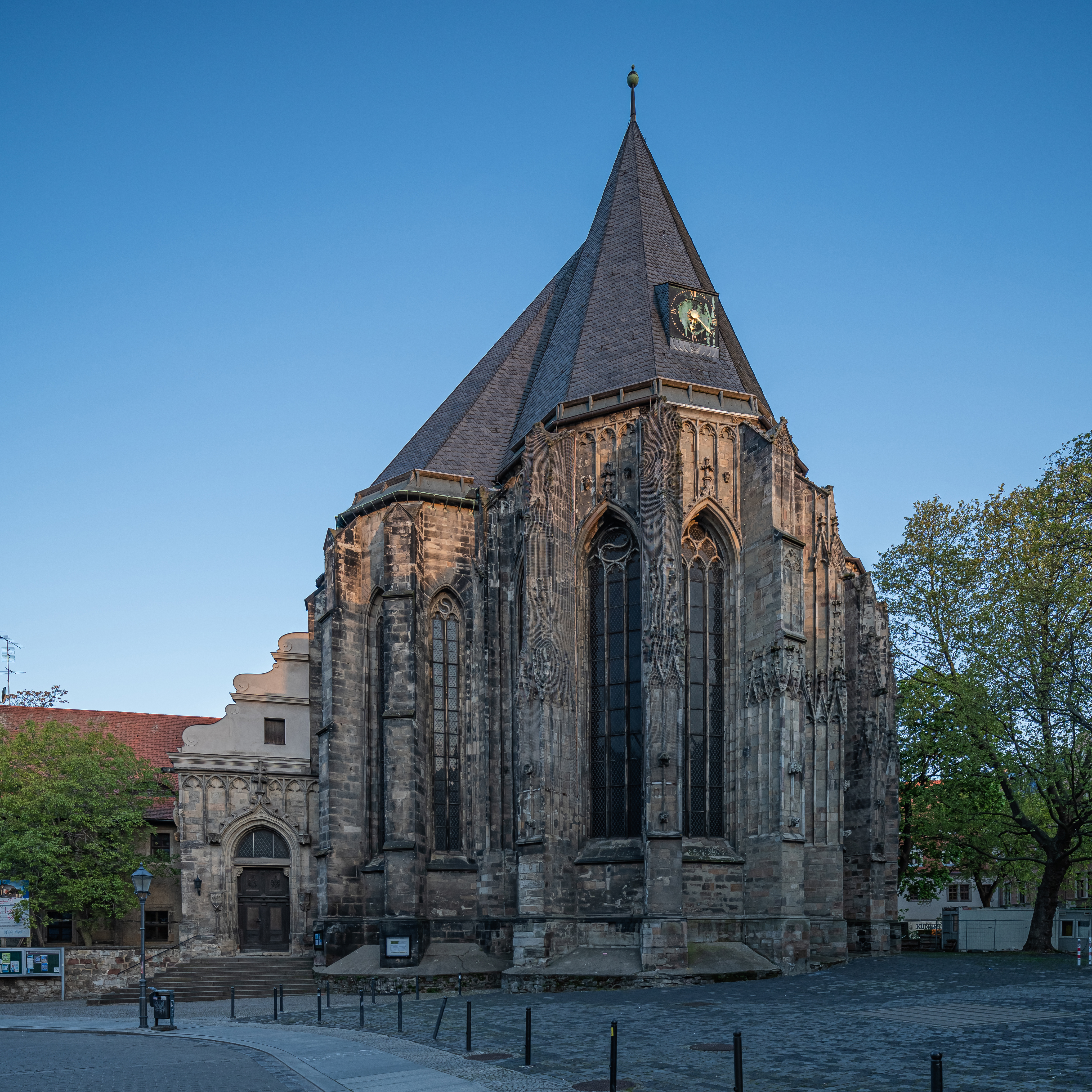
Moritzkirche, dreischiffige spätgotische Hallenkirche, erbaut 1388–1511

### Konfessionsstatistik
Dezember 2018 waren von den 241.333 Einwohnern 21.505 (8,9 %) evangelisch, 9.642 (4,0 %) römisch-katholisch und 210.186 (87,1 %) waren konfessionslos oder gehörten einer anderen Glaubensgemeinschaft an. Die Anzahl der Protestanten und Katholiken ist seitdem gesunken. Mit Stand Dezember 2022 waren von den 244.099 Einwohnern 8,0 % evangelisch, 3,7 % römisch-katholisch und 88,3 % (215.598) waren konfessionslos oder gehörten einer anderen Glaubensgemeinschaft an. Am Stichtag 31. Dezember 2023 waren 7,8 % der Einwohner der Stadt evangelisch, 3,6 % römisch-katholisch und 88,6 % waren konfessionsfrei oder gehörten einer sonstigen Religionsgemeinschaft an.
Die große Mehrzahl der Stadtbevölkerung ist konfessionslos. Seit den 1970ern hat sich die Zahl der konfessionslosen Einwohner etwa verzehnfacht.

### Evangelische Kirchen
Die Stadt Halle gehörte von Anfang an zum Erzstift Magdeburg im Bistum Merseburg. Ab 1194 gab es in Halle Erzpriestersitze, doch hatte die Stadt wohl erst seit dem 12. Jahrhundert ihre planmäßige Einordnung im Kirchengefüge des Bistums. Ab 1518 zog die Reformation Zug um Zug in der Bürgerschaft der Stadt ein. 1541 wurde dieser Prozess abgeschlossen, Halle war fortan über mehrere Jahrhunderte eine protestantische Stadt. Vorherrschend war das lutherische Bekenntnis, doch gründete sich im 17. Jahrhundert auch eine reformierte Gemeinde.
1698 gründete August Hermann Francke in Halle die nach ihm benannten Franckesche Stiftungen, eine bestehende soziale Einrichtung. Zwölf Jahre später, 1710, war Francke zusammen mit dem Juristen Carl Hildebrand Freiherr von Canstein (1667–1719) Mitbegründer der Cansteinschen Bibelanstalt, die bis heute ihren Sitz in Halle hat und sich dem Druck und der Verbreitung von Bibeln widmet.
Durch den Westfälischen Frieden fiel Halle 1680 an Brandenburg. Die Stadt gehörte zum Herzogtum Magdeburg und teilte die kirchlichen Geschicke mit dem ganzen Herzogtum, das heißt 1817 wurden in ganz Preußen lutherische und reformierte Gemeinden zu einer einheitlichen Landeskirche (Unierte Kirche) vereinigt. Alle protestantischen Kirchengemeinden Halles gehörten danach zur Evangelischen Kirche in Preußen beziehungsweise deren Provinzialkirche Sachsen, deren Oberhaupt der jeweilige König von Preußen als summus episcopus war.
Als Reaktion auf die vom preußischen Staat zwangsverordnete Union zwischen der lutherischen Kirche und der reformierten Tradition entstand die Evangelisch-Lutherische (altlutherische) Kirche in Preußen. In Halle wurde daher die Evangelisch-Lutherische St.-Maria-Magdalena-Kirchengemeinde gegründet, die zum Kirchenbezirk Sachsen-Thüringen der Selbständigen Evangelisch-Lutherischen Kirche gehört. Sie feiert ihre lutherischen Messen in der St.-Maria-Magdalena-Kapelle auf der Moritzburg.
Nach Wegfall des Landesherrlichen Kirchenregiments 1918 war die Provinzialkirche Sachsens Gründungsmitglied der „Evangelischen Kirche der Altpreußischen Union“ und war von 1947 bis 2008 eine selbständige Landeskirche (Evangelische Kirche der Kirchenprovinz Sachsen) mit einem Bischof an der Spitze. Seit 2008 gehören die protestantischen Kirchengemeinden Halles – sofern es sich nicht um Freikirchen handelt – zum Kirchenkreis Halle-Saalkreis innerhalb der Propstei Magdeburg der Evangelischen Kirche in Mitteldeutschland.
Neben den Gemeinden und Einrichtungen der Landeskirche gibt es noch eine Vielzahl anderer evangelischer Kirchen, die mehrheitlich zu den Freikirchen gezählt werden. Dazu gehört unter anderem eine Baptistengemeinde (Gottesdienste in der Friedenskirche).

### Römisch-katholische Kirche
Im 19. Jahrhundert stieg die Zahl der Katholiken in Halle wieder an. Sie gehörten ab 1821 zum Bistum beziehungsweise ab 1929 Erzbistum Paderborn. Nach dem Zweiten Weltkrieg wurde es für den Erzbischof immer schwerer, seine Amtsgeschäfte im Ostteil seines Erzbistums wahrzunehmen. Daher wurde in Magdeburg 1946 ein Generalvikar eingesetzt, der 1949 zum Weihbischof ernannt wurde und zu dessen Amtsbezirk auch die Pfarrgemeinden in Halle gehörten. Durch die Neuordnung der katholischen Kirche in der DDR wurden die Gebiete 1972 formell abgetrennt und zum Bischöflichen Amt Magdeburg erhoben. Leiter dieses Amtes wurde ein Apostolischer Administrator mit dem Titel Bischof. Am 8. Juli 1994 wurde das bisherige Bischöfliche Amt Magdeburg zum Bistum erhoben und (wieder) der Erzdiözese Paderborn als Suffraganbistum unterstellt. Die Pfarrgemeinden Halles gehören somit zum Dekanat Halle innerhalb des Bistums Magdeburg.

### Weitere christliche Konfessionen
Eine kleine altkatholische Pfarrgemeinde ist in Halle ansässig, die ihre Gottesdienste einmal monatlich in der St.-Georgs-Kapelle in den Franckeschen Stiftungen hält.
Weiterhin besteht eine kleine russisch-orthodoxe Gemeinde, die ihre Gottesdienste in der Hauskirche zum Heiligen Kreuz in den Franckeschen Stiftungen durchführt, sowie eine Gemeinde der armenischen apostolischen Kirche.
Auch das Bahaitum, die Neuapostolische Kirche, die Siebenten-Tags-Adventisten und die Zeugen Jehovas sind in Halle vertreten.

### Andere Religionen
In Halle gibt es zwei jüdische Gemeinden: Die Jüdische Gemeinde zu Halle gehört zum Landesverband jüdischer Gemeinden in Sachsen-Anhalt, die Synagogengemeinde zu Halle ist unabhängig.
Seit 1993 besteht das Islamische Kulturcenter.

## Politik

### Stadtverwaltung

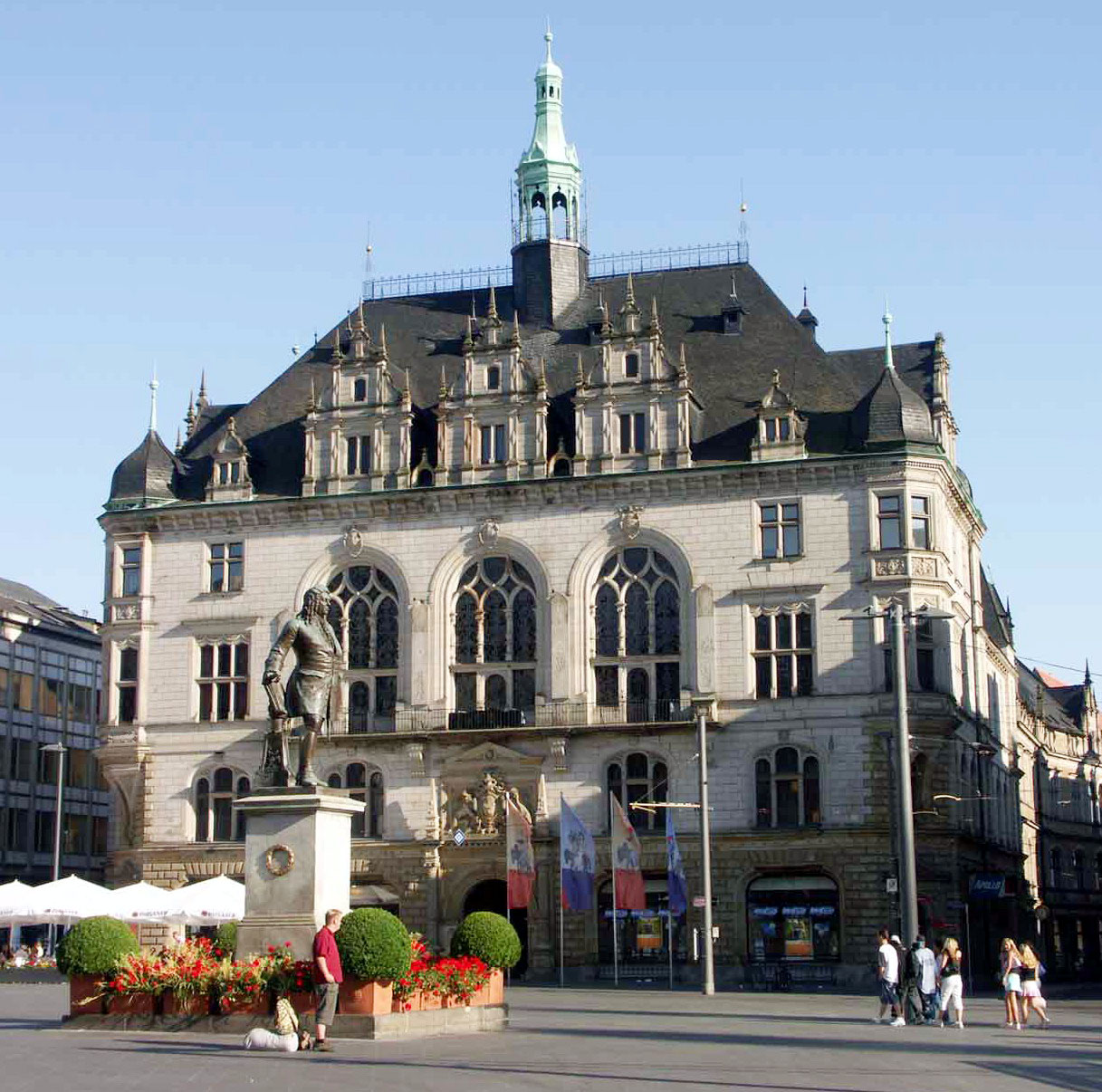
Stadthaus Halle

An der Spitze der Stadt Halle stand der vom Erzbischof unter Oberhoheit des Burggrafen eingesetzte Schultheiß beziehungsweise Salzgraf. 1258 taucht erstmals der Rat auf. Doch wurde er vom Landesherrn, dem Erzbischof von Magdeburg, erst 1310 verfassungsmäßig anerkannt. Danach konnte das Bürgertum auch ein Mitspracherecht in der Stadtverwaltung erlangen. Nach dem Übergang an Preußen setzte der preußische König 1780 einen Oberbürgermeister ein. Ab 1807 war Halle Teil des Königreichs Westphalen und wurde von einem Maire geleitet. Nach dem erneuten Übergang an Preußen 1815 stand wieder ein Bürgermeister an der Spitze der Stadt und 1831 wurde die preußische Städteordnung eingeführt. Danach stand an der Spitze der Stadt der Bürger- beziehungsweise Oberbürgermeister.
Während der Zeit des Nationalsozialismus wurde der Oberbürgermeister von der NSDAP eingesetzt und nach dem Zweiten Weltkrieg bildete die sowjetische Besatzungszone den Rat der Stadt mit einem Oberbürgermeister. Nach der Wiedervereinigung Deutschlands wurde das nunmehr als Stadtverordnetenversammlung, später als Stadtrat bezeichnete Gremium, wieder frei gewählt. Vorsitzender dieses Gremiums ist der Stadtratsvorsitzende. Das Gremium wählte anfangs auch den Oberbürgermeister. Seit 1993 wird der Oberbürgermeister direkt von den Bürgern der Stadt gewählt.
Am 25. Mai 2009 erhielt die Stadt den von der Bundesregierung verliehenen Titel Ort der Vielfalt.

### Politische Verhältnisse
Wie an den meisten Orten in Ostdeutschland ist die AfD in Halle verhältnismäßig stark und gewann die Stadtratswahl 2024, wobei die Parteien rechts des politischen Zentrums bei den vergangenen Wahlen und im Stadtrat in der Regel keine Mehrheit erhalten. Bei der Bundestagswahl 2021 erhielt Karamba Diaby von der SPD im Wahlkreis Halle nach zwei Wahlperioden als erster in Afrika geborener Schwarzer im Bundestag erstmals das Direktmandat in Halle. Innerhalb des Stadtgebiets ist das Wahlverhalten regional sehr verschieden. In den Plattenbausiedlungen Neustadt, Silberhöhe und Heide-Nord erhält die AfD ihre besten Ergebnisse; bei der Stadtratswahl 2024 erhielt die AfD im Neustädter Südparkviertel 52,0 % der Urnenstimmen. In den am Stadtrand liegenden Stadtteilen mit Mehrfamilienhäusern oder dörflichem Charakter dominieren die CDU und AfD. Ähnlich wie in anderen Universitätsstädten wie Leipzig oder Jena existieren im innenstadtnahen Gebiet ausgeprägt links und linksliberal wählende Viertel. Insbesondere im Paulusviertel dominieren Die Linke und Grüne; in einem Wahlbezirk dort erhielt die AfD hingegen nur 5,6 % der Urnenstimmen. Auch das benachbarte Giebichenstein und das Gebiet zwischen August-Bebel-Platz und Steintor-Campus, wo bei der Stadtratswahl 2024 28,8 % der Urnenwähler Grüne wählten, sind eine Hochburg der Grünen. Im restlichen Innenstadtbereich wird ähnlich gewählt, wobei in den westlicheren Teilen und der Altstadt die Grünen mehr dominiert haben und im Osten am Steintor und in der Südlichen Innenstadt auch Die Linke in einzelnen Wahlbezirken bei der Stadtratswahl 2024 mit je knapp 20 % der Urnenstimmen gewinnen konnte.
Nach der Bundestagswahl 2025 wird Halle nur noch mit einer Abgeordneten, Janina Böttger (Die Linke), im Bundestag vertreten sein. Die Erststimmenmehrheit erreichte Alexander Raue, dessen Mandat aber nicht von der Zweitstimme gedeckt war. Karamba Diaby war nicht noch einmal angetreten.

### Stadtrat

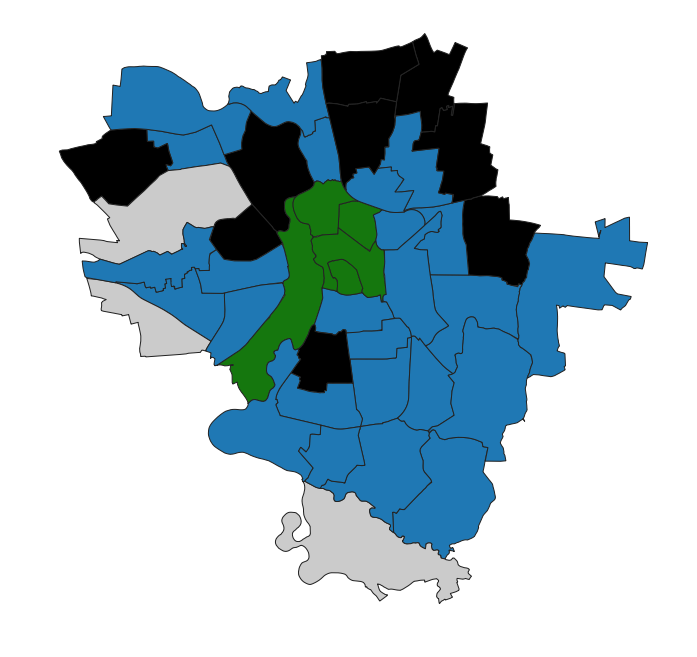
Stärkste Partei bei der Kommunalwahl 2024 nach Stadtteil (ohne Briefwahlstimmen):
CDU
AfD
Grüne
ohne eigenen Wahlbezirk

Der Stadtrat der Stadt Halle setzt sich entsprechend dem Ergebnis der Kommunalwahl vom 9. Juni 2024 neben dem Oberbürgermeister folgendermaßen zusammen:
- PARTEI: 2
- Linke: 7
- SPD: 7
- Grüne: 6
- Volt: 2
- MitBürger für Halle: 2
- FDP: 2
- Hauptsache Halle: 3
- FW: 1
- CDU: 11
- Basis: 1
- AfD: 12

- Linke: 7
- SPD: 7
- Grüne: 6
- Volt/MitBürger: 4
- FDP/FW: 3
- Hauptsache Halle: 3
- CDU: 11
- AfD: 12
- fraktionslos (Die PARTEI 2, dieBasis 1): 3

Wahlergebnisse vergangener Kommunalwahlen
| Parteien und Wählergemeinschaften | Parteien und Wählergemeinschaften                                                             | % 2024 | Sitze 2024 | % 2019 | Sitze 2019 |
| --------------------------------- | --------------------------------------------------------------------------------------------- | ------ | ---------- | ------ | ---------- |
| AfD                               | Alternative für Deutschland                                                                   | 21,19  | 12         | 13,99  | 8          |
| CDU                               | Christlich Demokratische Union Deutschlands                                                   | 20,58  | 11         | 17,42  | 10         |
| DIE LINKE.                        | DIE LINKE.                                                                                    | 12,39  | 7          | 17,78  | 10         |
| SPD                               | Sozialdemokratische Partei Deutschlands                                                       | 11,86  | 7          | 11,27  | 6          |
| GRÜNE                             | Bündnis 90/Die Grünen                                                                         | 11,39  | 6          | 16,28  | 9          |
| Hauptsache Halle                  | Hauptsache Halle                                                                              | 5,47   | 3          | 6,87   | 4          |
| MitBürger für Halle               | MitBürger für Halle                                                                           | 4,14   | 2          | 4,46   | 3          |
| FDP                               | Freie Demokratische Partei                                                                    | 3,60   | 2          | 5,37   | 3          |
| Die PARTEI                        | Partei für Arbeit, Rechtsstaat, Tierschutz, Elitenförderung und basisdemokratische Initiative | 3,27   | 2          | 3,42   | 2          |
| Volt Deutschland                  | Volt Deutschland                                                                              | 2,73   | 2          | -      | —          |
| FREIE WÄHLER                      | FREIE WÄHLER                                                                                  | 1,82   | 1          | 2,09   | 1          |
| dieBasis                          | Basisdemokratische Partei Deutschland                                                         | 1,08   | 1          | -      | -          |
| Einzelbewerber Schramm            | Einzelbewerber                                                                                | 0,48   | –          | -      | -          |
| Schrader                          | TEAM SCHRADER                                                                                 | -      | –          | 0,82   | –          |
| NPD                               | Nationaldemokratische Partei Deutschlands                                                     | -      | -          | 0,23   | -          |
| Gesamt                            | Gesamt                                                                                        | 100    | 56         | 100    | 56         |
| Wahlbeteiligung                   | Wahlbeteiligung                                                                               | 56,6 % | 56,6 %     | 40,4 % | 40,4 %     |

### Oberbürgermeister
Oberbürgermeister war seit dem 1. Dezember 2012 Bernd Wiegand (parteilos). Seit dem 7. April 2021 ist Wiegand im Zuge der Affäre um seine vorzeitige Coronaschutzimpfung vorläufig vom Dienst enthoben und darf die Dienstgeschäfte nicht mehr führen. Außerdem wurde Wiegand am 7. Juni 2021 vorläufig seines Amtes enthoben. Im August 2024 trat Bernd Wiegand zurück. Wiegand konnte sich am 15. Juli 2012 in der Stichwahl knapp gegen seinen Konkurrenten Bönisch von der CDU durchsetzen. Um die Nachfolge der bisherigen Oberbürgermeisterin Dagmar Szabados (SPD), die aus Altersgründen nicht mehr antrat, hatten sich neun Kandidaten beworben, wobei den Kandidaten von CDU und SPD, Bernhard Bönisch und Kay Senius sowie dem parteilosen Bernd Wiegand die größten Chancen eingeräumt worden waren. Am 27. Oktober 2019 wurde Wiegand mit 61,42 % gegen den Kandidaten der Linken Hendrik Lange für eine weitere Amtszeit gewählt.
Bei der vorhergehenden Wahl zum Oberbürgermeister war in der Stichwahl am 26. November 2006 Dagmar Szabados mit 54,47 % der abgegebenen Stimmen zur neuen Oberbürgermeisterin gewählt worden.
Seit 2021 ist Bernd Wiegand suspendiert und wird durch Bürgermeister Egbert Geier (SPD) vertreten. Wiegand stand wiederholt im Mittelpunkt verschiedener Kontroversen. Seine Amtsenthebung geschah schließlich aufgrund des Verdachts einer widerrechtlichen Einflussnahme auf die städtische Ansiedlungsgesellschaft. Gegen Wiegand und Geier wurde gleichermaßen wegen des Verdachts der Untreue im besonders schweren Fall ermittelt.
Im Juli 2024 reichte Wiegand seinen Rücktritt ein. Dieser wurde in der Stadtratssitzung vom 28. August 2024 angenommen, sodass er zum 31. August in den Ruhestand eintrat. Da Wiegand weiterhin suspendiert ist, kann er gemäß § 61 Abs. 3 Nr. 2 KVG LSA die Geschäfte nicht bis zum Amtsantritt eines neuen Oberbürgermeisters fortführen, sodass Bürgermeister Egbert Geier, welcher bereits seit 2021 die Amtsgeschäfte vertritt, das Amt bis zur Neuwahl eines neuen Oberbürgermeisters geschäftsführend ausübt. Die erste Runde der Neuwahl fand am 2. Februar 2025 statt, welche Geier (SPD) mit 37,1 % gewann. Da er nicht die absolute Mehrheit erreichte, fand am 23. Februar, gleichzeitig zur Bundestagswahl 2025, eine Stichwahl der zwei Kandidaten mit den meisten Stimmen statt. Der Gegenbewerber ist dabei Alexander Vogt (Parteilos). Dieser erhielt in der ersten Runde 19,1 % der Stimmen. In der Stichwahl gewann Vogt mit 51,8 % der Stimmen gegen Bürgermeister Geier, der 48,2 % der Stimmen erhielt.
Am 26. März 2025 wurde Alexander Vogt vor dem Stadtrat vereidigt und ist seitdem Oberbürgermeister der Stadt.

### Wappen
| Wappen der Stadt Halle | Blasonierung: „In Silber ein steigender roter Mond zwischen zwei sechsstrahligen roten Sternen, der überhöhte Stern etwas größer dargestellt.“ |
| Wappen der Stadt Halle | Wappenbegründung: Vermutlich stammt das Wappen von dem Propstsiegel des ansässigen Augustiner-Chorherrenstifts. Die älteste überlieferte Abbildung des Wappens stammt aus dem Jahr 1327, auf der es als Zeichen des Talschöffengerichts auf einem Siegelabdruck abgebildet ist. Für die späteren Jahre finden sich mehrfache Darstellungen des Wappens, von denen insbesondere die über dem Moritztor an der Moritzburg als älteste noch erhaltene sowie die Darstellung Lucas Fürttenagels auf dem Exlibris der Ratsbibliothek zu nennen ist, die das Wappen erstmals in Rot auf weißem Grund zeigt. Wahrscheinlich ist, dass es etwa ab der Mitte des 15. Jahrhunderts als Stadtwappen Verwendung fand. Über die Bedeutung des Wappens gibt es keinerlei Nachweise. Zu vermuten ist allerdings, dass sich die Farben Rot und Silber (Weiß) auf das Erzstift Magdeburg und die Hanse zurückführen lassen. Dagegen ist der Symbolgehalt der Wappenelemente Mond und Sterne wegen ihrer Mehrdeutigkeit umstritten. Eine der ältesten Deutungen gibt an, es handele sich um eine stilisierte Salzpfanne und Salzkristalle. Weitere Vermutungen stellen Bezüge zu Byzanz oder dem Vorderen Orient her oder sehen in einem der Sterne eine Sonne und somit das Wappen als Sinnbild für Tag oder Gottesgegenwärtigkeit. Neuere Überlegungen hingegen sehen in den Wappenelementen Gerechtigkeitssymbole. Es wird zumeist eine Verbindung der Symbole mit der Marienverehrung favorisiert, da das Wappen noch im 14. Jahrhundert dem Ratssiegel hinzugefügt wurde, das eine Madonna zeigte. Eine Sage berichtet, dass die Halloren den Bischof baten, eine Stadt am bewaldeten Ufer der Saale erbauen zu dürfen. Auf ihre ärmlichen Verhältnisse anspielend, fragte der Bischof, ob sie einen guten Käufer für ihre Lumpen gefunden hätten, dass sie davon Städte bauen könnten. Sie aber entgegneten: „Han wir hüte Water und Holt, so han wir morne Silber und Gold.“ Darauf antwortete der Bischof: „So baut mit Wasser und Holz, und es mögen euch Sonne, Mond und Sterne leuchten!“ |

Stadtflagge

### Flagge
Die Flagge der Stadt besteht aus zwei gleich großen, horizontalen Streifen – oben rot und unten weiß – mit aufgelegtem Stadtwappen. Das hier verwendete Stadtwappen unterscheidet sich vom offiziellen Hoheitszeichen insofern, als statt eines spitzen Wappens ein halbrundes Wappen verwandt wird. Zudem ist der Rahmen des Wappens schwarz anstatt rot.

### Städtepartnerschaften
Halle (Saale) unterhält mit folgenden acht Städten eine Städtepartnerschaft:
- Oulu (Finnland), seit 1972
- Linz (Österreich), seit 1975
- Grenoble (Frankreich), seit 1976
- Karlsruhe (Deutschland), seit 1987
- Ufa (Russland), seit 1997
- Jiaxing (Volksrepublik China), seit 2009
- Savannah (Vereinigte Staaten), seit 2011
- Gjumri (Armenien), seit 2023[103]

Ferner unterhält die Stadt Halle folgende zwei Städtefreundschaften:
- Coimbra (Portugal), seit 1976
- Hildesheim (Deutschland), seit 1990

## Kultur und Sehenswürdigkeiten (Auswahl)

### Oper, Theater, Orchester, Bühnen
Halle bezeichnet sich selbst als Kulturhauptstadt Sachsen-Anhalts und ist als diese auch überregional bekannt. Eine Bewerbung zur Kulturhauptstadt Europas 2010 scheiterte bei einem Ausscheid nach der zweiten Runde.

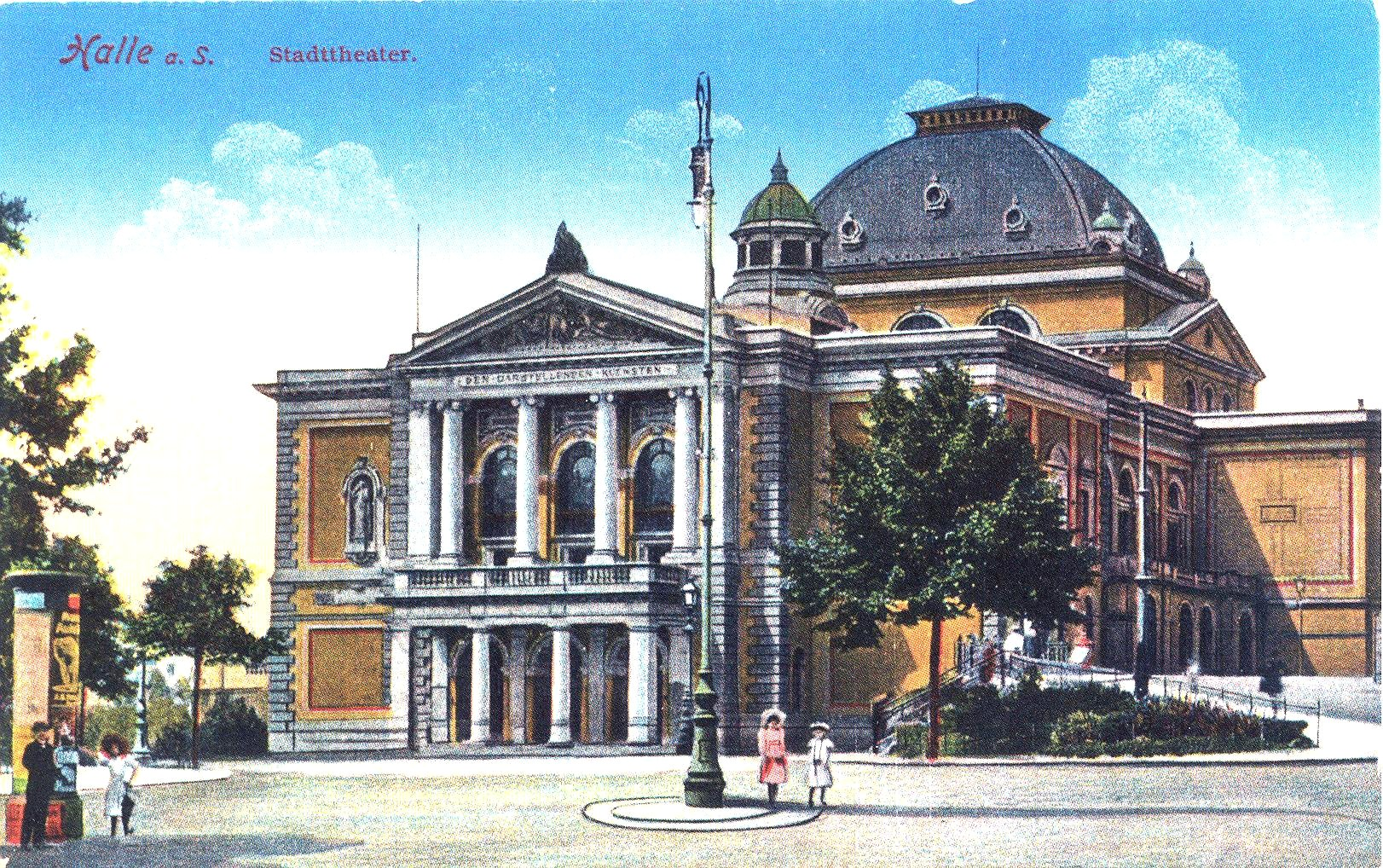
Stadttheater Halle (um 1905)

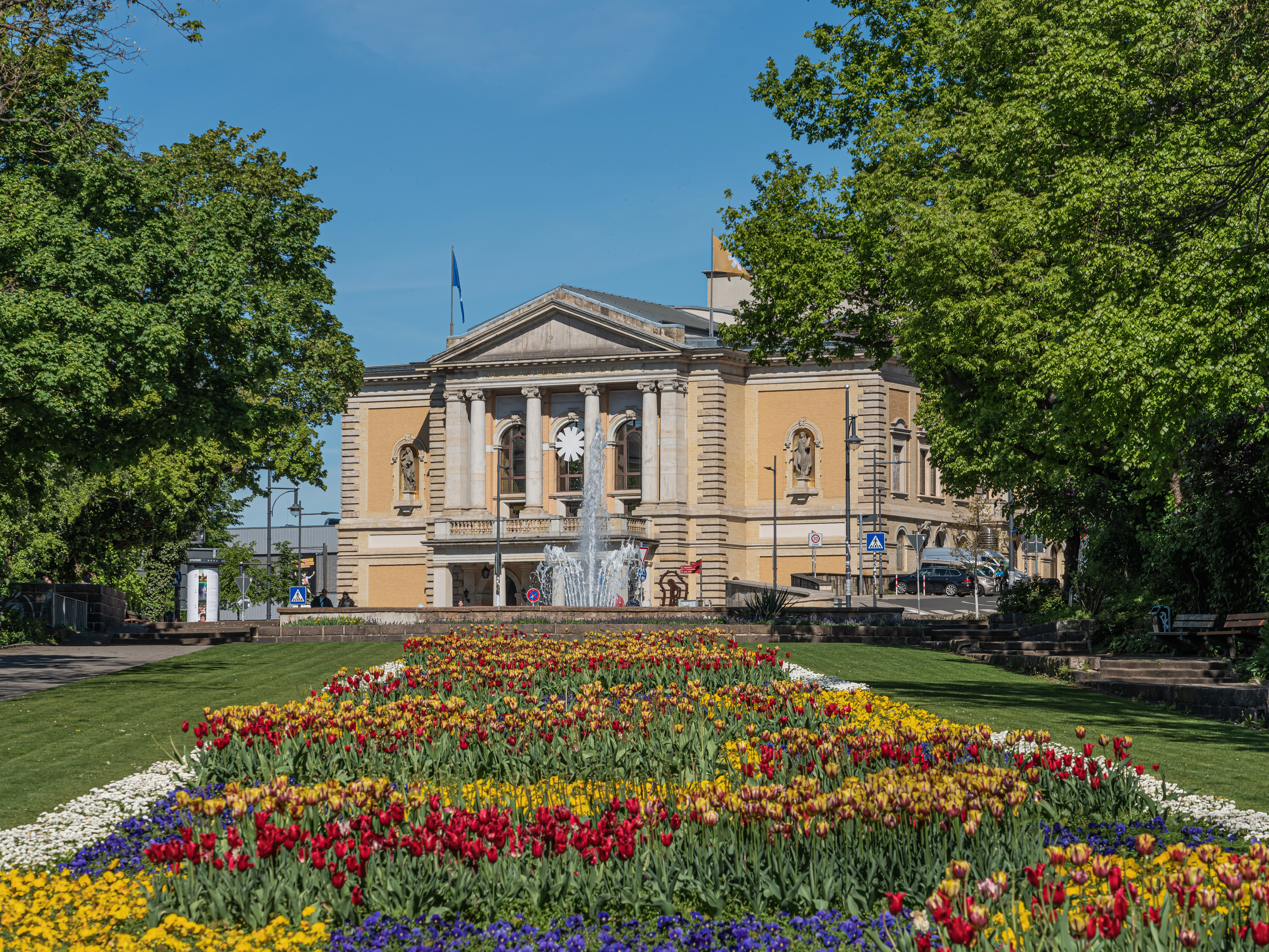
Opernhaus Halle (2024)

Unter den Bühnen der Stadt sind vor allem das Opernhaus Halle und das neue theater mit mehreren Bühnen, gelegen auf der vom früheren Intendanten Peter Sodann entwickelten Kulturinsel, zu nennen. Auf der Kulturinsel befindet sich auch das Puppentheater der Stadt Halle für Erwachsene und Kinder.
Im November 2008 wurden die Oper, die Staatskapelle, die Kulturinsel und das Thalia-Theater unter der Dachorganisation Theater, Oper und Orchester GmbH Halle (TOOH) zusammengeschlossen.
Das Kabarett Die Kiebitzensteiner spielte lange Zeit in der Moritzburg, in der Ankerstraße und hat inzwischen eine Räumlichkeit im Volkspark bezogen.
Musikalische Institution ist neben der Staatskapelle Halle, einem Orchester mit einer Sollstärke von 152 Musikern (das zweitgrößte in Deutschland), auch der Stadtsingechor zu Halle – der älteste Knabenchor Mitteldeutschlands und einer der ältesten Knabenchöre Deutschlands.
Daneben gehören zur Kulturlandschaft Halles:
- neues theater – Schauspieltheater
- Thalia Theater – Kinder- und Jugendtheater
- Märchenteppich – Figurentheater für Kinder und Erwachsene
- Puppentheater Halle
- Steintor-Varieté – ältestes Varietétheater Deutschlands
- Stadtsingechor zu Halle – der älteste weltliche Knabenchor Deutschlands und einer der ältesten geistlichen Knabenchöre Deutschlands
- Theater Mandroschke – Spielstätte der Freien Theater und Off-Theater-Szene
- WUK Theater Quartier – Werkstätten und Kultur am Holzplatz (Freies Theater)
- schillerBühne halle e. V. – Freies Theater im Club 188

### Museen und Sammlungen

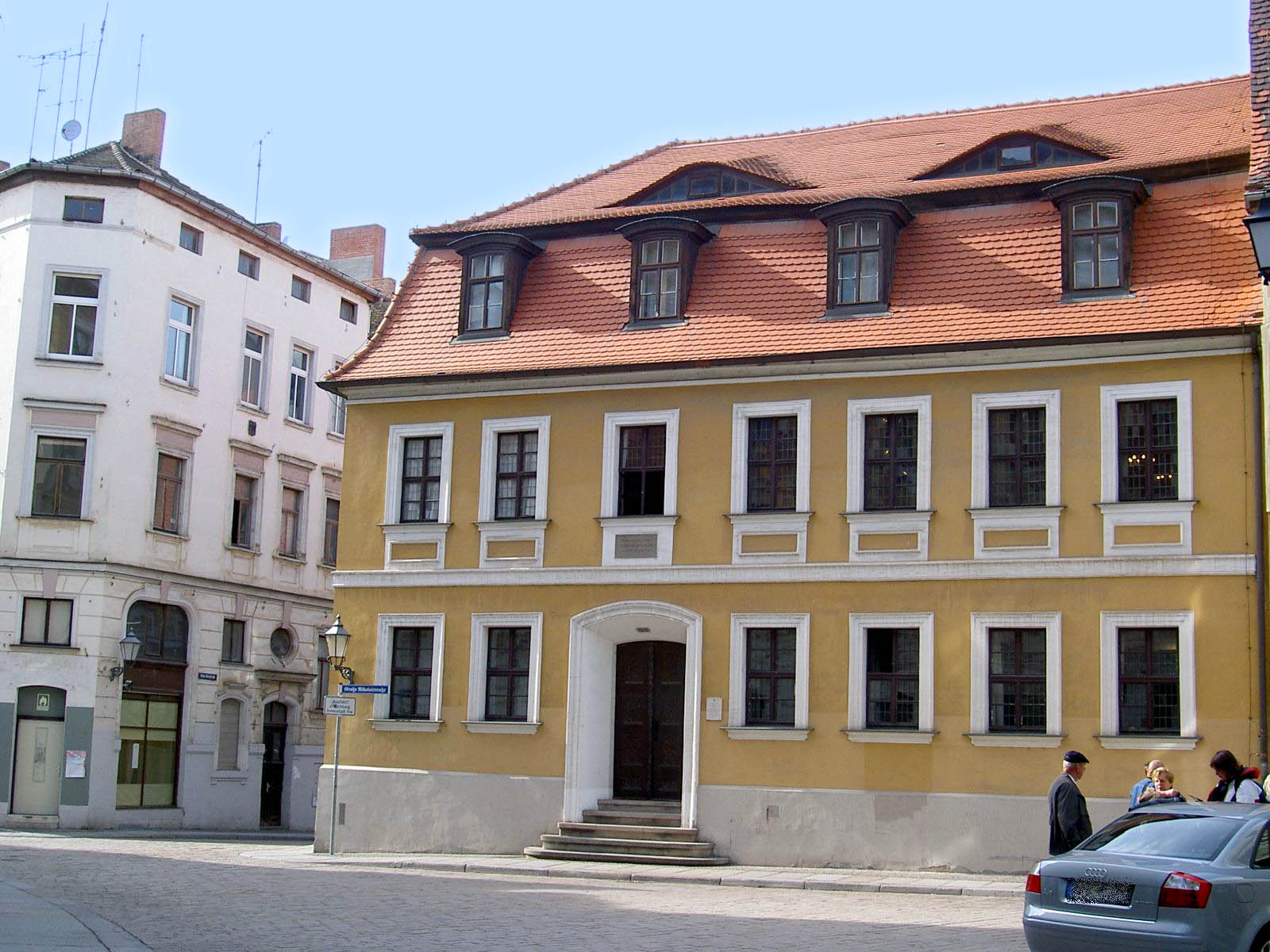
Händel-Haus

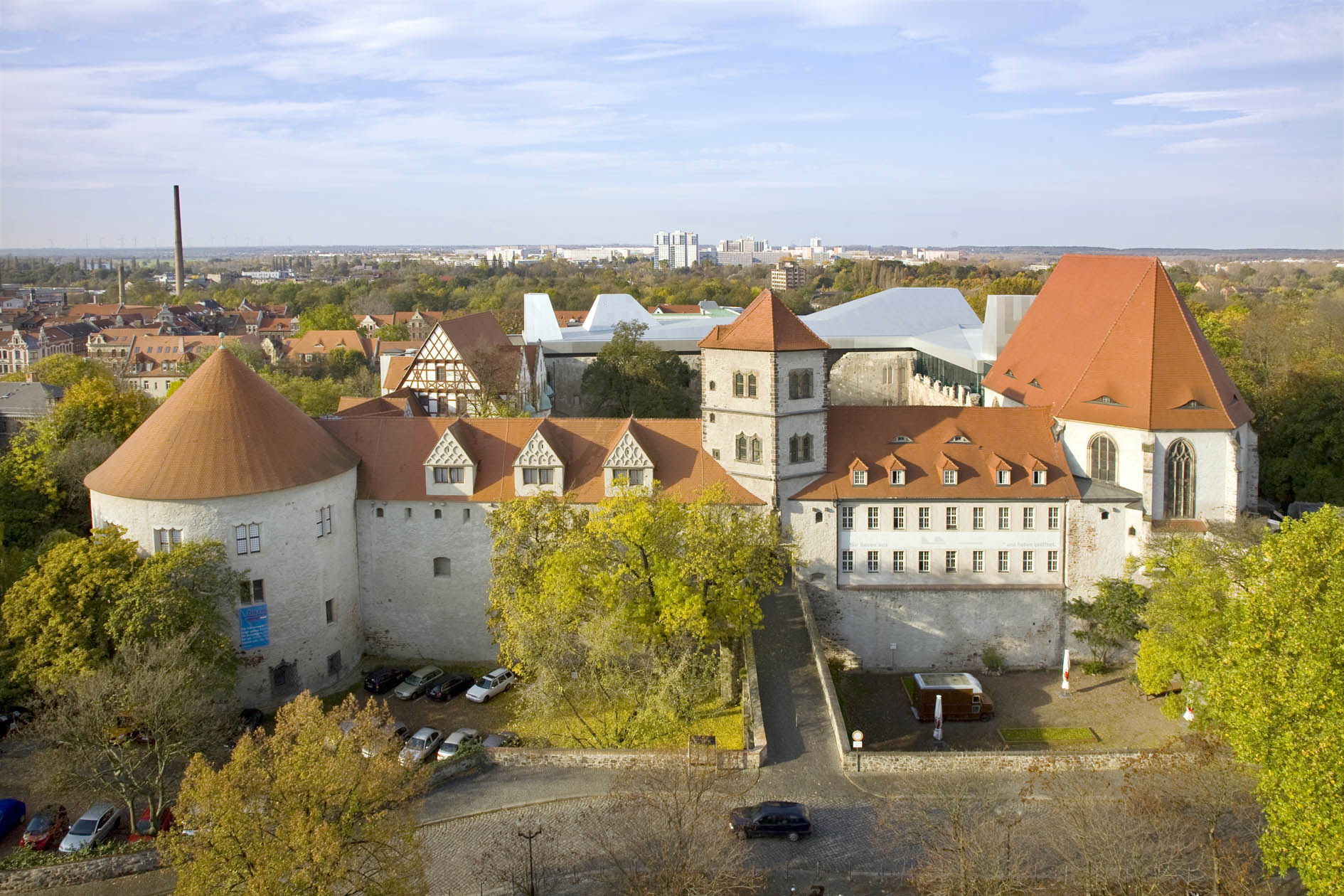
Moritzburg

Mit den Museumseinrichtungen der Franckeschen Stiftungen, dem Landeskunstmuseum Moritzburg und dem Musikmuseum im Händel-Haus besitzt die Stadt Halle (Saale) drei sogenannte kulturelle Leuchttürme unter den 20 bedeutenden Museen und Einrichtungen des nationalen Kulturerbes der ostdeutschen Länder, die in das Blaubuch der Bundesregierung aufgenommen wurden. Vorgesehen ist auch die Aufnahme einer weiteren Einrichtung, des Landesmuseums für Vorgeschichte.
Im Jahr 2008 wurde die Moritzburg-Galerie (Stiftung Moritzburg – Kunstmuseum des Landes Sachsen-Anhalt) nach mehrjähriger Bauzeit eröffnet. Der Umbau des jahrhundertelang leerstehenden Westflügels der Moritzburg gehört zu den spektakulärsten Bauten in der Stadt. Heute befindet sich hier mit der Dauerausstellung zu Lyonel Feininger einer der bedeutendsten expressionistischen Ausstellungsorte Deutschlands.
Unter den Museen mit naturwissenschaftlichem Bezug sind das Geiseltalmuseum mit paläontologischen Funden aus dem Braunkohletagebau, darunter das Urpferd Propalaeotherium, und das Museum für Haustierkunde Julius Kühn mit der größten Haustierskelettsammlung der Welt hervorzuheben. Darunter befindet sich auch das Skelett des Stempelhengstes der deutschen Vollblutzucht, Dark Ronald. Berühmt ist die Meckelsche Sammlung, eine Sammlung anatomischer Präparate im Institut für Anatomie und Zellbiologie der Martin-Luther-Universität.
Historischen Bezug haben das Landesmuseum für Vorgeschichte als Ausstellungsort der Himmelsscheibe von Nebra, das archäologische Museum Robertinum, das Stadtmuseum Halle im Christian-Wolff-Haus und in der Oberburg Giebichenstein und die Gedenkstätte für die Opfer politischer Verfolgung mit Ausstellung im Roten Ochsen sowie das Genscher-Haus mit einer Ausstellung, die unter anderem die Teilung und Einheit Deutschlands zum Thema hat.
Das Halloren- und Salinemuseum zeigt Technik und Geschichte der Salzgewinnung in Halle. Daneben besteht das Deutsche Bahn Museum Halle sowie das historische Straßenbahnmuseum der Hallesche Verkehrs AG mit noch fahrtüchtigen alten Straßenbahnen. Dazu kommen das Halloren Schokoladenmuseum und das Historische Technikzentrum der Stadtwerke Halle.
Ergänzt wird die Museumslandschaft der Stadt durch das Beatles Museum, das Musikmuseum im Wilhelm-Friedemann-Bach-Haus und die älteste und größte Sammlung evangelischer Kirchenmusik in der Marienbibliothek.
Das private Rechenwerk Computer- & Technikmuseum Halle war bis etwa 2018 aufgebaut. In der umfangreichen Ausstellung werden technische Exponate mit der lokalen Industriegeschichte verbunden. Es ist das einzige Computermuseum in Sachsen-Anhalt.

### Burgen und andere Befestigungsanlagen

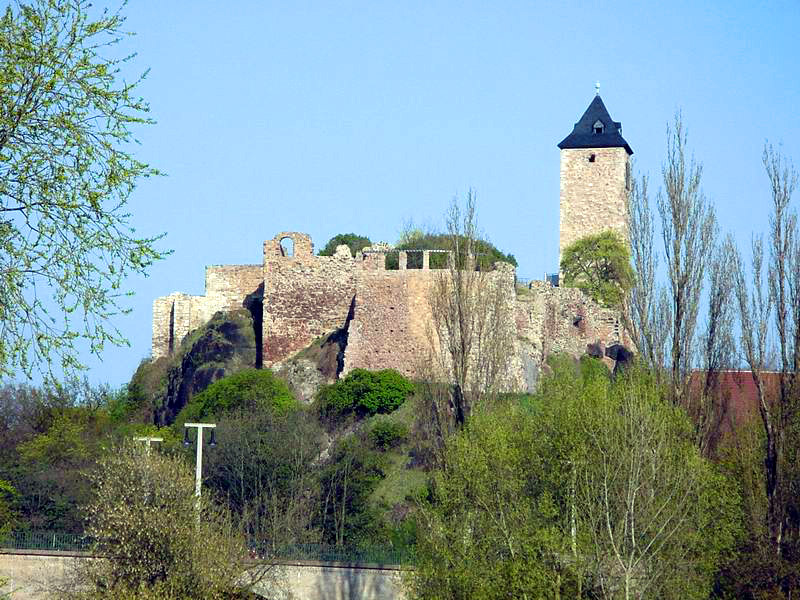
Burg Giebichenstein

Zu Halles außergewöhnlichen Merkmalen gehören zwei mächtige Burgen, die beide im bebauten Stadtgebiet liegen, was eine in Deutschland selten anzutreffende Situation darstellt. Es handelt sich um die ältere Burg Giebichenstein, nördlich der Innenstadt am Saaleufer gelegen, und die Moritzburg am nordwestlichen Rand der Altstadt. Von der mittelalterlichen Stadtbefestigung ist hingegen nur noch wenig vorhanden, da diese im Zuge der Ausdehnung der Stadt Ende des 19. Jahrhunderts weitgehend abgetragen wurde. Zu den noch sichtbaren Resten gehört der Leipziger Turm, ein frei stehender Wartturm aus der Mitte des 15. Jahrhunderts. Teile der einstigen Stadtmauer sind außerdem erhalten am südwestlichen Rand der Altstadt in der Nähe der Moritzkirche (Ecke Moritzzwinger/Hallorenring) sowie am Waisenhausring, wo noch ein etwa 80 Meter langer und 7 Meter hoher Abschnitt existiert.

### Kirchen und Synagogen

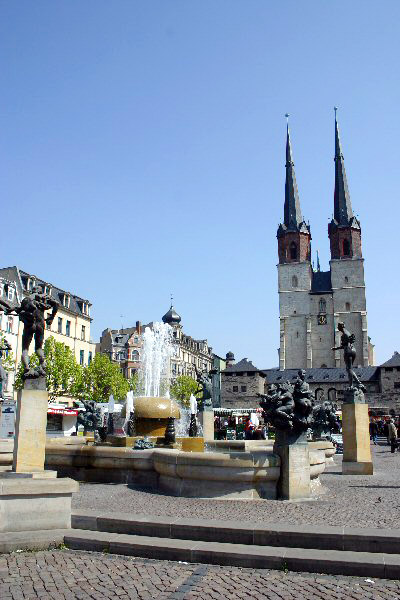
Hallmarkt mit Marktkirche

Die Kirchen der Altstadt weisen – mit Ausnahme der viertürmigen Marktkirche, die mit dem Roten Turm das bekannte fünftürmige Ensemble des Marktplatzes bildet – eine Besonderheit auf: St. Moritz, St. Ulrich, Dom und die Kapellen der Moritzburg und der Neuen Residenz besitzen keinen oder keinen vollständigen Turm mehr.
Zu den Kirchen der Altstadt gehören der Hallesche Dom, eine ehemalige Klosterkirche der Dominikaner und ältestes Kirchenbauwerk in der Altstadt, die viertürmige Marktkirche Unser Lieben Frauen, die Moritzkirche mit historischer Sauer-Orgel und Kunstwerken Conrads von Einbeck sowie die heute profanierte Konzerthalle St.-Ulrich-Kirche, eine ehemalige Serviten-Klosterkirche. In St. Ulrich und St. Georgen predigte August Hermann Francke.
In eingemeindeten Stadtteilen stehen ehemalige Dorfkirchen und weitere sakrale Bauwerke, die eine Reihe von Besonderheiten aufweisen. Dazu gehören St. Laurentius mit altem Friedhof, die Dorfkirche Böllberg St. Nikolaus, eine Kirche aus dem 12. Jahrhundert, die Teil der Straße der Romanik ist, die neugotische Anstaltskirche der Diakonie, eine der frühesten Kirchen nach dem Wiesbadener Programm, St. Bartholomäus, St. Elisabeth, die Georgenkirche, die für die kirchliche Opposition in der Wendezeit eine wesentliche Rolle spielte, die stadtdominante Pauluskirche im Paulusviertel und die Kirchenruine Granau, seit 1923 Denkmal für die Gefallenen des Ersten Weltkrieges.

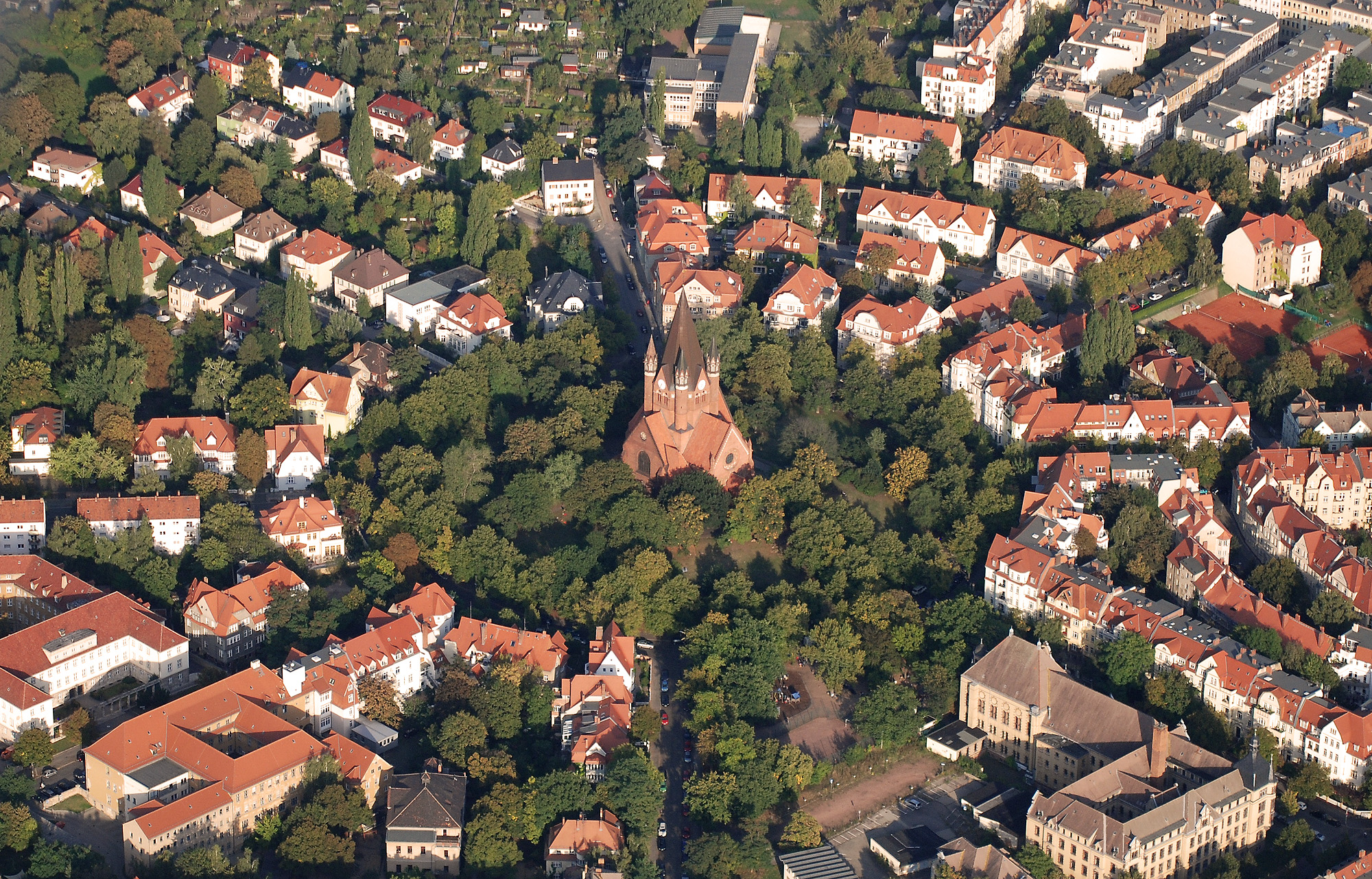
Rathenauplatz mit der Pauluskirche

Auf dem 1864 angelegten jüdischen Friedhof in der Humboldtstraße befindet sich die von der jüdischen Gemeinde genutzte Synagoge. Sie war ursprünglich Feierhalle des Friedhofes und wurde 1948 zur Synagoge umgebaut. Eine 1870 errichtete und 1884/85 wesentlich erweiterte Synagoge befand sich in der Innenstadt. Sie wurde im Nationalsozialismus zerstört. An die ermordeten jüdischen Mitbürger erinnert ein 1985 errichtetes Mahnmal, das in seiner Gestaltung an die Fassade der zerstörten Synagoge erinnert. Am 9. Oktober 2019 ereigneten sich ein Anschlag auf die Synagoge und Brandattacken auf den dort befindlichen Jüdischen Friedhof.

### Profanbauten

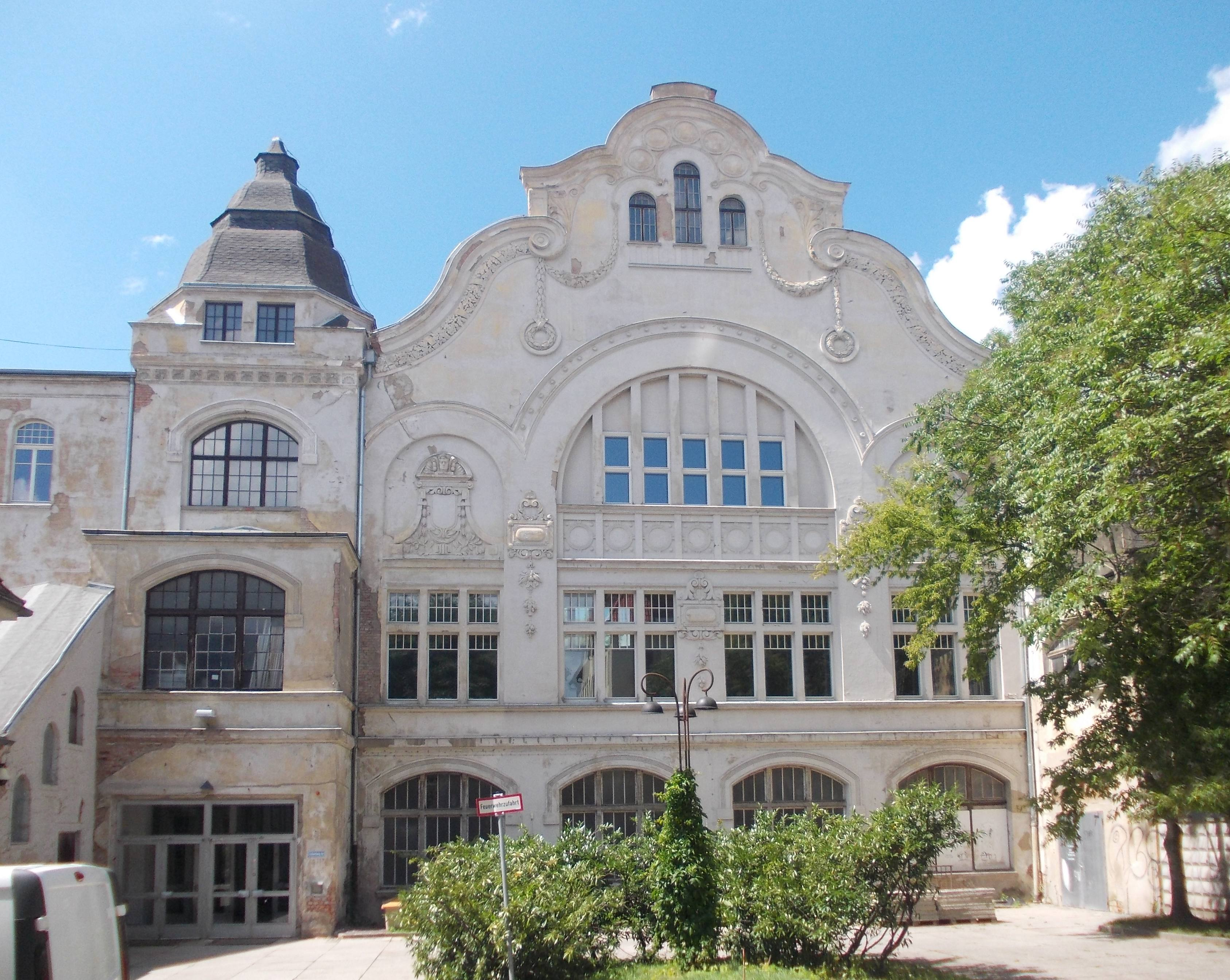
Fassade des Volksparks zur Kleinen Gosenstraße

Neben der Vielzahl sakraler Bauwerke besitzt Halle einige bedeutende Profanbauten aus unterschiedlichen Epochen.
Ein historisch bedeutender Profanbau hierunter ist die ab 1531 erbaute Neue Residenz, die im Stil der Frührenaissance errichtet wurde. Das Gebäude schließt direkt an den halleschen Dom an und diente als Residenz der Erzbischöfe des Magdeburger Erzbistums.
Ein Zentrum des europäischen Pietismus stellten die 1698 gegründeten Franckeschen Stiftungen. Sie sind Teil der deutschen Vorschlagsliste für das UNESCO-Welterbe und beinhalten innerhalb ihres Gebäudekomplexes das größte Fachwerkhaus Europas.
Als Sitz der „Deutschen Akademie der Naturforscher – Leopoldina“ (seit 2008 die Nationale Akademie der Wissenschaften) genießt das Logenhaus Zu den drei Degen, auch bekannt als Tschernyschewskij-Haus, eine gewisse bundesweite Bekanntheit. Das Gebäude wurde 1822–1824 errichtet und mehrfach erweitert und umgebaut.
Das Stadthaus, errichtet 1891–1894, am Marktplatz ist einer der repräsentativsten Bauten der Stadt. Es wird als städtisches Versammlungs-, Sitzungs- und Festgebäude genutzt.
Anfang des 20. Jahrhunderts wurden zahlreiche weitere Gebäude errichtet, die bis heute mit verschiedenen architektonischen Stilen der Stadt ein Gesicht verleihen. Hierzu zählt unter anderem das im Stil wilhelminischer Justizbauten errichtete Landgericht (1903–1905) am Hansering, das ein bemerkenswertes Treppenhaus mit doppelter Wendeltreppe besitzt. Der stark vom Jugendstil beeinflusste Volkspark, errichtet 1906–1907 als ehemaliges Vereinshaus der SPD, ist architektonisch ein Beispiel für die Idee des Gebäudes als „Stadtkrone“ und spielte in der Geschichte der halleschen Arbeiterbewegung eine große Rolle. Im Stadtbad sind die Farben und Formen des Jugendstils noch fast vollständig erhalten. Es wurde 1912 bis 1914 errichtet und galt als eine der größten und modernsten Einrichtungen der Gesundheitsfürsorge seiner Zeit.
Die sozialistische Planstadt Halle-Neustadt wurde ab 1964 errichtet und war von 1967 bis zur Eingemeindung in die Stadt Halle (Saale) 1990 eine kreisfreie Stadt.

### Historische technische Bauwerke und Mühlen

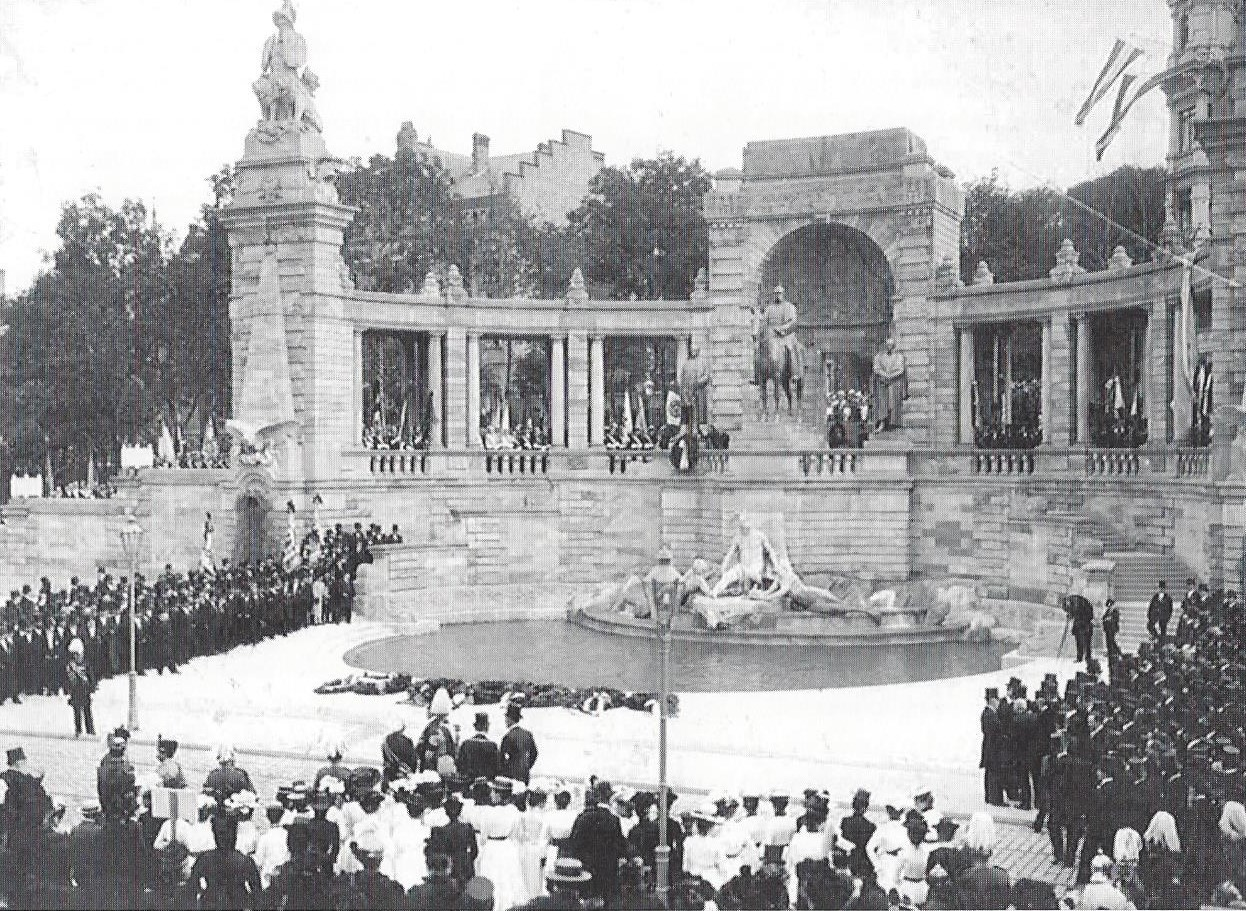
Einweihung des Kaiserdenkmals

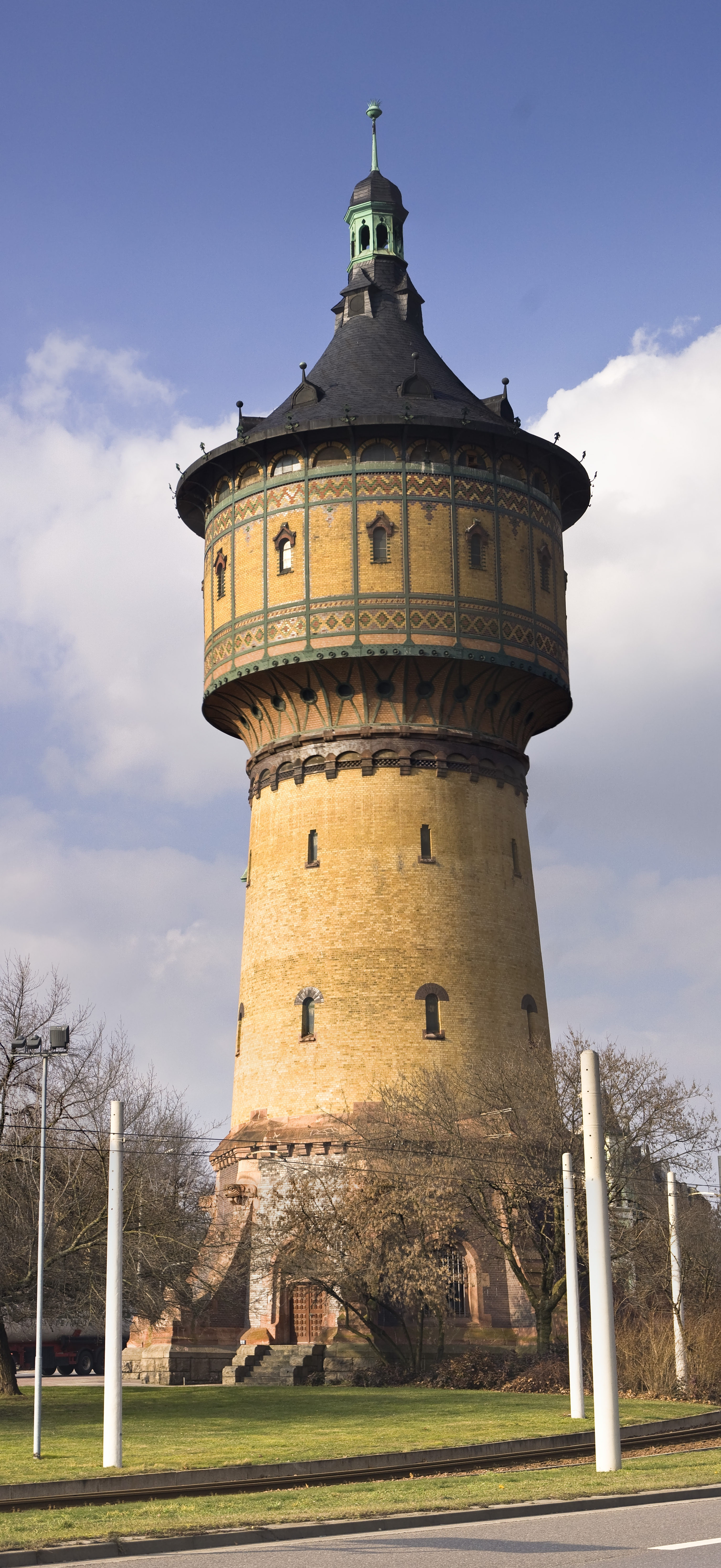
Wasserturm Nord

Zu den sehenswerten historischen technischen Bauwerken der Stadt gehören die beiden großen Wassertürme, der Wasserturm Nord an der Paracelsusstraße (B 6) und der Wasserturm Süd am Lutherplatz sowie das historische Straßenbahndepot der Halleschen Verkehrs AG in der Seebener Straße, das als Museum für alte Straßenbahnen und Busse (siehe Straßenbahnmuseum Halle) dient. Halle verfügt mit der Großgarage Süd in der Liebenauer Straße über das älteste noch erhaltene Parkhaus in Deutschland. Darüber hinaus kommt der Sternwarte Halle im Botanischen Garten der Martin-Luther-Universität Bedeutung zu. Die Astronomische Station Johannes Kepler mit Planetarium und Sternwarte ist ein weiteres erwähnenswertes technisches Bauwerk, das als architektonisches Vorbild für weitere Schulplanetarien in Ostdeutschland diente. Die ehemalige Rennstrecke Halle-Saale-Schleife befindet sich zwischen dem westlichen Saaleufer und dem Stadtteil Neustadt.
Die Saale, die streckenweise in mehreren Armen Halle durchfließt, ermöglichte die Nutzung von Wasserkraft in Mühlen. Daher erhielt auch der Mühlgraben, ein natürlicher Seitenarm, seinen Namen. Es sind noch einige Bauwerke vorhanden, jedoch überwiegend ruiniert. Dazu gehören die Steinmühle, die Kröllwitzer Papiermühle und die Neumühle.

### Inseln in der Stadt
Der Verlauf der Saale im Stadtgebiet sowie die geographische Lage und die geologischen Bedingungen schaffen durch die Bildung von innerstädtischen Flussinseln eine für Großstädte in Deutschland fast einmalige Situation. Der Fluss durchfließt die Stadt zum Teil in vier Armen parallel. Dadurch entstehen sechs größere Inseln, zu denen von Süden nach Norden die Rabeninsel, die Saline-Insel (mit Pulverweiden und Sophienhafen), die Peißnitzinsel (mit Gut Gimritz), die Insel der Klaustorvorstadt mit Ratswerder und Würfelwiese, die Ziegelwieseninsel und die Insel Forstwerder gehören. Mehrere Inseln, darunter Strohhof und Sandanger, wurden mittlerweile verlandet.
Forstwerder, Rabeninsel und die Nordspitze der Peißnitz sind Naturschutzgebiete mit Auenwaldbeständen. Die Saline-Insel, Ziegelwieseninsel, der südliche Teil der Peißnitz und die Würfelwiese sind Freizeit, Erholung und Sport vorbehalten. Der südliche Teil der Insel mit Ratswerder und Würfelwiese sind mit gründerzeitlichen Wohngebäuden bebaut.

### Brücken
Seit Gründung der Stadt haben Brücken eine besondere Bedeutung, und es gibt 132 davon. Maßgeblich dafür ist die Saale, die die Stadt von Süden nach Norden in zwei Hälften teilt und die oben genannte „Inselwelt“ bildet. Der Fluss benötigt dadurch verhältnismäßig viel Raum. Die beiden Stadthälften sind für den Straßenverkehr heute im Wesentlichen an drei Stellen über Brücken miteinander verbunden: die Giebichensteinbrücke im Norden, die die Stadtteile Giebichenstein und Kröllwitz verbindet, die 2023 durch einen Neubau ersetzte Elisabethbrücke mit den Magistralenbrücken der Bundesstraße 80 in der Mitte, die sich zwischen Altstadt und Neustadt befinden, und die Röpziger Brücke zwischen Halle und der südlichen Nachbargemeinde Schkopau. Hinzu kommen zwei Dutzend weitere Brücken, die vor allem Fußgängern und Fahrrädern vorbehalten sind, von denen die Peißnitzbrücke, die Forstwerderbrücke und die Rabeninselbrücke erwähnenswert sind. Durch Hochwasserereignisse wie das Hochwasser 2013 waren immer wieder Neubauten von Brücken notwendig, so dass es keine mittelalterlichen Brücken mehr gibt. Im Süden wird Halle von der Weißen Elster begrenzt – auch hier bestehen daher einige Flussbrücken, darunter die Schafbrücke. Zudem durchlaufen die Hauptverkehrsgleise der Bahn die Stadt östlich der Saale ebenfalls in Nord-Süd-Richtung und trennen ein weiteres Mal in gleicher Richtung. Um diese Teilung zu überwinden, existieren weitere Brücken, von denen die Berliner Brücke von besonderer Bedeutung ist. Sie ersetzt eine 1913–1916 erbaute Brücke, die auf über 200 m den halleschen Güterbahnhof überspannte. Der Neubau wurde am 11. Januar 2006 eröffnet. Aufgrund ihres 74 m hohen Stahlpylons ist sie ein weithin sichtbarer Punkt in der Stadt. Der Abriss des historischen Bauwerks fand 2006 statt. Im Süden von Halle befindet sich zudem mit der Saale-Elster-Talbrücke die längste Brücke Deutschlands.

### Friedhofsanlagen

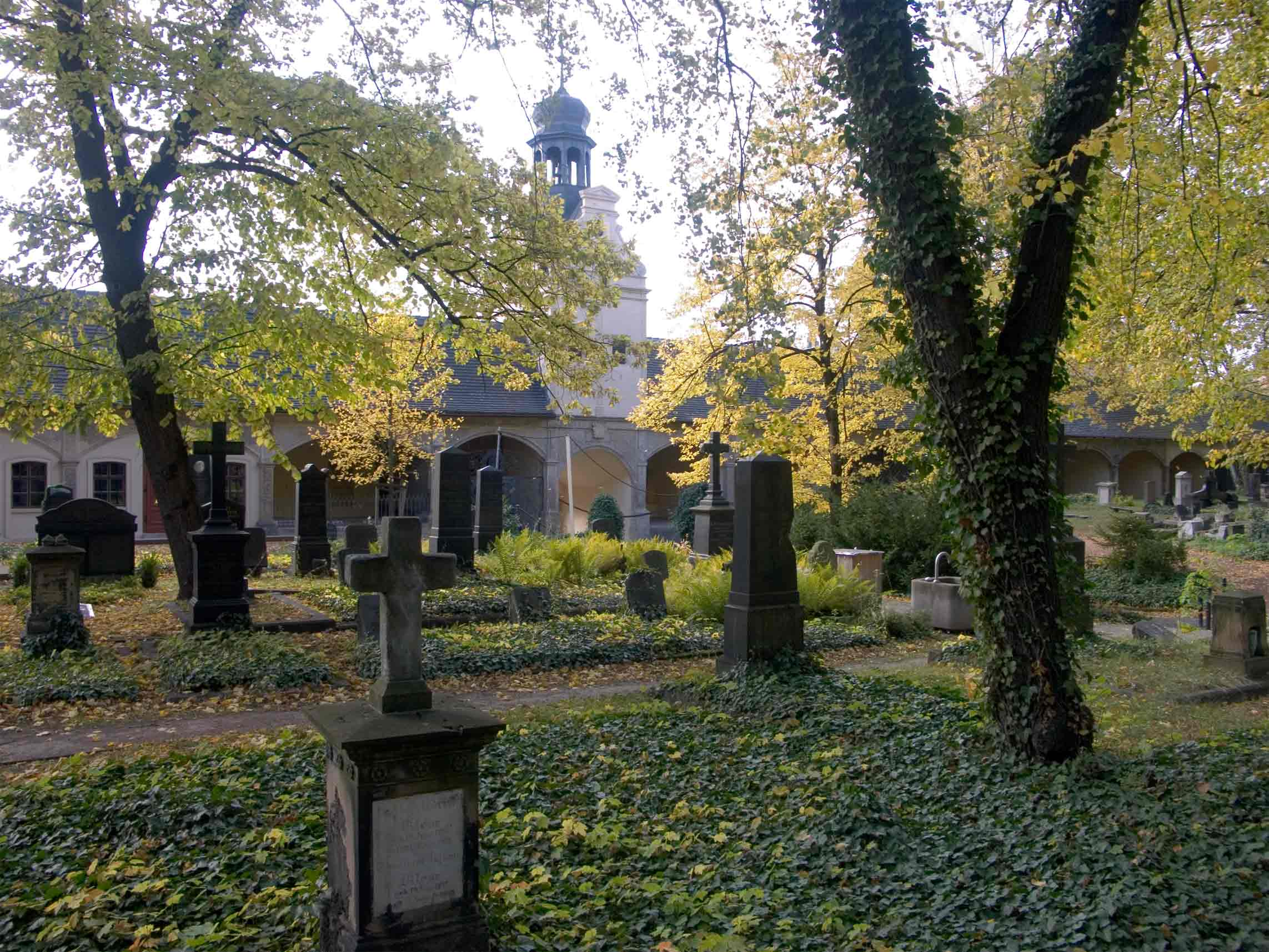
Blick zum Torturm des Halleschen Stadtgottesackers, 2007

Überregional herausragende Bedeutung hat der von Ratsbaumeister Nickel Hoffmann 1557–1594 errichtete Stadtgottesacker. Der Friedhof ist eine – nördlich der Alpen einzigartige – Camposanto-Anlage. Seit 1989 wird der teilweise bombenzerstörte und dann verwahrloste Stadtgottesacker Schritt für Schritt durch Steinbildhauer und Restauratoren wieder restauriert und zum Teil wieder als Friedhof benutzt. Hervorzuheben sind daneben der 1869 geweihte jüdische Friedhof und die zugehörige, heute als Synagoge genutzte Trauerhalle, die von den Zerstörungen der sogenannten Reichskristallnacht verschont blieben.
Zu den Friedhöfen der Stadt gehören auch der Gertraudenfriedhof im Norden der Stadt mit seinem repräsentativen Zentralbau von Stadtbaurat Wilhelm Jost und dem auf dem Gelände befindlichen 1929 geweihten Neuen Jüdischen Friedhof mit einem historischen jüdischen Denkmalfeld (Grabmale des Mittelalters) sowie der Südfriedhof von 1887 mit seinen Bauten im Stil der Neo-Renaissance. Daneben bestehen die erwähnenswerten Bestattungsplätze Nordfriedhof und Laurentiusfriedhof.
Mitte des 19. Jahrhunderts wurde in der Dölauer Heide der Heidefriedhof angelegt. Er diente zur Bestattung von namenlosen Personen, vor allem Selbstmörder und Opfer von Gewaltverbrechen, die in der Heide den Tod fanden. 1929 wurde die Dölauer Heide Eigentum der Stadt Halle, und der Friedhof verlor seine Funktion.

### Denkmale, Plastiken, Büsten und Monumente

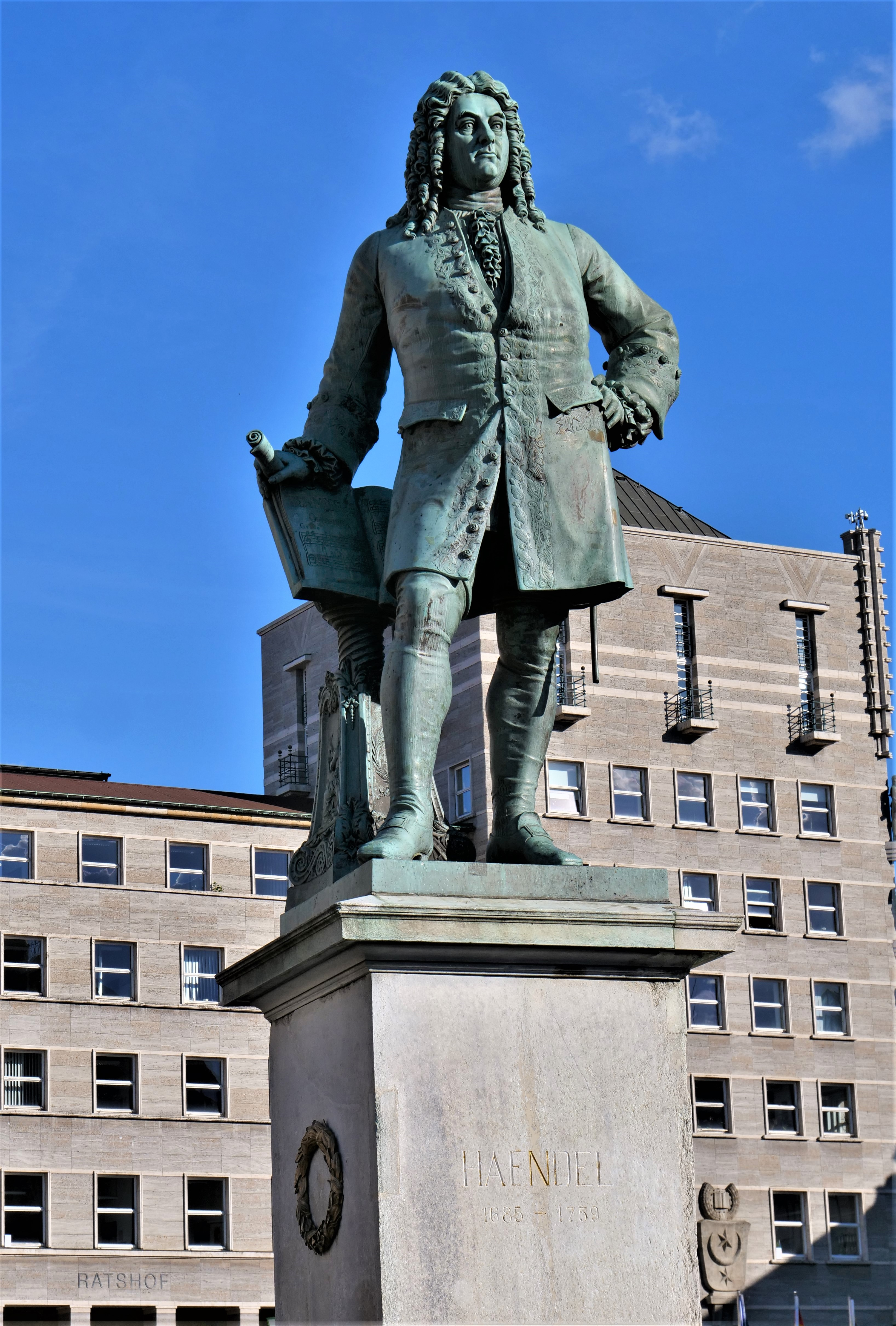
Händel-Denkmal vor Ratshof

Die Stadt verfügt über einige Denkmale und Skulpturen aus unterschiedlichen Epochen, ein über die Jahrhunderte gewachsenes Gut von Kunst im öffentlichen Raum. An erster Stelle ist hier die plastische Ausstattung der Moritzkirche durch Conrad von Einbeck (Meister Conrad) aus dem 14. Jahrhundert zu nennen. Seiner Zeit voraus, schuf er dort auch ein Selbstbildnis aus Sandstein im nördlichen Nebenchor.
Zu den Besonderheiten gehört die Betsäule von Halle, ein gotischer Bildstock aus vorreformatorischer Zeit (1455) am Universitätsring, sowie der Hallesche Roland, eine Sandsteinfigur aus dem Jahr 1854, deren Geschichte bis ins Jahr 1245 zurückreicht. Hervorzuheben sind weiterhin das Händel-Denkmal von Hermann Heidel (1859) auf dem Marktplatz und ein Denkmal zu Ehren von August Hermann Francke, zweier der berühmtesten in Halle wirkenden Persönlichkeiten. Gestalterisch bedeutsam sind die Figuren am Rathaus von Gustav Weidanz, die Mitte der 1970er Jahre von Johannes Baumgärtner nachgeschaffen wurden, da sie durch den Zweiten Weltkrieg zerstört wurden.
Aus der Zeit der DDR haben sich einige Plastiken erhalten, wie das Fahnenmonument „Flamme der Revolution“ am Hansering und eine überlebensgroße Büste Ernst Thälmanns an der Franckestraße. Es gibt auch zwei Lenindenkmäler, die noch erhalten sind: Eine Skulptur im Pestalozzipark und ein Wandbild von Erich Enge in Halle-Neustadt. Aber nicht nur solche ideologisch gewünschten Skulpturen entstanden zu DDR-Zeiten; so erinnert an den in Halle gestorbenen Maler Matthias Grünewald eine Bronzeplastik von Gerhard Geyer, der auch in Bronze für Halle-Neustadt den sogenannten „Wissenschaftswürfel“ schuf. Vor der Moritzburg wird eine andere Variante Hallescher Bildhauerkunst gezeigt, die Stahlplastik Maureske von Irmtraud Ohme.
Vor der Ulrichskirche befindet sich ein Brunnen des Hallischen Bildhauers und Burg-Professors Gerhard Lichtenfeld, der auch in Halle-Neustadt einen großen Brunnen geschaffen hat. In jüngerer Zeit sind neben einer großen Brunnen-Gestaltung am Hallmarkt von Bernd Göbel auch drei lebensnahe Figuren seiner Schülerin Maya Graber am Universitätsring dazugekommen. Das von dem Weimarer Architekten Sigbert Fliegel geschaffene und 1970 eingeweihte Monument der siegreichen Arbeiterklasse, von Anwohnern wegen seiner Form kurz „Die Fäuste“ genannt, prägte 35 Jahre den Eingang zur Stadt und wurde 2005 zerstört.
Insgesamt gibt es an die 150 Skulpturen und Plastiken, zirka 190 Denkmäler und Gedenkstätten, über 50 öffentliche Brunnen sowie dutzende Wandgestaltungen und Reliefs. Zudem hat sich Halle dem Projekt Stolpersteine angeschlossen. Bislang wurden 288 Gedenksteine an 131 Orten der Stadt gesetzt (Stand: Juni 2024). Zusammen sind das weit über 600 Denkmäler und Kunstwerke.
Ein Baumdenkmal für die Deutsche Einheit befindet sich im Grünen Dreieck Heide-Süd beim Ausgang Scharnhorststraße.

### Zoo, Parks, Gärten und Naturschutzgebiete
Halles Bergzoo zeichnet sich durch seine Lage auf dem 130 Meter hohen Reilsberg aus, die vielfach schöne Aussichten gewährt. Unter den Gärten und Parks der Stadt ist der als „Herberge der Romantik“ bekanntgewordene Reichardts Garten bemerkenswert. Er wurde von Johann Friedrich Reichardt ab 1794 angelegt. Hier trafen sich seinerzeit Dichter der Romantik wie Novalis, Tieck, Eichendorff, Brentano, Goethe und Jean Paul. Hinzu kommt Lehmanns Garten, ein vom Bankier Lehmann angelegter Park, nahe dessen Stadtvilla.
Im Botanischen Garten der Martin-Luther-Universität befindet sich die historische Sternwarte Halle von 1788. Der Botanische Garten gehört zum Netzwerk Gartenträume Sachsen-Anhalt. Weiterhin besteht der Amtsgarten, als Teil des Netzwerks Gartenträume, in unmittelbarer Nähe der heutigen Burg Giebichenstein. Archäologen vermuten, dass auf diesem ca. 5,5 Hektar großen Areal die Alte Burg, die Vorgängerin der Giebichensteinburg, gestanden habe. Hinzu kommt der Geologische Garten am Institut für Geowissenschaften und Geographie der Martin-Luther-Universität.
Seit Oktober 2019 gibt es am Hansering den Park der Olympiasieger mit 15 Tafeln zu Ehren derjenigen halleschen Sportler, die bisher mit einer Goldmedaille von Olympischen Spielen zurückgekehrt sind. Diese Leistungen sollen gewürdigt und stärker in das öffentliche Bewusstsein gerückt werden.
Im Stadtgebiet existieren insgesamt neun Naturschutzgebiete (Bischofswiese, Burgholz, Peißnitz Nordspitze, Lunzberge, Brandberge, Rabeninsel und Saale-Elster-Aue, Döllnitzer Auenlandschaft, Forstwerder) mit insgesamt rund 696 ha Fläche, die die stadtbildprägende Natur (Auenlandschaften) schützen.

### Marktplatz und andere Plätze

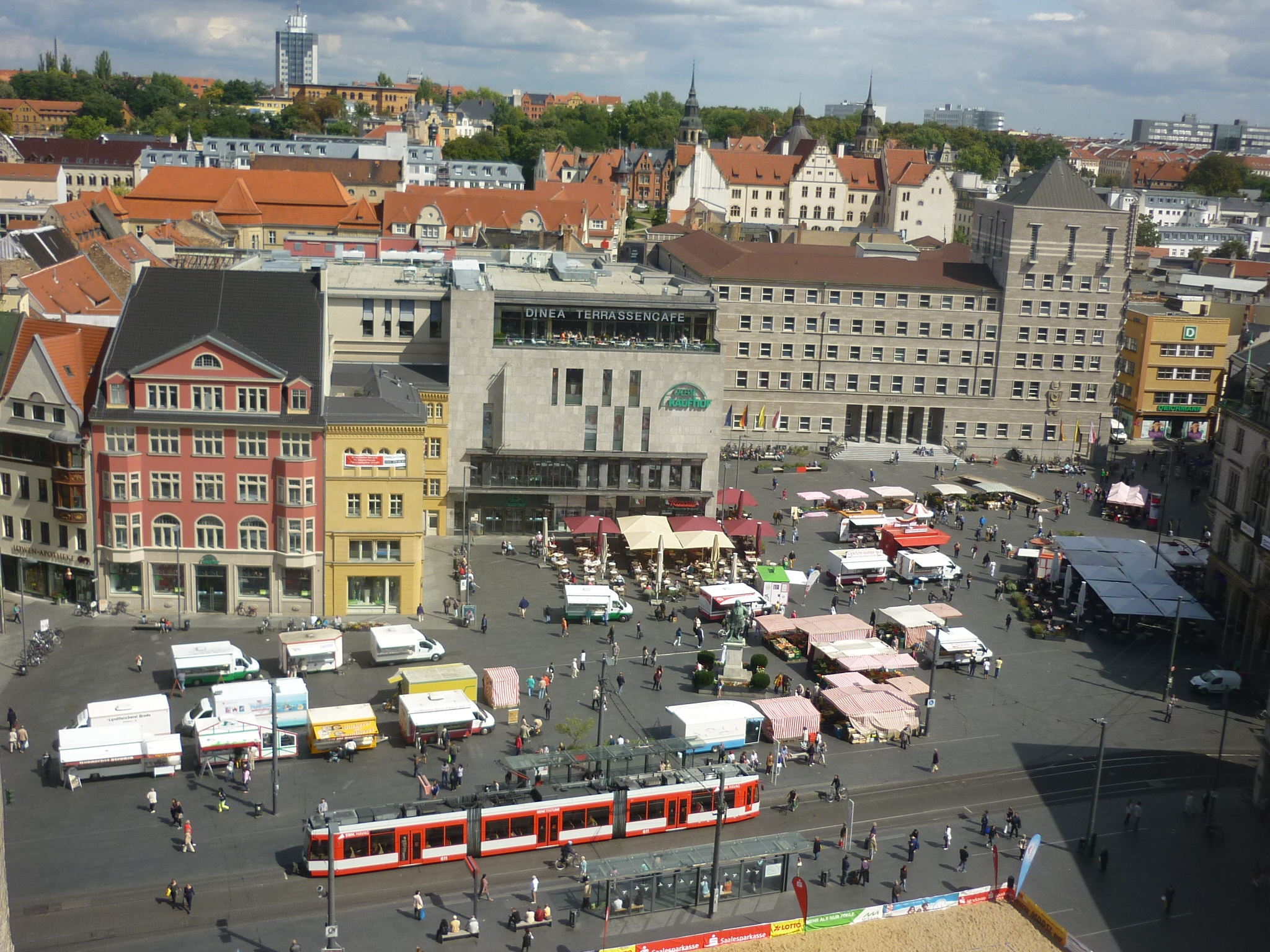
Marktplatz in Halle von den Hausmannstürmen der Marktkirche aus betrachtet. Hinten rechts befindet sich der Neue Ratshof

Zum Marktplatz gehören der Rote Turm und dessen mit 76 Glocken zweitgrößtes Glockenspiel weltweit, die viertürmige Marktkirche Unser Lieben Frauen, das neogotische Stadthaus, das Marktschlößchen und das „Geoskop“ mit Blick auf die sogenannte Hallesche Marktplatzverwerfung. Durch schwere Beschädigung bei dem Bombenangriff am 31. März 1945 und späteren Abriss gingen das Alte Rathaus und die Ratswaage am Marktplatz verloren. Obwohl baulich intakt, wurde 1965 – trotz Bürgerprotesten – auch das Hotel „Zur Börse“ abgerissen.
Daneben bestehen der Alte Markt mit dem an eine hallische Sage erinnernden Eselsbrunnen, der Hallmarkt, einst Zentrum der städtischen Salzgewinnung, und seine gründerzeitliche Bebauung sowie der Domplatz mit dem Ensemble aus Dom, Neuer Residenz und Neuer Kanzlei. Besondere Aufmerksamkeit erhielt der von Gernot Schulz umgestaltete Universitätsplatz, der aufgrund des neugeschaffenen Ensembles von historischem Campus, Juridicum und Audimax mit dem Deutschen Architekturpreis 2003 ausgezeichnet wurde.

### Bibliotheken

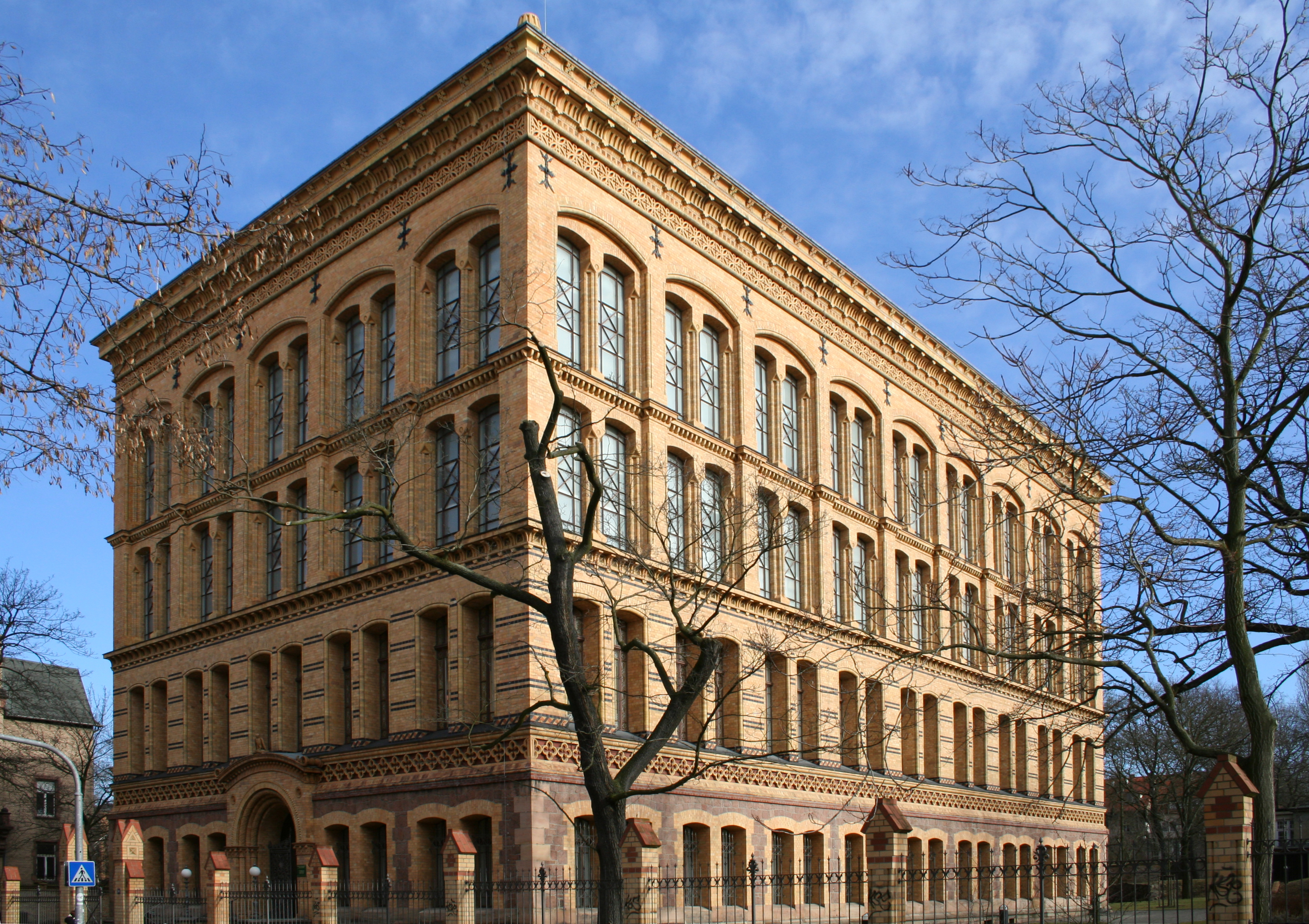
Universitäts- und Landesbibliothek Sachsen-Anhalt

Mit der Universitäts- und Landesbibliothek Sachsen-Anhalt, der 1552 gegründeten Marienbibliothek, der ältesten und größten evangelischen Kirchenbibliothek in Deutschland, der historischen Bibliothek der Franckeschen Stiftungen und der ab 1731 aufgebauten Bibliothek der Deutschen Akademie der Naturforscher Leopoldina verfügt die Stadt über vier große Sammlungen.
Aktuelle Medien werden in der Stadtbibliothek angeboten. Die größte öffentliche Bibliothek Sachsen-Anhalts gliedert sich in die Zentralbibliothek am Hallmarkt, Stadtteilbibliotheken im Süden, Westen (Halle-Neustadt) und Norden der Stadt und eine Musikbibliothek. Ein Bücherbus versorgt die Bevölkerung in den Randgebieten.

### Regelmäßige Veranstaltungen
- Januar: Beginn des jährlichen Themenjahrs der Franckeschen Stiftung

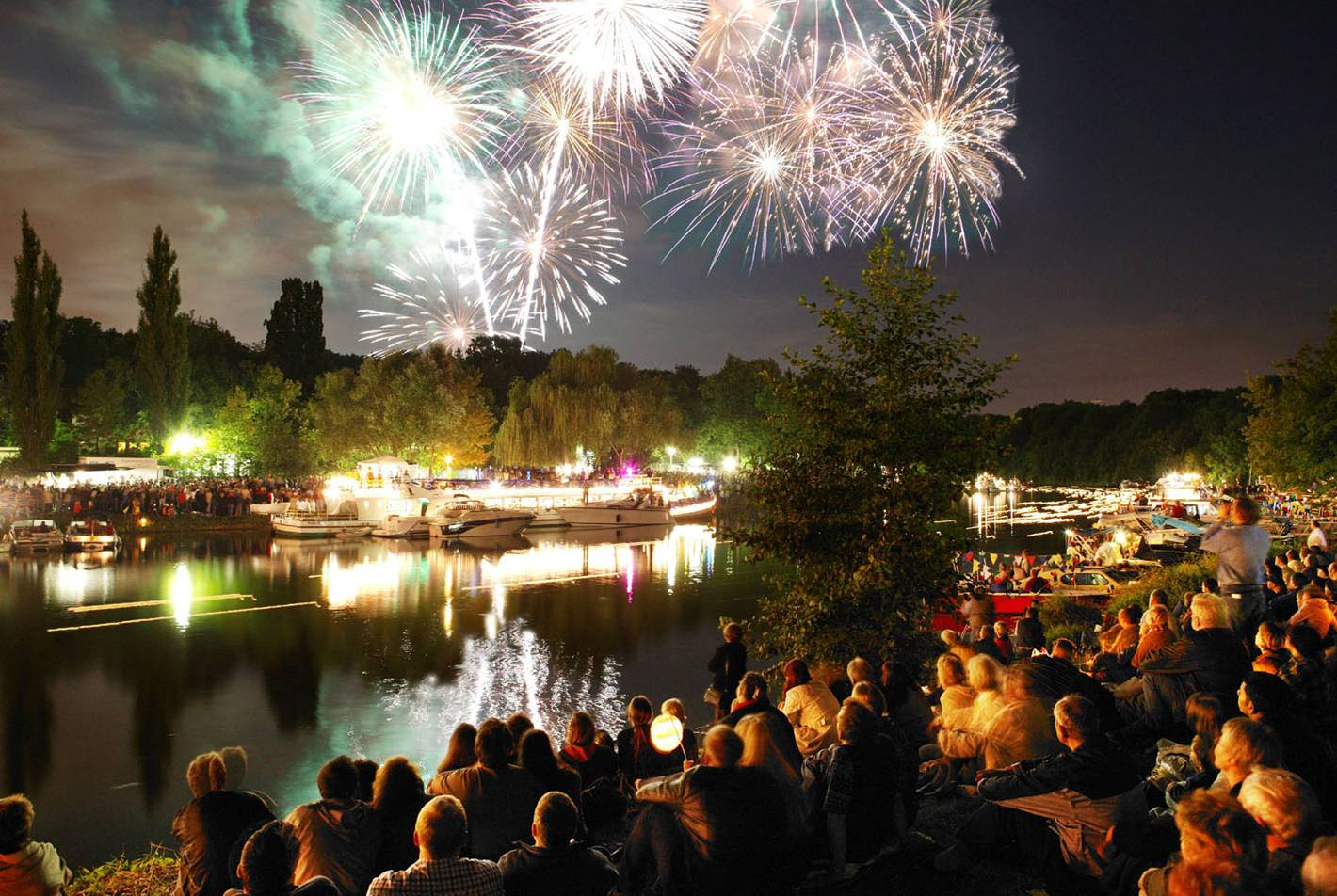
Lichterspektakel an der Peißnitz während des Laternenfestes

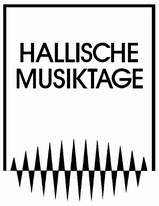
Logo der Hallischen Musiktage

- Februar: Women in Jazz – Internationales Jazzfestival
- Februar: Happy Birthday Händel (23. Februar)
- März: Deutsche Knackweltmeisterschaft, Veranstalter: Kulturreederei
- Vor Ostern: Frühjahrsmarkt (Rummel) bei der Eissporthalle
- Mai: Internationales Kinderchorfestival „Fröhlich sein und singen“
- Mai: Hallesche Museumsnacht
- Mai: Marathon der Behörden des Stadtsportbund Halle e. V.
- Am Mittwoch nach Pfingsten: Knoblauchsmittwoch
- Juni: HändelsOpen (vor den Händelfestspielen)
- Juni: Händel-Festspiele
- Juni/Juli: Kinderstadt „Halle an Salle“
- Juni: Lindenblütenfest (alle 2 Jahre im Juni in den Franckeschen Stiftungen)[114]
- Juli: Lange Nacht der Wissenschaften
- Juli/August: Kinosommer, veranstaltet vom Luchs-Kino[115]
- August: Nacht der Kirchen (Mitte August)
- August: Hallesches Laternenfest auf der Peißnitzinsel, mit Bootskorso auf der Saale, Konzerten der Pop- und Rockmusik, Höhenfeuerwerk, Fischerstechen der Halloren
- September: Salzfest um die Saline
- September: Fontänefest auf der Ziegelwiese
- September: Mitteldeutscher Marathon von Spergau nach Halle
- September/Oktober: Akkordeon Akut – Internationales Jazz- und Weltmusikfestival mit Schwerpunkt Akkordeon
- Oktober: Monstrale International Short Film Festival Halle
- Oktober: Werkleitz Festival – Medienkunst-Festival (Werkleitz Gesellschaft e. V. seit 2004 in Halle)
- Oktober/November: Filmmusiktage Sachsen-Anhalt – Fachkongress und öffentliches Galakonzert (seit 2008)
- Oktober/November: Herbstjahrmarkt an der Eissporthalle
- Oktober/November: Jüdische Kulturtage
- November: Hallische Musiktage an verschiedenen Spielstätten
- November/Dezember: Impronale – Internationales Festival für Improvisationstheater[116]
- Dezember: Hallescher Weihnachtsmarkt

### Kulinarische Spezialitäten
Für Halle typische Spezialitäten gibt es kaum. Ursprünglich war die Küche der Saale-Stadt wohl durch Fischgerichte geprägt, wovon jedoch kaum noch etwas bemerkt wird. Als Besonderheiten können Solei, Schlackwurst und hallorisches Salz gelten, die bei Neujahrempfängen dem jeweiligen Landesherrn von den Halloren übergeben werden. Zur traditionellen Hausmannskost gehören in Halle Bauernkäse, Sülze, Bratwurst mit Sauerkraut, Rinderbrust in Meerrettichsoße und die hallesche Fettbemme mit Schmalz und manchmal Pflaumenmus.

### Sport
Der Fußballverein Hallescher FC trägt seine Heimspiele im 15.057 Zuschauer fassenden Leuna-Chemie-Stadion aus. Der zu DDR-Zeiten 24 Jahre lang erstklassige Verein spielt in der Regionalliga Nordost. Der heutige Verein steht in der Nachfolge der Mannschaften, die 1948 und 1952 Ostzonenmeister bzw. DDR-Meister wurden sowie 1958 und 1962 den FDGB-Pokal gewannen. Der älteste noch bestehende Verein der Stadt, VfL Halle 1896, ist ebenfalls vorrangig für seine Fußballabteilung bekannt. Im Frauenfußball gewann die SG Motor Halle 1984 die inoffizielle Meisterschaft der DDR.
Im Handball wurde die 1990 aufgelöste SG Dynamo Halle-Neustadt Deutscher Meister 1951 im Hallenhandball 1951 und 1952 im Feldhandball (jeweils unter dem Namen SV Deutsche Volkspolizei Halle) sowie Sieger des FDGB-Pokals 1974.
Der Eishockeyverein Saale Bulls Halle spielt in der drittklassigen Oberliga Nord. Sie spielen heute im Sparkassen-Eisdom, zuvor waren sie bis 2013 in der Eissporthalle Halle beheimatet.
Der SV Halle (zu DDR-Zeiten Chemie Halle) ist mit rund 4000 Mitgliedern der größte Sportverein der Stadt und der zweitgrößte in Sachsen-Anhalt. Die zahlreichen Abteilungen des Vereins brachten mehrere Olympiasieger und Weltmeister hervor. Die Fußballabteilung ist heute als Hallescher FC eigenständig. Die Basketballmannschaft des Vereins gewann zu DDR-Zeiten bei den Herren zwei nationale Titel, bei den Frauen fünf. Unter dem Namen Syntainics MBC ist die Frauenmannschaft heute in der 1. Damen-Basketball-Bundesliga vertreten. Die ehemaligen GISA Lions SV Halle fusionierten 2022 mit dem Mitteldeutschen BC aus Weißenfels, tragen ihre Heimspiele aber weiterhin in Halle aus.
Der 3000 Mitglieder zählende Universitätssportverein Halle mit zahlreichen Abteilungen setzt die Tradition der zu DDR-Zeiten bestehenden HSG Wissenschaft Halle fort. Die Schachabteilung des USV Halle brachte mehrere DDR-Meister der Frauen und Männer hervor und errang auch mehrere Mannschaftsmeisterschaft der Frauen und der Männer in der DDR. Im wiedervereinten Deutschland war der Verein 1991/92 in der Schachbundesliga der Männer sowie von 1991 bis 2015 in der Schachbundesliga der Frauen vertreten.
Von 1970 bis 2018 wurde jährlich der Chemiepokal, ein internationales Boxturnier im olympischen Boxen in Halle ausgetragen, ebenso war die Stadt Ausrichter der Boxeuropameisterschaften 1977.
2021 bewarb sich die Stadt als Host Town für die Gestaltung eines viertägigen Programms für eine internationale Delegation der Special Olympics World Summer Games 2023 in Berlin. 2022 wurde sie als Gastgeberin für den surinamischen Verband von Special Olympics International ausgewählt.

## Wirtschaft und Infrastruktur

### Statistik

Lage von Halle

Im Jahre 2022 erbrachte Halle (Saale) ein Bruttoinlandsprodukt (BIP) von 8,572 Milliarden €. Das war eine Steigerung 24,39 % seit 2016.  Das BIP pro Kopf lag im selben Jahr bei 40.347 € (Sachsen-Anhalt: 34.206 €/ Deutschland 46.264 €). In der Stadt gab es 2022 ca. 126.900 erwerbstätige Personen.
Im Jahr 2022 lag der Median des Bruttogehalts in Halle bei 3.271 €.
Der Zukunftsatlas 2019 zeigte Halles regionale Bedeutung als Wirtschaftsstandort auf. Im Ranking belegte die Saalestadt Platz 310, innerhalb Sachsen-Anhalts nur übertroffen von Magdeburg auf Rang 290.

### Industrie
Halle ist Netzwerk-Region und Mitglied in der Europäischen Metropolregion Mitteldeutschland. Der Fokus liegt auf erneuerbaren Energien, (Elektro-)Mobilität, (Spezial-)Maschinenbau, Sensorik, Biotechnologie sowie der Medien- und Kreativbranche. Unternehmen der Dienstleistungsbranche, der Nahrungs- und Genussmittelindustrie, der Logistik und aus Design und IT sind in Halle ebenfalls angesiedelt. Mit dem Technologiepark Weinberg Campus und dem Industriegebiet Star Park gibt es in Halle zwei große erschlossene Investitionsareale.
Das Industriegebiet Star Park, mit einer Größe von 230 Hektar, liegt gleichermaßen auf dem Gebiet der Stadt Halle (Saale) sowie auf zu der Gemeinde Kabelsketal und der Stadt Landsberg gehörenden Flächen nahe der Autobahnabfahrt Halle-Ost der Bundesautobahn 14 und etwa 12 Kilometer entfernt vom Flughafen Leipzig/Halle. Internationale Unternehmen wie Relaxdays, Greatview, eBay enterprise und die Deutsche Post sind hier angesiedelt.

### Arbeitsmarkt
Halle hatte zeitweise eine überdurchschnittlich hohe Arbeitslosenquote. Beispielsweise im Januar 2016 lag sie mit 11,6 % sowohl über dem Landesdurchschnitt von Sachsen-Anhalt (10,9 %), als auch dem der östlichen Bundesländer (9,6 %) und über dem Gesamtdeutschlands (6,7 %), und nicht zuletzt auch höher als im die Stadt umgebenden Saalekreis (9,5 %). Gleichwohl ist die Arbeitslosenquote in Halle, wie auch im Rest des Landes, rückläufig. So lag sie im Januar 2013 noch bei 12,8 %. Bis Oktober 2021 sank sie auf 8,3 %.
Täglich pendeln 39.750 sozialversicherungspflichtige Beschäftigte aus der Umgebung nach Halle und 26.542 aus Halle in das Umland, wodurch ein Pendlersaldo von 13.208 entsteht (Stand: 30. Juni 2012).

### Verkehr

#### Schienenverkehr

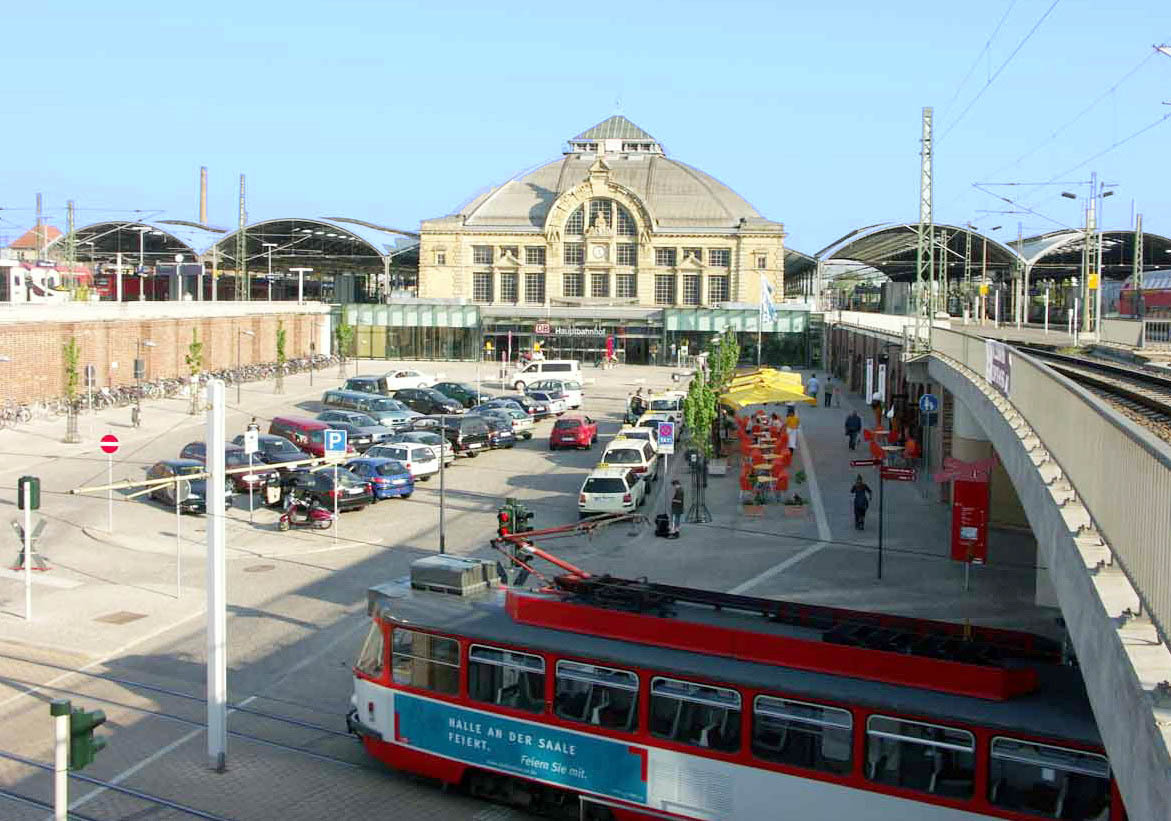
Halle Hauptbahnhof, zwölfgleisiger Inselbahnhof

Mit der Einweihung des Abschnittes Köthen–Halle der Bahnstrecke Magdeburg–Leipzig erhielt die Saalestadt am 22. Juli 1840 ihren Anschluss an das entstehende deutsche Eisenbahnnetz; nur wenige Wochen später wurde die Verbindung nach Leipzig eröffnet. Ab 1841 bestand eine erste Verbindung nach Berlin (Anhalter Bahn; 1859 Inbetriebnahme einer kürzeren Route über Bitterfeld nach Wittenberg). Mit der Teilstrecke nach Weißenfels wurde im Juni 1846 der erste Abschnitt der von der Thüringischen Eisenbahn-Gesellschaft projektierten Thüringer Bahn in Betrieb genommen. Es folgten die Verbindungen nach Sangerhausen (Teil der Halle-Kasseler Bahn; September 1865) und Halberstadt (heute Teil der Bahnstrecke Halle–Vienenburg) sowie die Bahnstrecke Halle–Cottbus (beide 1872).
Eine erste Station wurde – initiiert vom damaligen Stadtrat Matthäus Ludwig Wucherer – Mitte 1840 gebaut. Mit dem Anschluss an den seit 1841 betriebenen Thüringer Bahnhof erfolgte wenige Jahre später eine erste Erweiterung. Durch weitere Streckenanschlüsse und den damit verbundenen zunehmenden Personenverkehr geriet der Bahnhof schnell an seine Kapazitätsgrenze. Zwar wurde ein Neubau beschlossen, doch die Umsetzung scheiterte jahrelang an auseinandergehenden Vorstellungen der verschiedenen Bahngesellschaften, deren Strecken von Halle ausgingen. So dauerte es bis Oktober 1890, bis der Hauptbahnhof als „Centralpersonenbahnhof“ in Betrieb genommen werden konnte.
Der Hauptbahnhof ist ein Inselbahnhof mit 13 Bahnsteigen. Der Bahnhofsvorbau erfuhr in den letzten Jahrzehnten mehrfache Veränderungen. Bei der Sanierung im Jahr 2002 wurde er leicht vergrößert; Glas statt Metall und hellen Steinen prägt seither sein Aussehen. Im Oktober 2005 erfolgte die Anbindung an das städtische Straßenbahnnetz. Neben dem Hauptbahnhof gibt es im Stadtgebiet die Stationen Trotha, Wohnstadt Nord, Zoo, Dessauer Brücke, Steintorbrücke, Messe, Ammendorf, Rosengarten, Silberhöhe, Südstadt, Zscherbener Straße, Neustadt und Nietleben.
Halle ist der wichtigste Knotenpunkt im Schienenverkehr in Sachsen-Anhalt. Dort halten Intercity-Express-Züge aus und in Richtung München und Berlin im Zweistundentakt. Außerdem verkehren Intercity-Züge auf der Linie Leipzig – Magdeburg – Braunschweig – Hannover – Bremen – Oldenburg – Emden beziehungsweise Leipzig – Magdeburg – Rostock – Warnemünde und der Linie Dresden – Leipzig – Halle – Magdeburg – Braunschweig – Hannover – Bielefeld – Dortmund – Köln jeweils im Zweistundentakt, wodurch zwischen Leipzig und Hannover ein Stundentakt entsteht. Einzelne Züge fahren auf der Strecke Berlin – Kassel – Köln.
Seit der Fertigstellung der Saale-Elster-Talbrücke und der Neubaustrecke nach Erfurt hat sich die Fahrtzeit nach Erfurt um 45 Minuten verkürzt. Auf der Strecke fahren u. a. ICE Sprinter aus Berlin nach Frankfurt am Main und München im Zweistundentakt. Halle verfügt seit dem Jahr 2023 jeweils dreimal wöchentlich über eine in Berlin beginnende, direkte Nachtzugverbindung nach Paris-Est und Bruxelles-Central.
Im Regionalverkehr fahren Regionalbahnen der Deutschen Bahn und der Abellio Rail Mitteldeutschland.
Halle besitzt seit der Eröffnung des S-Bahn-Tunnels Halle-Neustadt im September 1969 eine S-Bahn. Lange Zeit gab es eine einzige Linie, die von Trotha nach Nietleben bzw. Dölau verkehrte und die Stadtteile im Norden, Süden und Westen verband. Seit der Fertigstellung des City-Tunnels Leipzig im Dezember 2013 ist die Stadt an das Netz der S-Bahn Mitteldeutschland angeschlossen. Richtung Leipzig verkehren die Linien S3 (Halle-Nietleben – Halle Hbf – Schkeuditz – Leipzig – Wurzen) und S5/S5X (Halle Hbf – Flughafen Halle/Leipzig – Leipzig – Zwickau). Im Dezember 2017 wurde die neue S-Bahn-Linie S8 (Halle Hbf – Landsberg – Bitterfeld – Dessau / Wittenberg) in das Netz integriert, im Dezember 2021 kamen die Linie S7 (Halle Hbf – Teutschenthal – Eisleben) und S47 (Halle Hbf – Halle-Trotha) hinzu.
Halle ist ein bedeutender Knoten im Schienengüterverkehr. Östlich der Gleisanlagen des Hauptbahnhofs befindet sich der Güterbahnhof Halle. Dieser wurde bis Mitte 2018 als Zugbildungsanlage Halle-Nord umfassend modernisiert. Mit dem Container-Terminal Halle (Saale) (CTHS) am Saalehafen in Trotha und dessen Anschluss mit der Hafenbahn Halle an die Bahnstrecke Halle–Vienenburg hat Halle eine Verkehrsschnittstelle für multimodale Verkehre (Bahn/Straße/Schiff).

#### Straßenverkehr

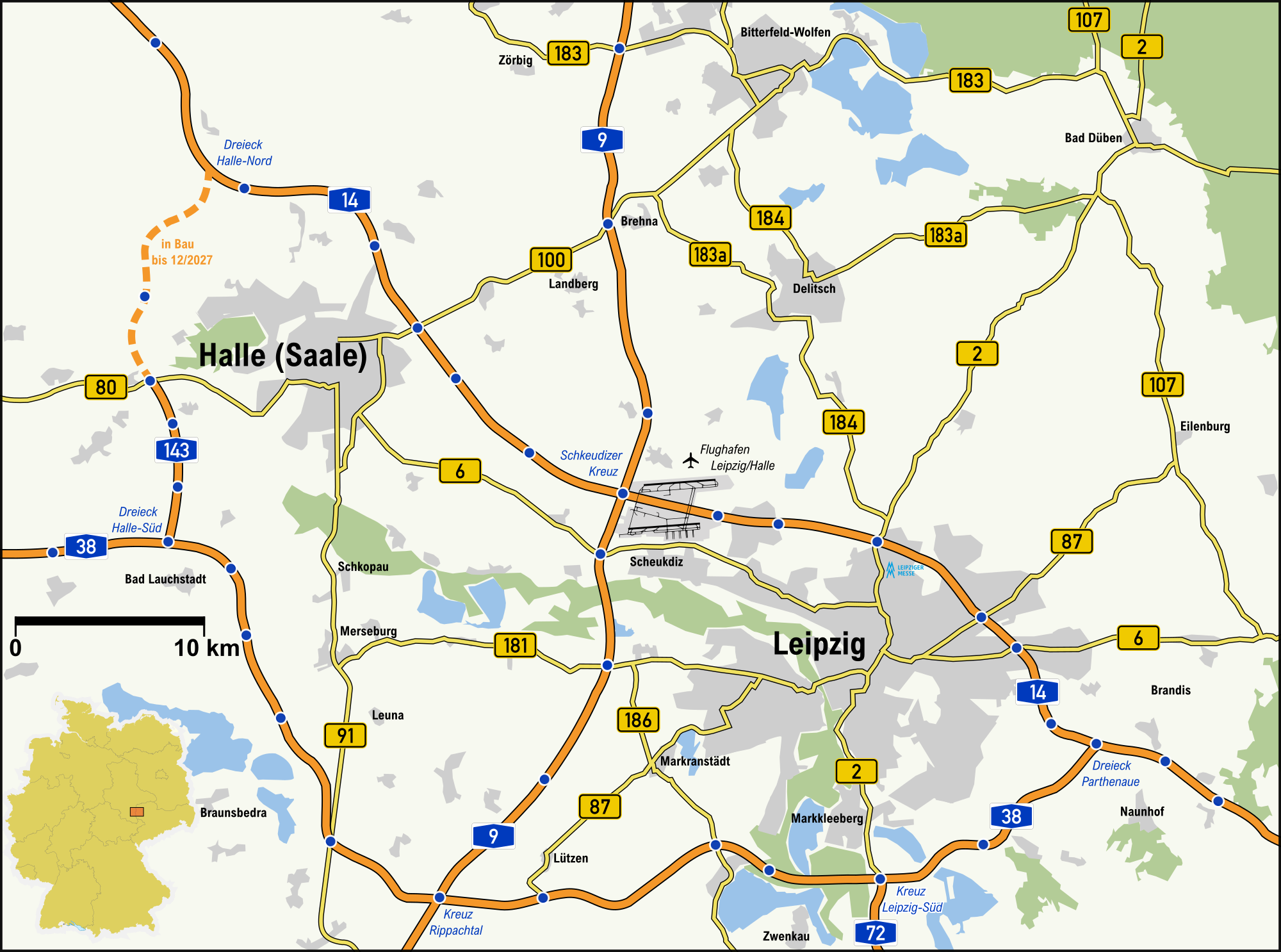
Straßenverkehrsanbindung

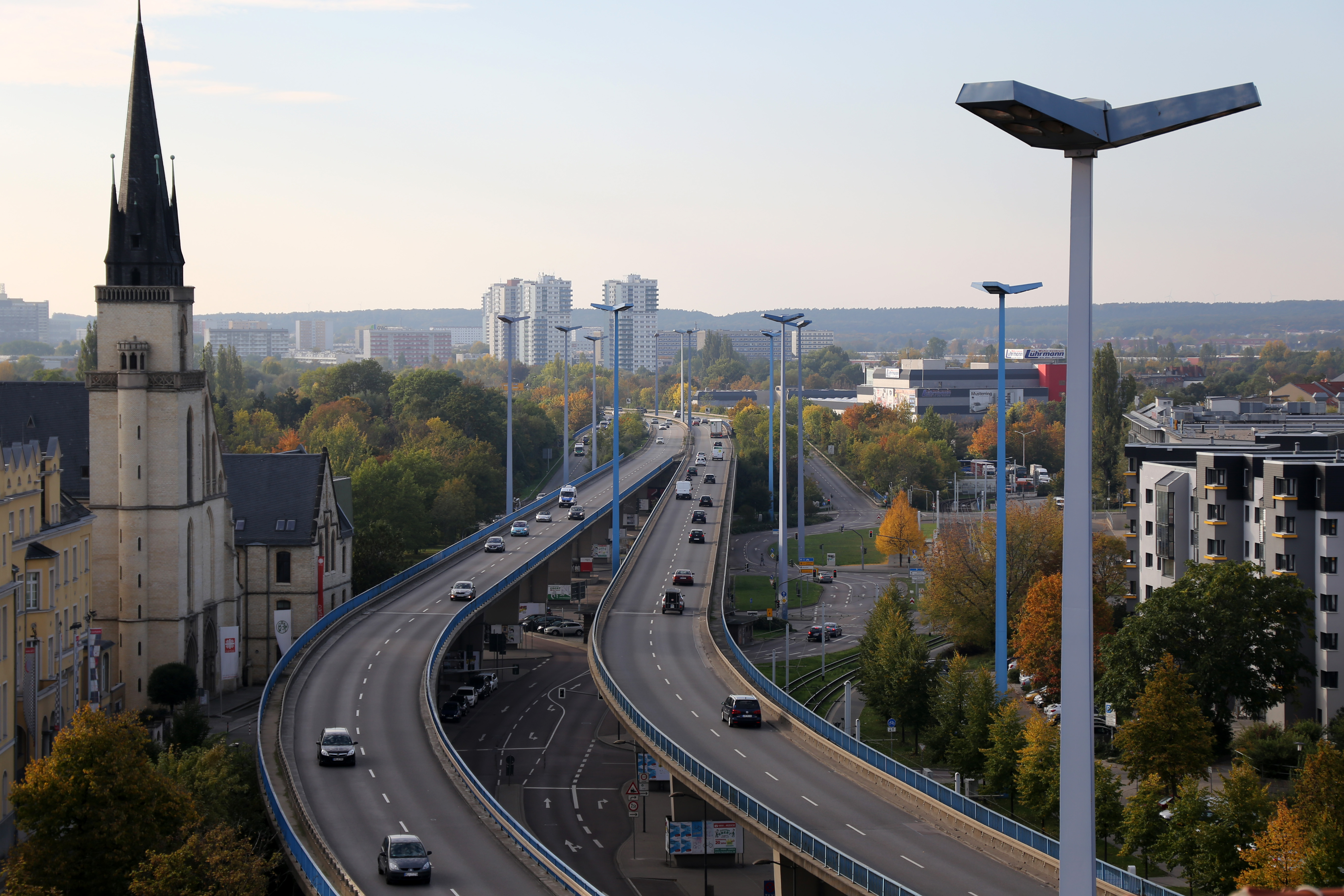
Die B 80 als Hochstraße im Stadtzentrum, links im Bild St. Franziskus und St. Elisabeth

Halle wird auf drei Seiten von einem Autobahnring umgeben, der Teil der Mitteldeutschen Schleife ist, die auch Leipzig umschließt. Die Bundesautobahnen A 14 und die A 9 stellen dabei den weitaus am stärksten befahrenen Teil des Ringes dar. Dies zeigt sich auch darin, dass die A 9 durchgängig und die A 14 ab der Anschlussstelle Halle/Peißen dreispurig ausgeführt sind. Die A 14 führt von Magdeburg an Halle und Leipzig vorbei Richtung Dresden. Die A 9 verbindet Berlin und München. Die im Zuge des Verkehrsprojektes Deutsche Einheit gebaute Bundesautobahn A 38 stellt den südlichen Teil der Mitteldeutschen Schleife dar. Als „Südharzautobahn“ bezeichnet, bildet sie eine Ost-West-Verbindung zwischen Göttingen und Halle-Leipzig. Die Fertigstellung der Bundesautobahn A 143, im Teilstück durch das Saaletal westlich von Halle, ruhte durch eine Sammelklage unter Leitung des Naturschutzbundes (NABU) Halle, die am 17. Januar 2007 vom Bundesverwaltungsgericht bestätigt wurde. Nach einem neuen Planfeststellungsbeschluss 2019 erfolgte der Baustart für diesen Abschnitt am 3. Dezember 2019. Die Fertigstellung dieses Abschnitts und der A 143 ist für 2025 geplant.
Durch das hallesche Stadtgebiet führt die Bundesstraße
- (Bremen – Hannover – Goslar – Halle – Leipzig – Dresden – Görlitz).

Drei Bundesstraßen beginnen bzw. enden in Halle:
- (Halle – Sangerhausen – Nordhausen – Bad Karlshafen),
- (Halle – Weißenfels – Zeitz) und die
- (Halle – Bitterfeld-Wolfen – Kemberg).

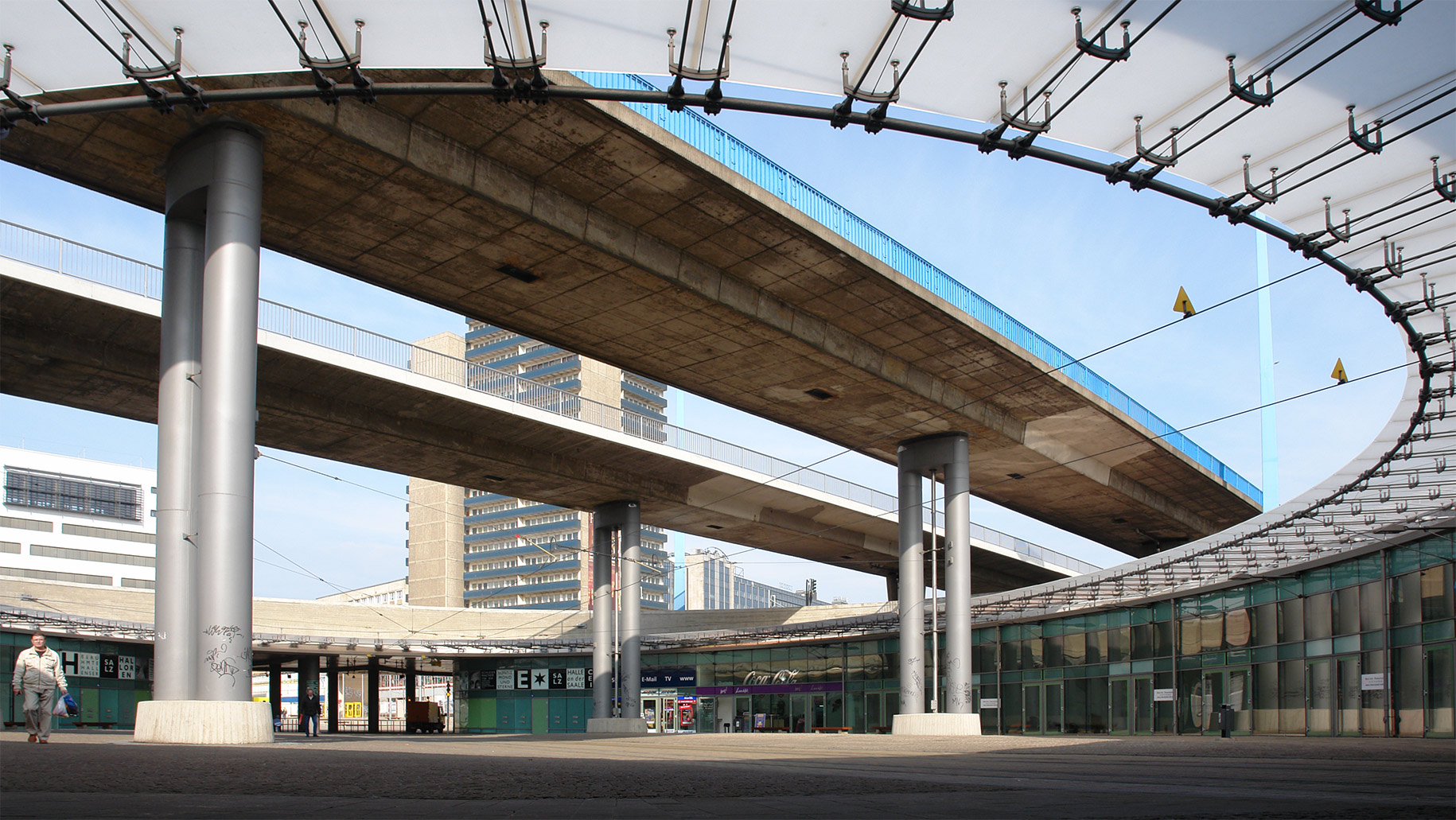
Ladenstraße unterhalb des Riebeckplatzes

Aufgrund der geringen Zerstörung während des Zweiten Weltkrieges besitzt Halle noch immer ein kleinteiliges Straßennetz, das den heutigen Anforderungen oft nicht gerecht wird. Im Zuge der Errichtung von Halle-Neustadt entschied man sich daher, neue Schnellstraßen in die gewachsene Altstadt zu schlagen. So baute man eine vierspurige Hochstraße von Halle-Neustadt Richtung Hauptbahnhof. Sie zerteilt dabei die Stadt südlich des historischen Zentrums entlang den Franckeschen Stiftungen und mündet in den Riebeckplatz, einen der größten städtischen Kreisverkehre in Deutschland. Dieser wurde in den Jahren 2005 und 2006 aufwendig saniert, so dass Straßenbahn und Autoverkehr auf zwei Ebenen getrennt voneinander den Platz befahren können. Neben dieser großen Ost-West-Verbindung besteht eine ebenso vierspurig ausgeführte Nord-Süd-Tangente östlich der Innenstadt, die als Hochstraße ebenfalls über den Riebeckplatz führt und im Norden an den Autobahnzubringer Richtung Bitterfeld zur A 14 angebunden ist. Diese beiden Straßen bilden einerseits das Rückgrat der täglichen Verkehrsbewältigung Halles, stellen aber gleichzeitig ein Korsett dar, das die Stadt unvorteilhaft zergliedert.
Im Dezember 2018 wurde die Osttangente nach 20 Jahren Bauzeit dem Verkehr übergeben. Sie verbindet die Bundesstraße B 91 in Ammendorf mit der B 6 und der B 100 im Osten bzw. Nordosten der Stadt, wo sie an letzterer Bundesstraße schließlich endet. Von der neuen Umgehungsstraße verspricht sich die Stadt Halle eine Entlastung des Stadtzentrums und eine bessere Umweltqualität.

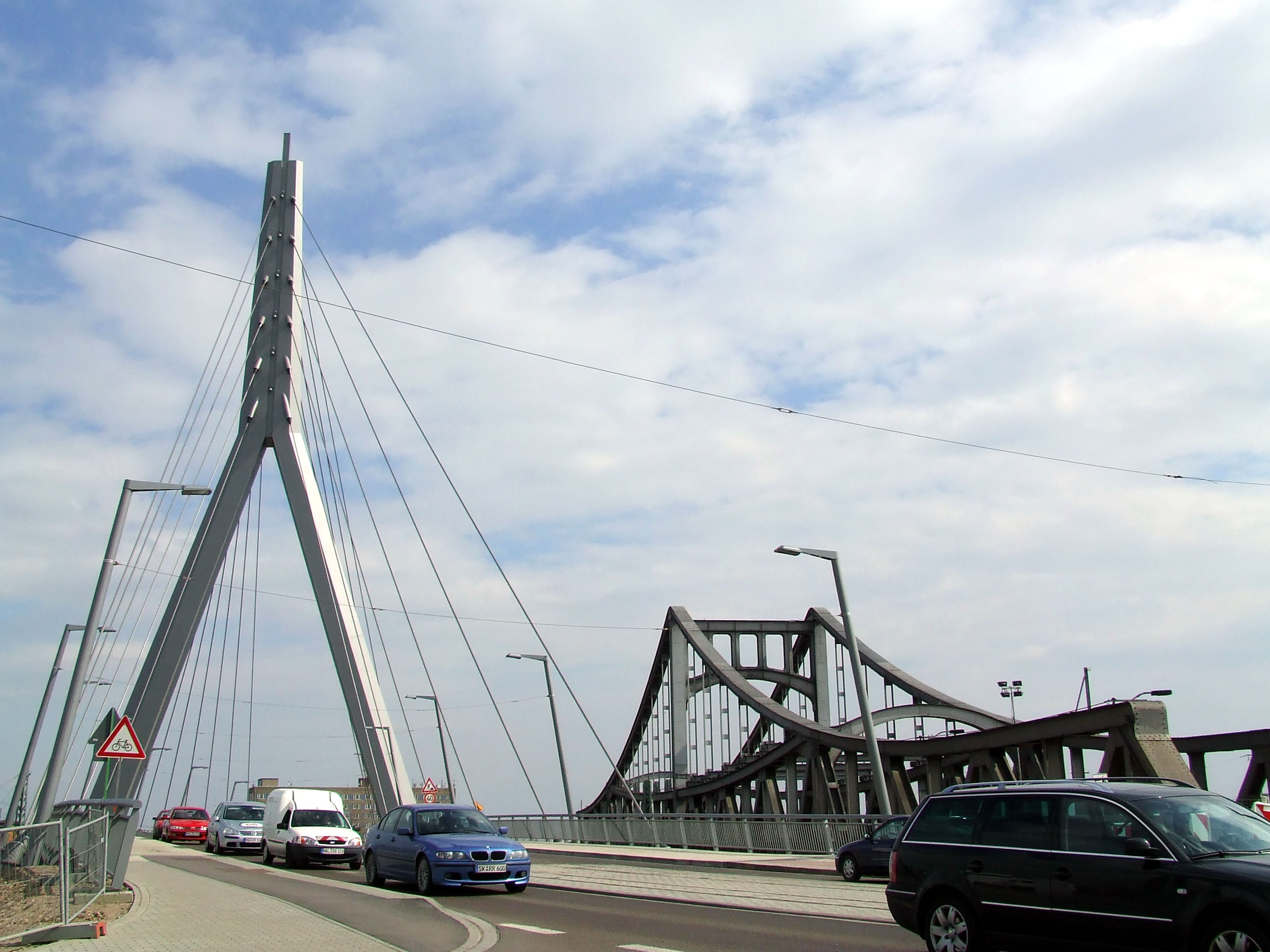
Die neue Berliner Brücke und Reste der historischen Brücke.

Halle besitzt mehrere Brücken über die Saale, wobei jedoch nur die 1928/1929 erbaute Kröllwitzer Brücke im Norden und die Brücke der Magistrale im Stadtzentrum eine vollständig für den Autoverkehr nutzbare Saalequerung innerhalb der Stadt darstellen. Zwar ist es möglich, über die Schiefer- und Elisabethbrücke ans westliche Ufer der Saale zu gelangen, da von dort aus aber keine PKW-taugliche Verbindung Richtung Halle-Neustadt besteht, bleibt die Errichtung einer dritten Saalequerung seit Jahrzehnten ein vieldiskutiertes Thema.

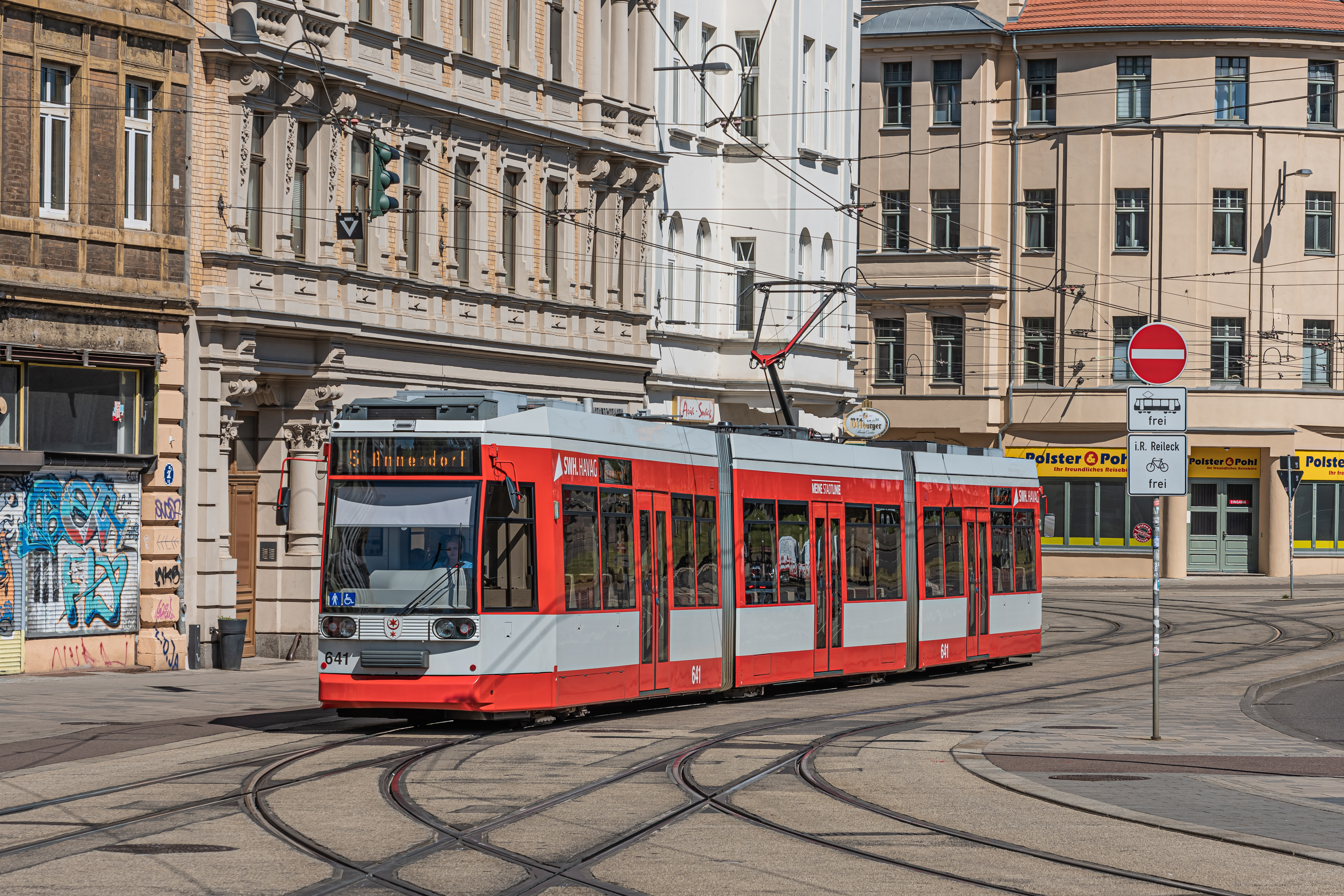
Straßenbahn in Halle

#### Öffentlicher Personennahverkehr
Der ÖPNV wird in Halle von der HAVAG (1918 bis 1951 Städtische Straßenbahn Halle, 1951 bis 1990 Verkehrsbetriebe Halle, Außenauftritt heute SWH.HAVAG) erbracht. Sie betreibt einschließlich von vier Nachtlinien (zwei Bus- und zwei Straßenbahnlinien) insgesamt 14 Straßenbahn- und 20 Buslinien. Zudem ist Halle in das Netz der S-Bahn Mitteldeutschland, einem regional übergreifenden Verkehrssystem, eingebunden.
Die wichtigste Rolle spielen im ÖPNV von Halle (Saale) die Straßenbahnen. Sie verbinden alle bevölkerungsreichen Stadtteile. Das hallesche Straßenbahnnetz ist eines der umfangreichsten Streckennetze Deutschlands. Ab 1891 fuhren die ersten kommerziell genutzten elektrischen Straßenbahnen Deutschlands. Nach dem Zweiten Weltkrieg blieben große Teile des Straßenbahnnetzes, welches bereits überdurchschnittlich ausgebaut war, erhalten. Nach der Wiedervereinigung wurde es durch die Erschließung des Stadtteils Neustadt und dessen direkte Verbindung mit dem Hauptbahnhof, die Verbindung Kröllwitz–Heide sowie die Erschließung des Stadtteils Büschdorf erweitert. Eine Besonderheit stellt die Überlandstraßenbahn Halle–Bad Dürrenberg dar. Diese Straßenbahn verbindet Halle (ab Kröllwitz) über Schkopau, Merseburg und Leuna mit Bad Dürrenberg. Die darauf verkehrende Linie 5 ist mit über 30 Kilometern eine der längsten Straßenbahnlinien Europas.
Busse spielen im Stadtverkehr eine untergeordnete Rolle. Die HAVAG setzt Busse nur für die Erschließung von Stadtteilen ein, die keine Straßenbahnanbindung besitzen.
Seit 2001 ist Halle und die städtische HAVAG (Gründungs-)Mitglied im Mitteldeutschen Verkehrsverbund (MDV). Der Verbund schafft ein einheitliches Tarifgebiet und abgestimmte Verkehre für eine länderübergreifende mitteldeutsche Region (in den Ländern Sachsen, Sachsen-Anhalt, Thüringen) aus den beiden kreisfreien Städten Halle und Leipzig sowie derzeit fünf Landkreisen.
Durch den PlusBus des Landesnetzes Sachsen-Anhalt verkehren folgende Verbindungen ab Halle:
- Linie 320: Halle ↔ Angersdorf ↔ Holleben ↔ Delitz ↔ Bad Lauchstädt
- Linie 330: Halle ↔ Morl ↔ Wettin ↔ Nauendorf ↔ Löbejün
- Linie 350: Halle ↔ Oppin ↔ Brachstedt ↔ Spören ↔ Zörbig

Das Verkehrsunternehmen Omnibusbetrieb Saalekreis betreibt weitere Überlandbusverbindungen zu umliegenden Städten und Dörfern. Diese Busse halten auch an wichtigeren Haltestellen innerhalb des Stadtgebiets.

#### Flugverkehr

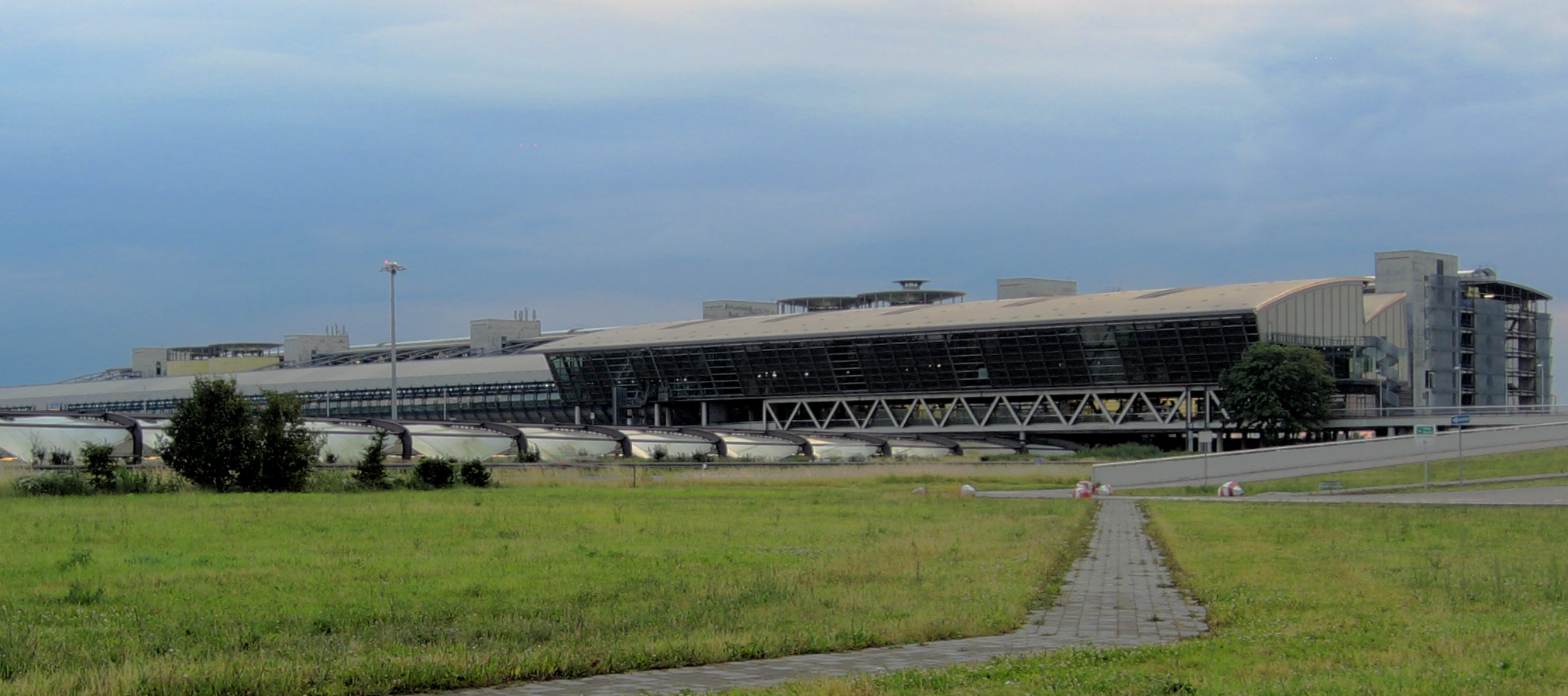
Flughafen Leipzig/Halle

Der Flughafen Leipzig/Halle fungiert als internationaler Verkehrsflughafen für die gleichnamige Region. Er befindet sich am Schkeuditzer Kreuz südöstlich von Halle auf halber Strecke zwischen den beiden Großstädten und verfügt über eine direkte Autobahnanbindung. Durch den östlichsten Abschnitt der im Bau befindlichen Neubaustrecke Erfurt–Leipzig/Halle erhielt der Flughafen einen Fernbahnhof, der mit Fertigstellung der Eisenbahnstrecke im Jahr 2015 in das ICE-Netz eingebunden wird. Zusätzlich befinden sich im Südbereich des Flughafens zwei Haltepunkte der S-Bahn sowie ein Güterbahnhof am DHL Hub Leipzig.

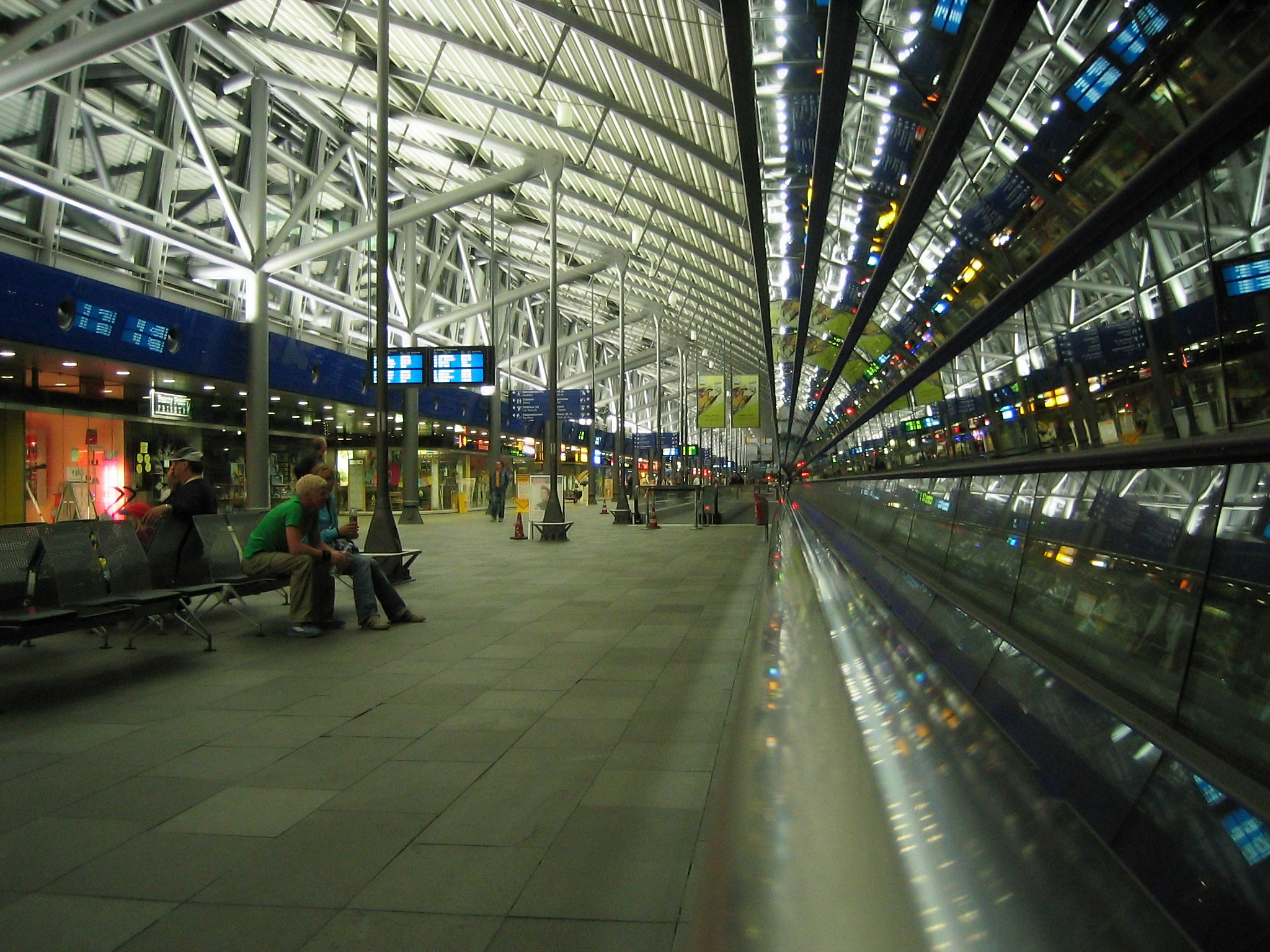
Innenansicht des Flughafens Leipzig-Halle

Angeflogen werden im Passagierbereich die großen deutschen Drehkreuzflughäfen, europäische Metropolen, Ferienziele vor allem im Mittelmeerraum und Nordafrika sowie einige Interkontinentalziele.
Nördlich von Halle befindet sich der für verkehrliche und sportliche Zwecke genutzte Flugplatz Halle-Oppin bei Oppin im Saalekreis. Er wurde zwischen 1968 und 1971 erbaut, um den in Halle-Nietleben weggefallenen Flugplatz zu ersetzen. Zu DDR-Zeiten lag die Konzentration vor allem auf der Fallschirmspringerausbildung. Nach der Wende konnte der Flugplatz seine Bedeutung als Sportflugplatz weiter ausbauen. Er besitzt eine 1100 m lange Start- und Landebahn und verzeichnet knapp 30.000 Flugbewegungen im Jahr.

#### Schiffsverkehr
Die Saale ist für Sportboote und Ausflugsschiffe flussabwärts bis zur Mündung bei Barby und flussaufwärts bis Bad Kösen schiffbar. Für Sportboote existieren in Halle vier Anlegepunkte zwischen den Flusskilometern 88,5 und 97 zum Teil mit Bootsvermietungen. Ausflugsschiffe verkehren vom Anleger an der Giebichensteinbrücke im Stadtgebiet und bis Wettin. Die Saale wird in Halle durch fünf Wehre mit Schleusen reguliert.
Halle hat zwei Hafenbecken: Der nördliche Hafen Halle-Trotha verfügt über Kaianlagen, Wiegeeinrichtungen und Verladetechnik für multimodale Güterverkehre Bahn/Straße/Schiff sowie mit der Hafenbahn Halle-Trotha über moderne Gleisanschlüsse. Der ältere Sophienhafen ist ungenutzt. Seine Anlagen sind weitgehend verfallen. Die Stadt verfolgt derzeit Konzepte zur Nutzung als Sportboothafen. In einem ersten Schritt eröffnete im April 2010 unweit vom Hafenbecken am anderen Ufer der Salineinsel der Stadthafen mit Liegeplätzen für Sportboote. Die Erneuerung des Sophienhafen ist eines von sieben halleschen Projekten der Internationalen Bauausstellung.
Für Frachtschiffe ist die Saale wegen niedriger Wasserstände nicht ganzjährig schiffbar. Die Flussregulierung im Mündungsbereich in die Elbe wurde noch vor dem Zweiten Weltkrieg begonnen, aber nie abgeschlossen. Zu Beginn der 2010er Jahre wurde der Bau eines Saalekanals bei Klein Rosenburg und Tornitz (nahe Barby) diskutiert. Obwohl der Verkehrsminister des Landes den Kanal befürwortete, stellte das Bundesverkehrsministerium klar, dass ein solcher Kanal wegen des geringen zu erwartenden Verkehrsaufkommens nicht rentabel sei. Der Ausbau der Saale hängt zudem von einem weiteren Ausbau der Elbe ab. Wegen eines zu geringen Kosten-Nutzen-Verhältnisses ist mit einem Ausbau der Saale für den Schiffsgüterverkehr mittel- bis langfristig nicht zu rechnen. Der durch die Stadt Halle in Erwartung eines Saaleausbaues errichtete Hafen Halle-Trotha dient seit seinem Bau Ende der 1990er Jahre mangels einer Erreichbarkeit für Frachtschiffe lediglich dem Umschlag zwischen LKW und Güterzügen.
Die folgenden Bauwerke für den Wasserverkehr befinden sich an der Saale in Halle.

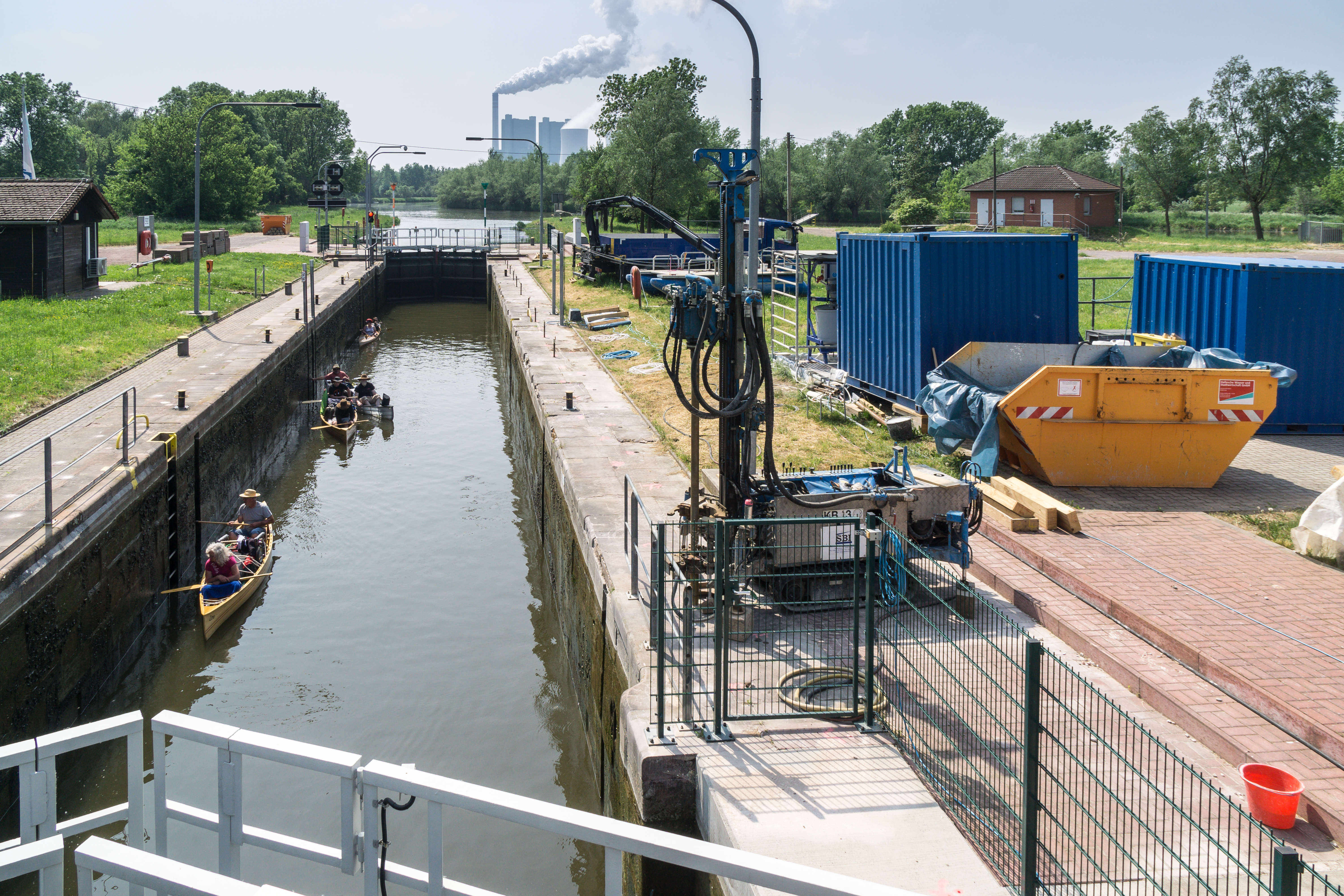
Schleuse Planena
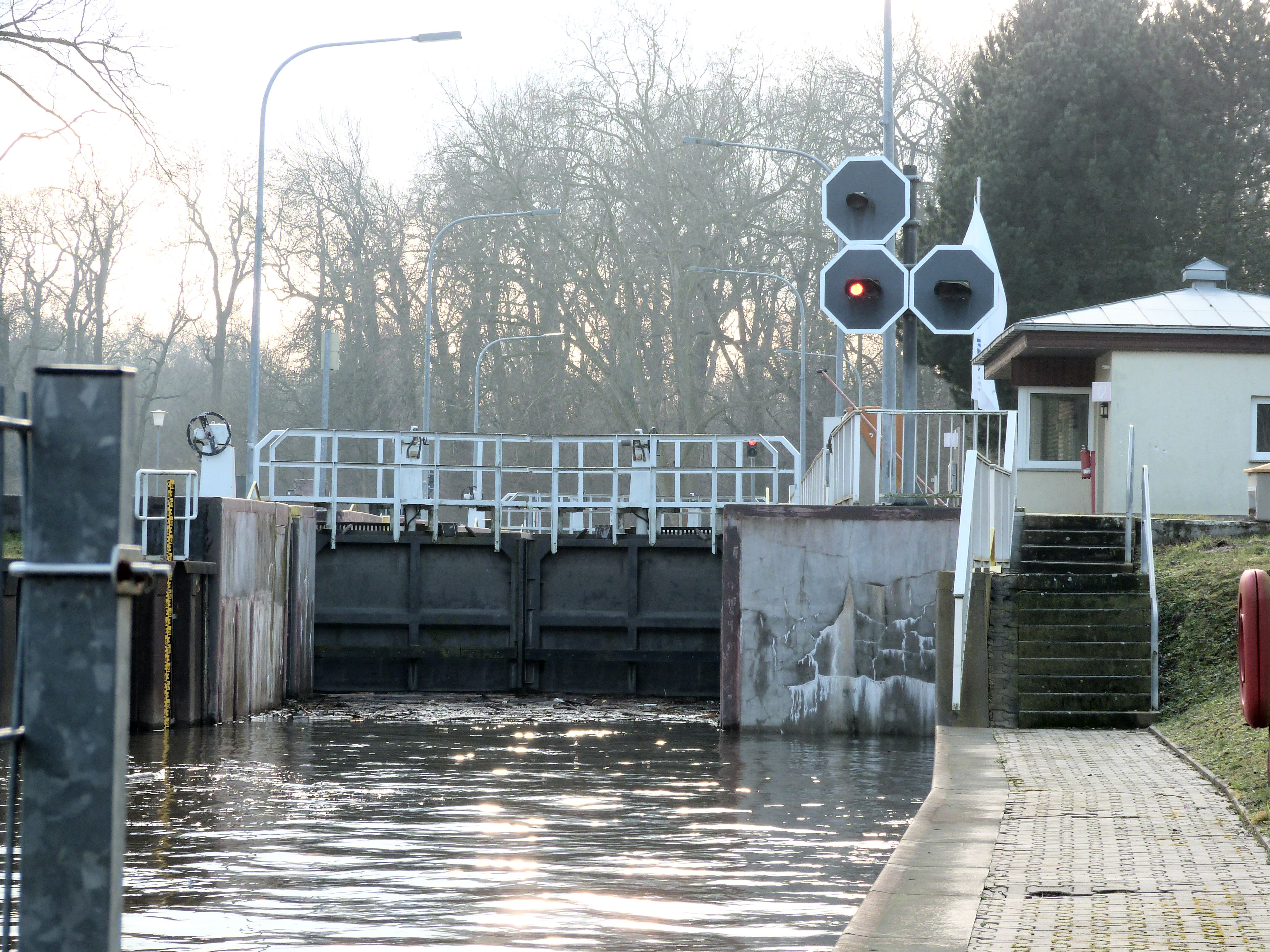
Schleuse Böllberg
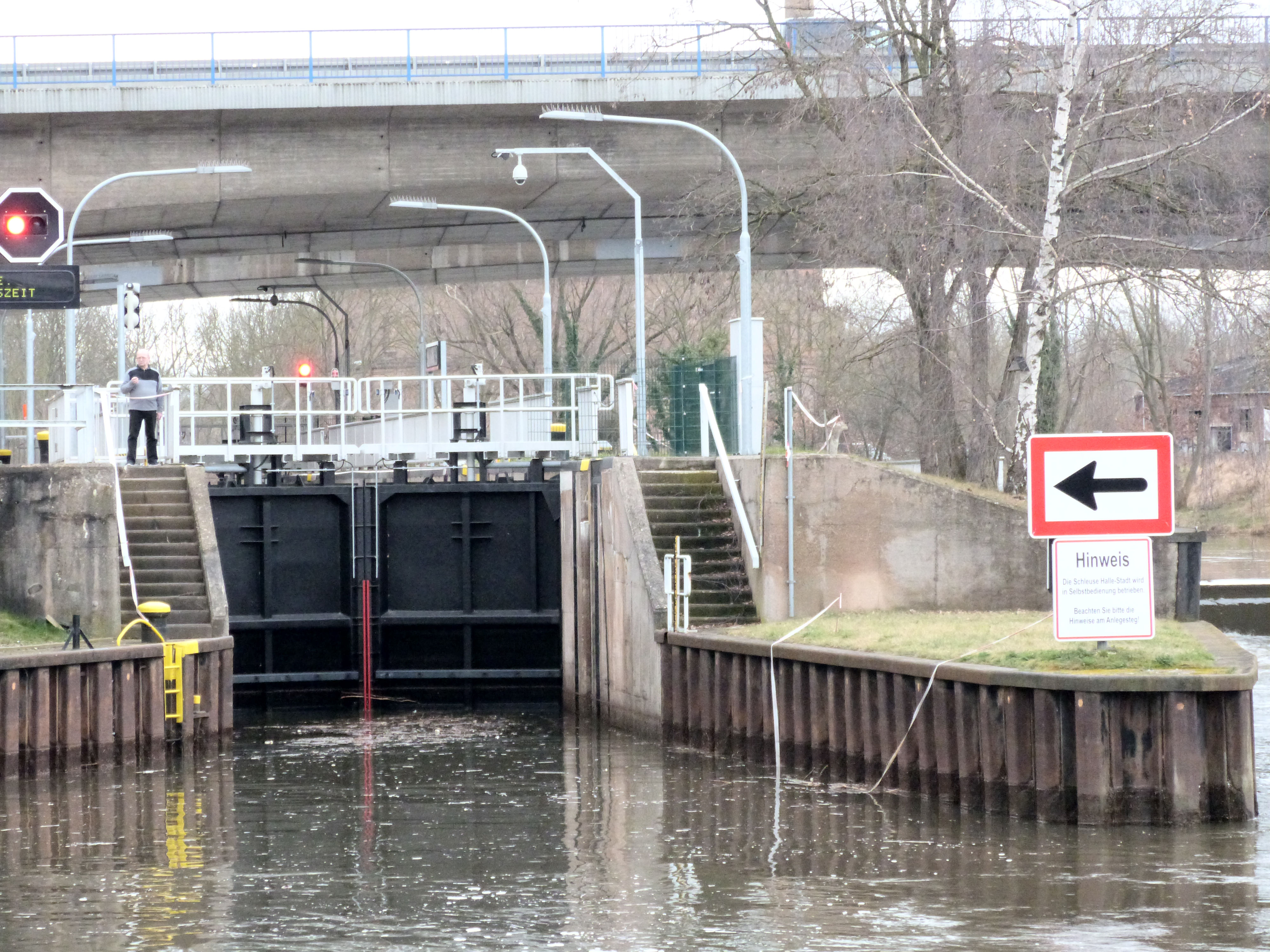
Schleuse Halle-Stadt
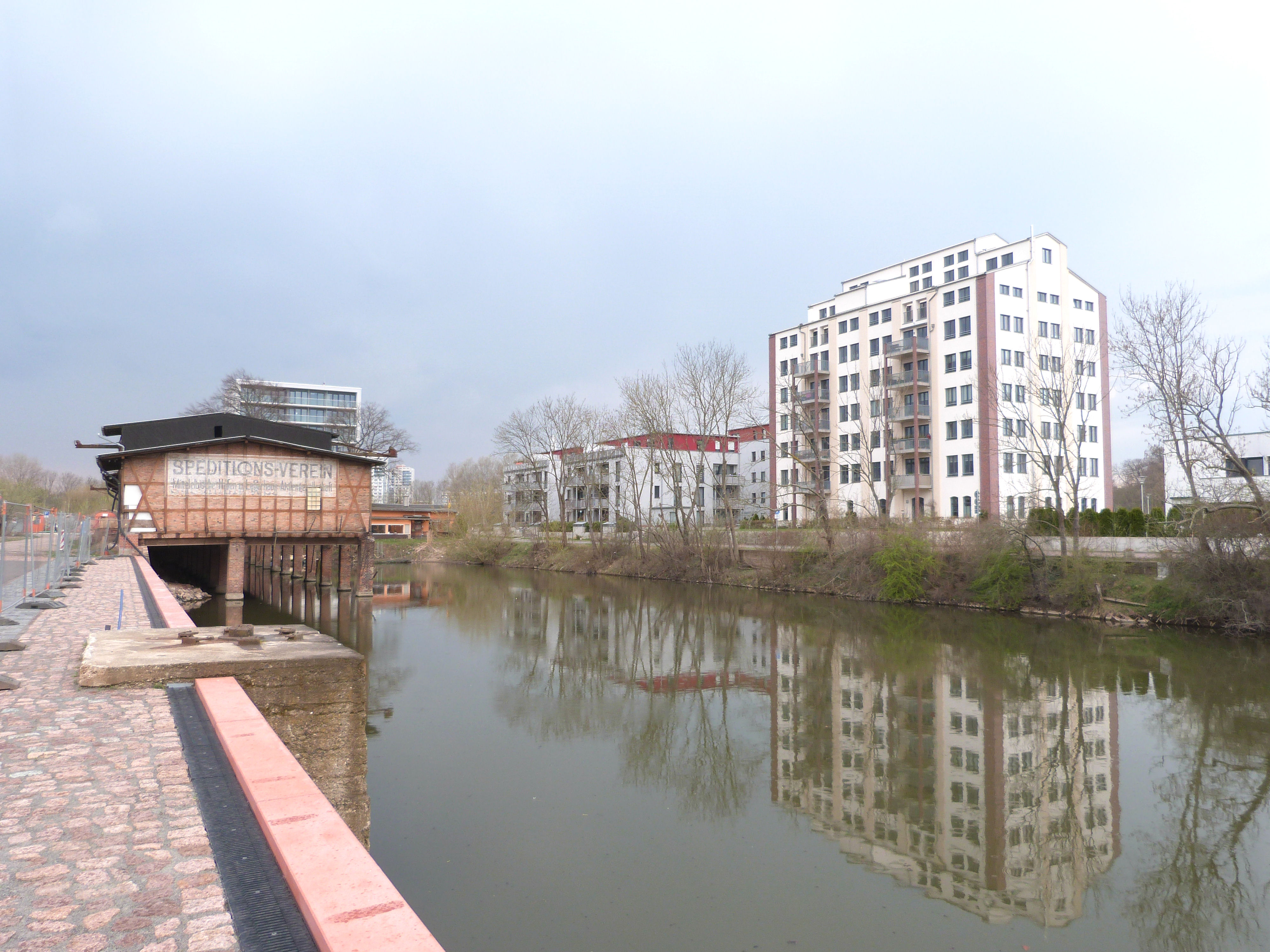
Sophienhafen
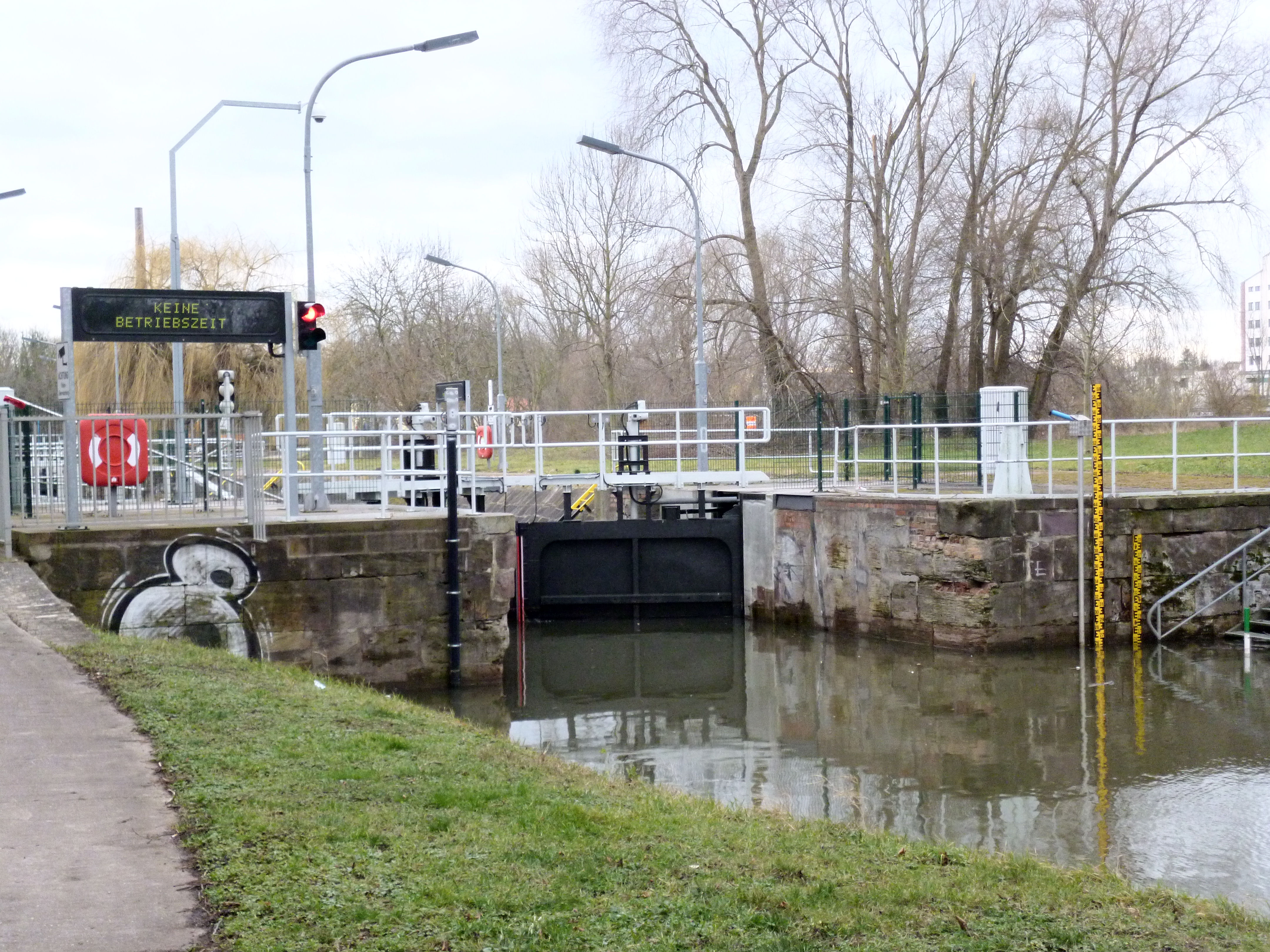
Schleuse Gimritz
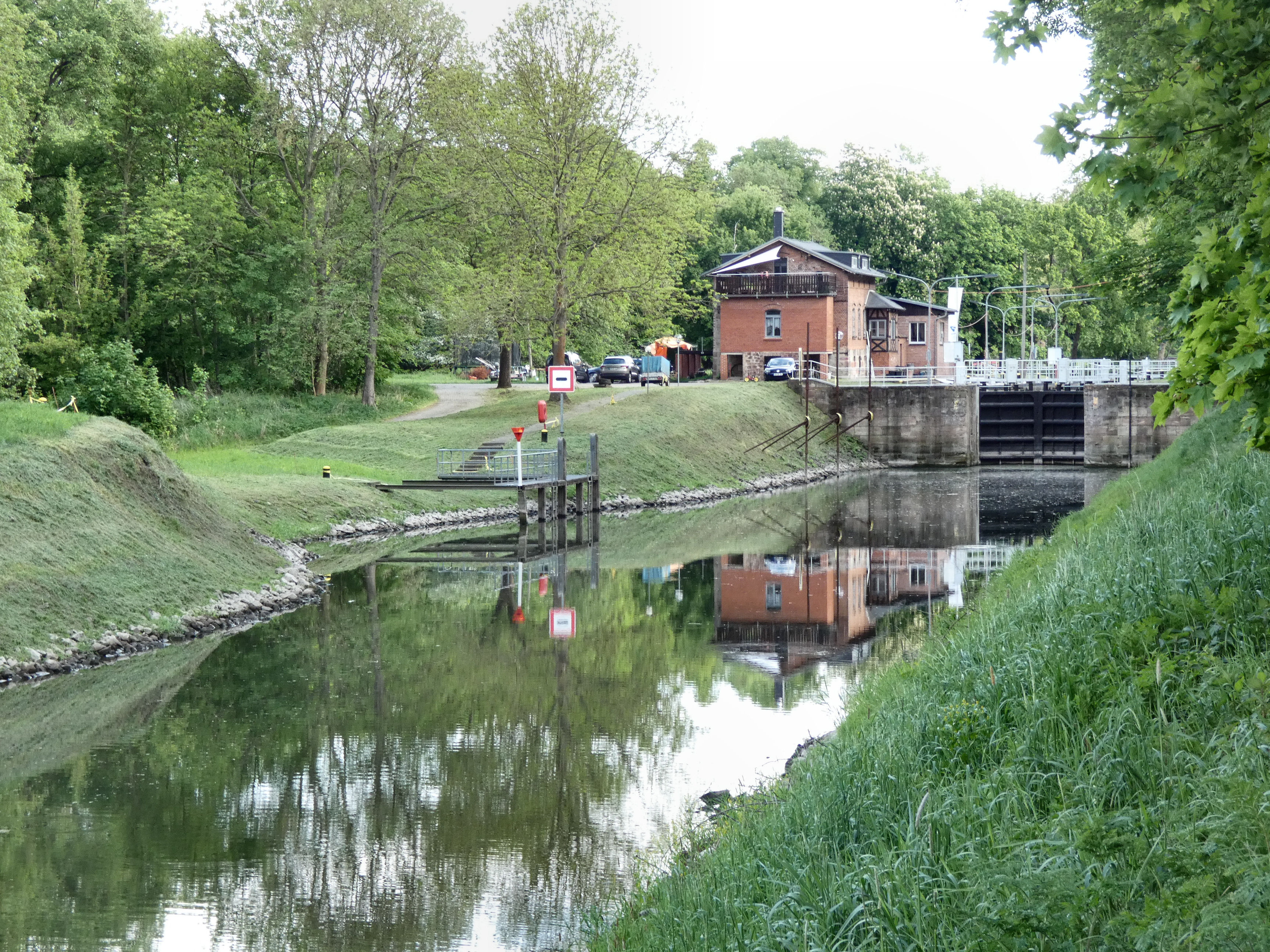
Schleuse Trotha
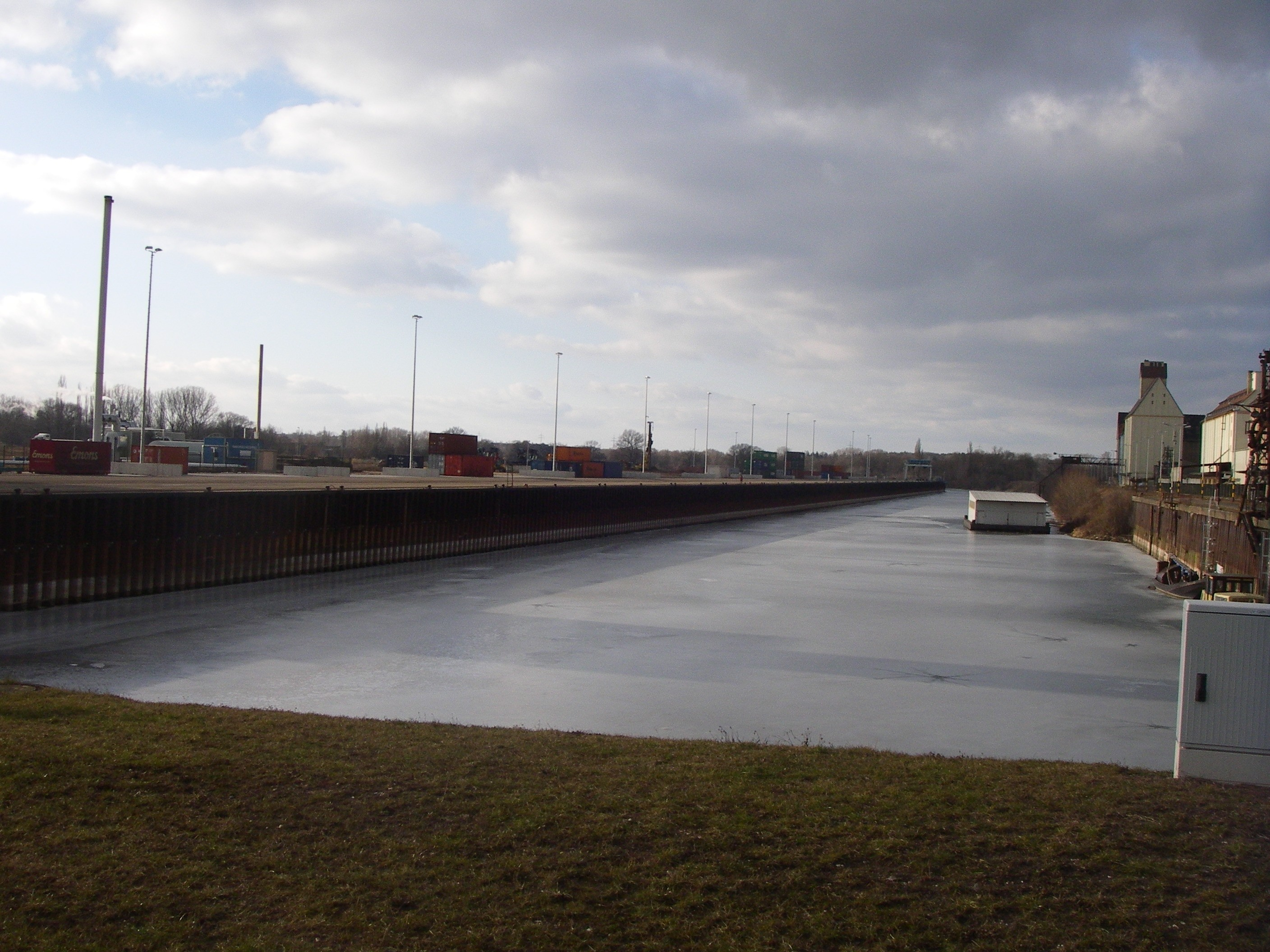
Hafen Halle-Trotha

### Medien

#### Funk, Fernsehen und Internet
In Halle befindet sich das Mitteldeutsche Multimediazentrum (MMZ), in dem sich Firmen mit dem Schwerpunkt der audiovisuellen Produktion angesiedelt haben. Der Lokalfernsehsender „TV Halle“ sowie das internetbasierte „Bürgerforum HalleForum“ haben einen rein lokalen Fokus.

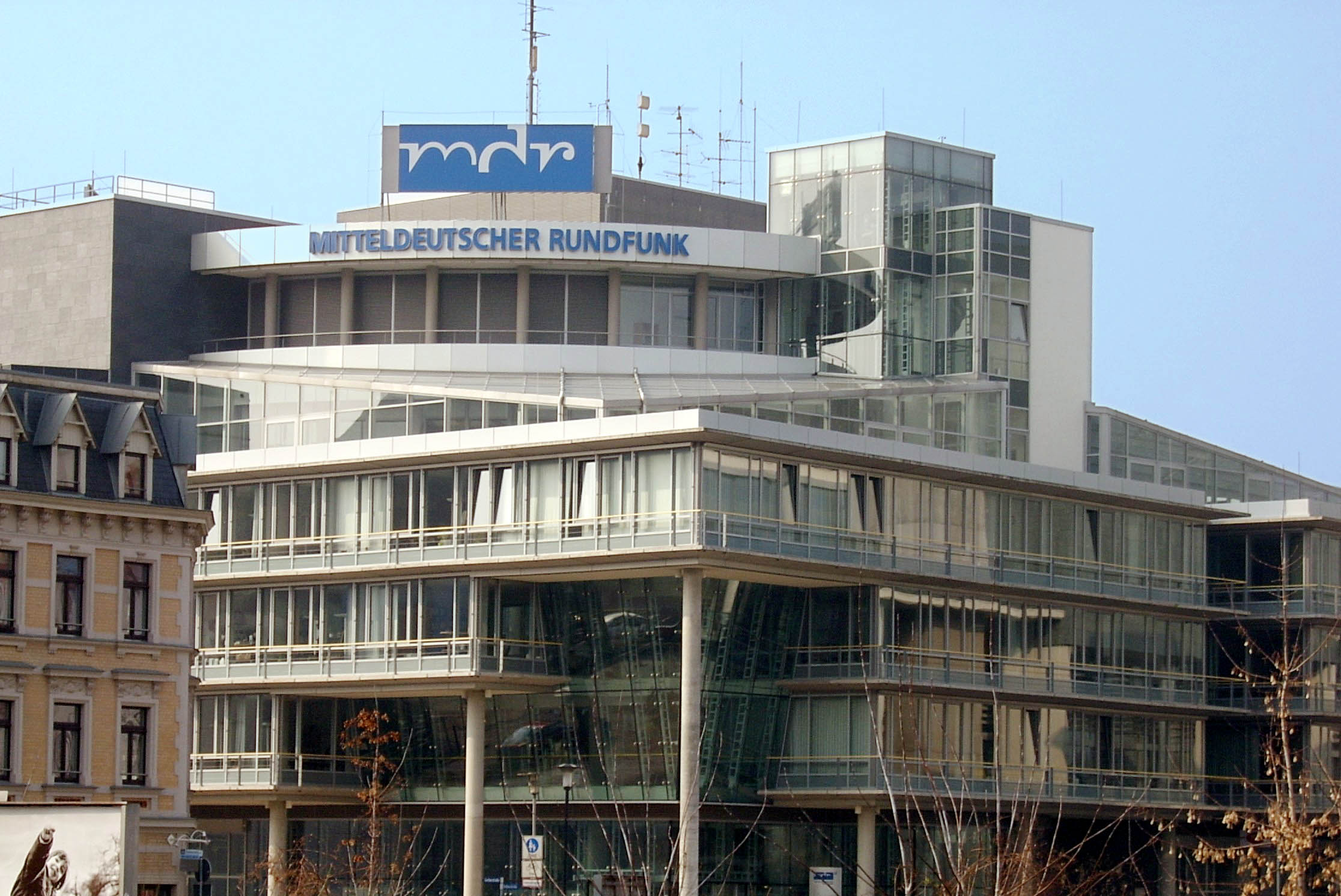
Gebäude des MDR

In Halle werden mehrere Radioprogramme produziert. Der MDR produziert abgesehen von den jeweiligen Regionalprogrammen alle im Sendegebiet ausgestrahlten MDR-Programme im Hörfunkzentrum in Halle. Neben dem Massenprogramm MDR Jump handelt es sich hierbei um das Informationsprogramm MDR Aktuell sowie die Spartenprogramme MDR Sputnik, MDR Kultur und MDR Klassik. Zusätzlich zu diesen überregionalen Sendern befindet sich ein Regionalstudio von MDR Sachsen-Anhalt in Halle.
Neben den öffentlich-rechtlichen Sendern befinden sich mehrere private Radiostationen in Halle. Dies sind die privaten Programme 89.0 RTL und Radio Brocken, die beide teilweise im Besitz der RTL Gruppe sind. Wobei sich 89.0 RTL auf ein sehr junges Publikum beschränkt, setzt Radio Brocken mehr auf ein regional ausgerichtetes Programm für eine Zielgruppe bis 49 Jahren. Außerdem gibt es in Halle das freie und nicht kommerzielle Lokalradio Radio Corax, das sich vor allem durch seinen alternativen Programminhalt auszeichnet, der von ehrenamtlichen Redakteuren erstellt wird und dadurch eine große Vielfalt an Themen aufweist. Der Radiosender radio SAW betreibt in Halle ein Regionalstudio.
Darüber hinaus gibt es verschiedene private Webseiten, die lokale Nachrichtenmeldungen verbreiten, unter anderem dubisthalle, hallelife oder HalleSpektrum (Verein Halle Transparenz e. V.).

#### Druckereien, Verlage und Zeitschriften
Die Mitteldeutsches Druck- und Verlagshaus GmbH & Co. KG, die als wichtigstes Printmedium die Tageszeitung Mitteldeutsche Zeitung hat, betreibt im Stadtbezirk Ost eine Zeitungsdruckerei. Die Mitteldeutsche Zeitung besitzt mehrere Lokalausgaben für das südliche Sachsen-Anhalt.
Halle ist Sitz vom Mitteldeutschen Verlag, vom Universitätsverlag Halle-Wittenberg, vom Hörbuchverlag Hörbuch.com, vom Geoquest-Verlag oder auch vom Hasenverlag. Diese veröffentlichen zahlreiche Buchreihen von regionaler Bedeutung sowie Allmende – Zeitschrift für Literatur, die Zeitschrift für Rehabilitations-, Teilhabe- und Schwerbehindertenrecht oder auch die Studien des Forschungsverbundes SED-Staat an der Freien Universität Berlin, die darüber hinaus reichen.
Printmedien, die für Halle erscheinen sind die Regionalausgaben der Magazine Frizz, Top Magazin und Blitz! sowie der Deutschen Handwerks Zeitung. Zudem werden auf Sachsen-Anhalt fokussierte Zeitschriften wie Archäologie in Sachsen-Anhalt, Hallesche Beiträge zur Kunstgeschichte oder das Sachsen-Anhalt-Journal in Halle publiziert.

### Ansässige Unternehmen

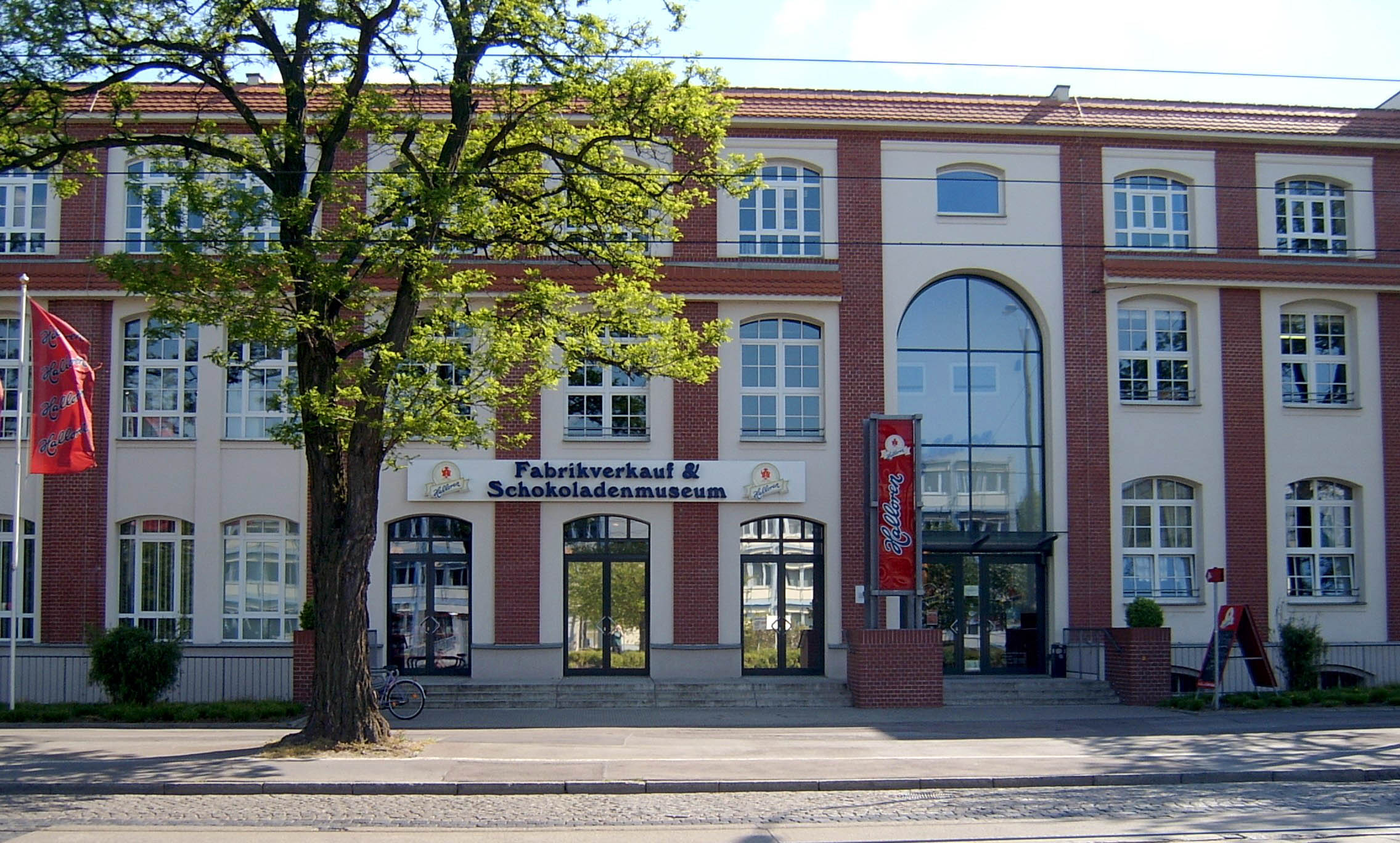
Halloren Schokoladenfabrik, Deutschlands älteste Schokoladenfabrik

#### Größte Arbeitgeber mit Standort in Halle
Die folgenden Unternehmen zählten mit Stand von 2023 zu den größten Arbeitgebern gemessen an der Beschäftigtenzahl innerhalb der Stadt Halle.
- Deutsche Post DHL (5100)
- Universitätsklinikum Halle (Saale) (4056)
- Stadtwerke Halle inkl. der Tochterunternehmen Hallesche Verkehrs-AG, Hallesche Wasser und Stadtwirtschaft GmbH und EVH GmbH (3504)
- GP Günter Papenburg AG (1462)
- Envia Mitteldeutsche Energie (1435)
- GISA GmbH (870)
- Finsterwalder Transport & Logistik GmbH (816)
- S-Markt & Mehrwert GmbH & Co. KG (646)
- Saalesparkasse (570)
- KSB SE & Co. KGaA (500)
- Concentrix GmbH (324)

#### Weitere wichtige Unternehmen
Die Deutsche Bahn betreibt in Halle eine Werkstatt für Strecken- und Rangierlokomotiven. Bereits seit 1915 werden in Halle Lokomotiven repariert und gewartet. Darüber hinaus war die Stadt durch die Gottfried Lindner AG in Halle-Ammendorf lange Zeit für seinen Schienenfahrzeugbau bekannt. Der Waggonbau-Betrieb wurde 2005 abgewickelt, die Tradition des Standortes wird jedoch durch die 2006 neugegründete Maschinenbau und Service GmbH Ammendorf (MSG Ammendorf) fortgeführt. MSG Ammendorf ist auf die Reparatur von Triebzügen spezialisiert.
Im Bereich der Nahrungs- und Genussgüterindustrie ist unter anderem die Halloren Schokoladenfabrik nennenswert. Sie ist die älteste noch produzierende Schokoladenfabrik Deutschlands. Die KATHI Rainer Thiele GmbH ist ein großer Produzent von Fertigbackmischungen. Coca-Cola Europacific Partners betreibt in Halle eine Abfüllanlage für Softgetränke. Der größte Teil der kohlensäurefreien Getränke des Coca-Cola-Konzerns für den deutschen Markt wird in Halle hergestellt.
Im Industriegebiet Star Park betreibt die Schaeffler-Gruppe ein großes Logistikzentrum für die Ersatzteillogistik. Darüber hinaus betreiben im Star Park unter anderem die Unternehmen Radial (bis 2016 eBay Enterprise), Enka Technica und Greatview – ein Verpackungsmittelproduzent mit Hauptsitz in China – Standorte.
Weitere Unternehmen mit Standort in Halle sind die Hallesche Lackfabrik novatic GmbH, der Energietechnikproduzent Hitachi Energy, der ein Werk für die Reparatur von Transformatoren betreibt (bis 2020 betrieben von ABB), Sonotec ein Hersteller von Ultraschallmesstechnik, Dell Technologies mit einem Service- und Vertriebszentrum sowie zahlreiche Callcenter, beispielsweise für ADAC, Transcom und regiocom und die aus einem Callcenter hervorgegangene Sparkassen-Marketingagentur S Direkt.

#### Wichtige Unternehmen zu DDR-Zeiten
Bis zum Ende der DDR war Halle ein bedeutender Standort des Maschinen- und Fahrzeugbaus. Zu den wichtigsten Betrieben der Stadt zählten unter anderem der VEB Maschinenfabrik Halle, der VEB Karosseriewerke Halle, der VEB Waggonbau Ammendorf und der VEB Pumpenwerke Halle, der gleichzeitig Stammbetrieb des VEB Kombinat Pumpen und Verdichter Halle war. Die beiden letztgenannten unterhalten noch in Form der MSG Ammendorf und der KSB SE & Co. KGaA Werke in Halle. Die Halloren Schokoladenfabrik fungierte unter der Firmierung VEB „Halloren“ Schokoladenfabrik Halle zwischen 1988 und 1990 als Stammbetrieb des VEB Kombinat Süßwaren Halle.
Neben dem Kombinat Pumpen und Verdichter und dem Kombinat Süßwaren hatte eine Vielzahl weiterer zentralgeleiteter Kombinate ihren Sitz in Halle. Als Beispiele seien genannt der VEB Kombinat Bau- und Grobkeramik Halle, der VEB Bau- und Montagekombinat Chemie Halle, der VEB Kombinat Nahrungsmittel und Kaffee Halle und der VEB Kombinat Metallaufbereitung Halle.

### Öffentliche Einrichtungen

Logo der Stadt Halle (Saale)

Die Stadt Halle ist ein überregional bedeutsamer Gerichtsstandort. Neben dem Landesarbeitsgericht Sachsen-Anhalt und dem Landessozialgericht Sachsen-Anhalt sind hier ein Landgericht, ein Amtsgericht, ein Arbeitsgericht, ein Verwaltungsgericht und ein Sozialgericht ansässig. In Halle befinden sich auch die Polizeiinspektion Halle (Saale), eine von fünf Polizeiinspektionen in Sachsen-Anhalt, sowie die Bundespolizeiinspektion Kriminalitätsbekämpfung Halle. Die Bundesanstalt Technisches Hilfswerk besitzt einen Ortsverband in Halle.

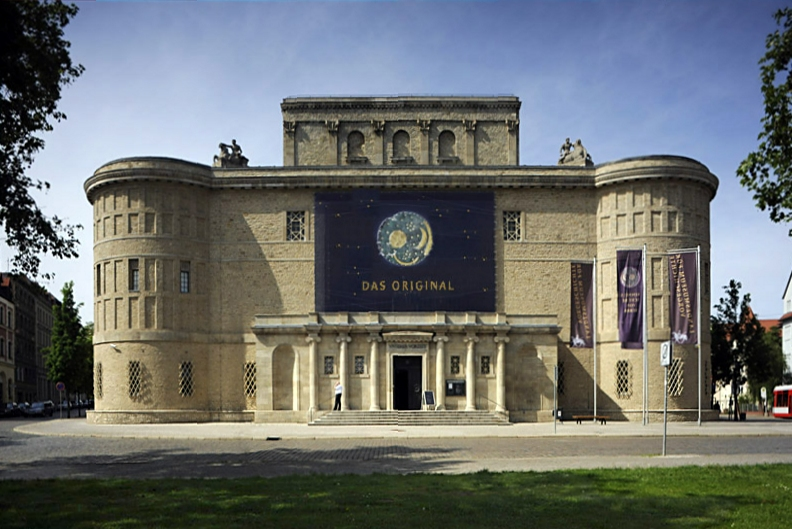
Landesmuseum für Vorgeschichte

Weiterhin beherbergt die Stadt die Regionaldirektion Sachsen-Anhalt und Thüringen sowie die Familienkasse Sachsen-Anhalt und Thüringen der Bundesagentur für Arbeit, eine Außenstelle des Eisenbahnbundesamts, einen Dienstsitz der Bundeskasse und das Zollamt Halle (Saale). Die Deutsche Rentenversicherung Mitteldeutschland hat einen Standort in Halle. Das Landratsamt Saalekreis betreibt eine Nebenstelle in der Stadt.
Halle bietet darüber hinaus den Sitz für zahlreiche Landesbehörden. Hierzu zählen das Landesverwaltungsamt Sachsen-Anhalt (ehem. Regierungspräsidium), das Landesamt für Umweltschutz des Landes Sachsen-Anhalt, das Landesamt für Geologie und Bergwesen Sachsen-Anhalt (LAGB), das Statistische Landesamt Sachsen-Anhalt, das Landesamt für Verbraucherschutz, das Landesamt für Denkmalpflege und Archäologie Sachsen-Anhalt (mit angeschlossenem Landesmuseum für Vorgeschichte) und das Landesschulamt Sachsen-Anhalt.
Unter den Anstalten des öffentlichen Rechts, Stiftungen und Kapitalgesellschaften mit öffentlicher Beteiligung unterhalten ebenfalls mehrere einen Standort in Halle. Hierzu zählen die Medienanstalt Sachsen-Anhalt als zuständige Landesmedienanstalt, die Agentur für Innovation in der Cybersicherheit mit ihrem Hauptsitz, Die Autobahn GmbH des Bundes mit ihrer Niederlassung Ost, Dataport mit einer Niederlassung sowie die Kulturstiftung des Bundes mit ihrem Hauptsitz auf dem Gelände der Franckeschen Stiftungen. Das Deutsche Jugendinstitut unterhält ebenfalls eine Außenstelle in den Franckeschen Stiftungen. Seit 2021 ist die Gemeinsame Glücksspielbehörde der Länder als Aufsichtsbehörde aller deutschen Bundesländer über das Glücksspielwesen in Halle an der Saale ansässig.

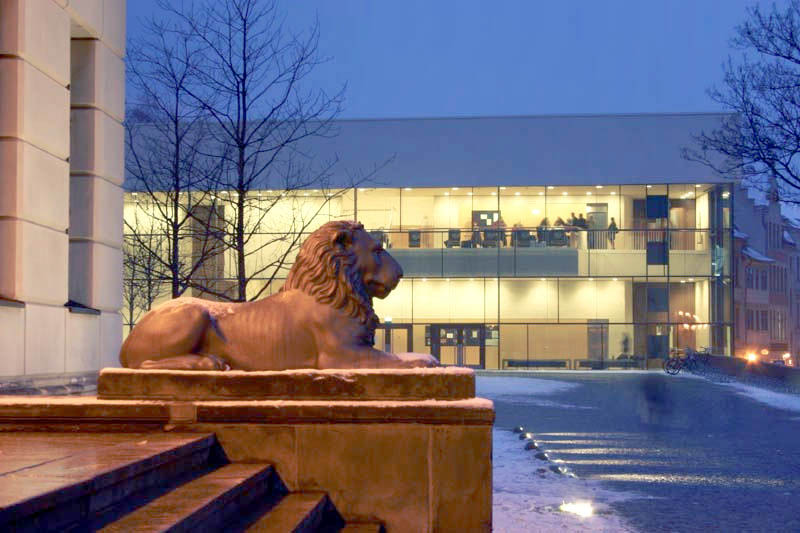
Universität Halle mit Löwe und Audimax

### Bildung und Forschung

#### Hochschulen
Halles Entwicklung als Bildungsstandort ist eng mit den letzten Jahren des 17. Jahrhunderts verbunden, in denen einerseits die Universität Halle (1694) und andererseits die Franckeschen Stiftungen (1698) gegründet wurden. Die Universität bildete mit Christian Thomasius und Christian Wolff, die beide Rektoren derselben waren, einen Hauptpunkt der deutschen Aufklärung. Schnell traten Spannungen zwischen den konservativ pietistischen Vertretern und den eher aufklärerisch orientierten Zeitgenossen auf. Mit Gelehrten wie Alexander Gottlieb Baumgarten, Johann Christian Reil oder Friedrich Schleiermacher erlangte die Universität besonders im 18. Jahrhundert deutschlandweit hohes Ansehen. So promovierte 1754 Dorothea Christiane Erxleben an der Universität Halle als erste Frau in Deutschland.

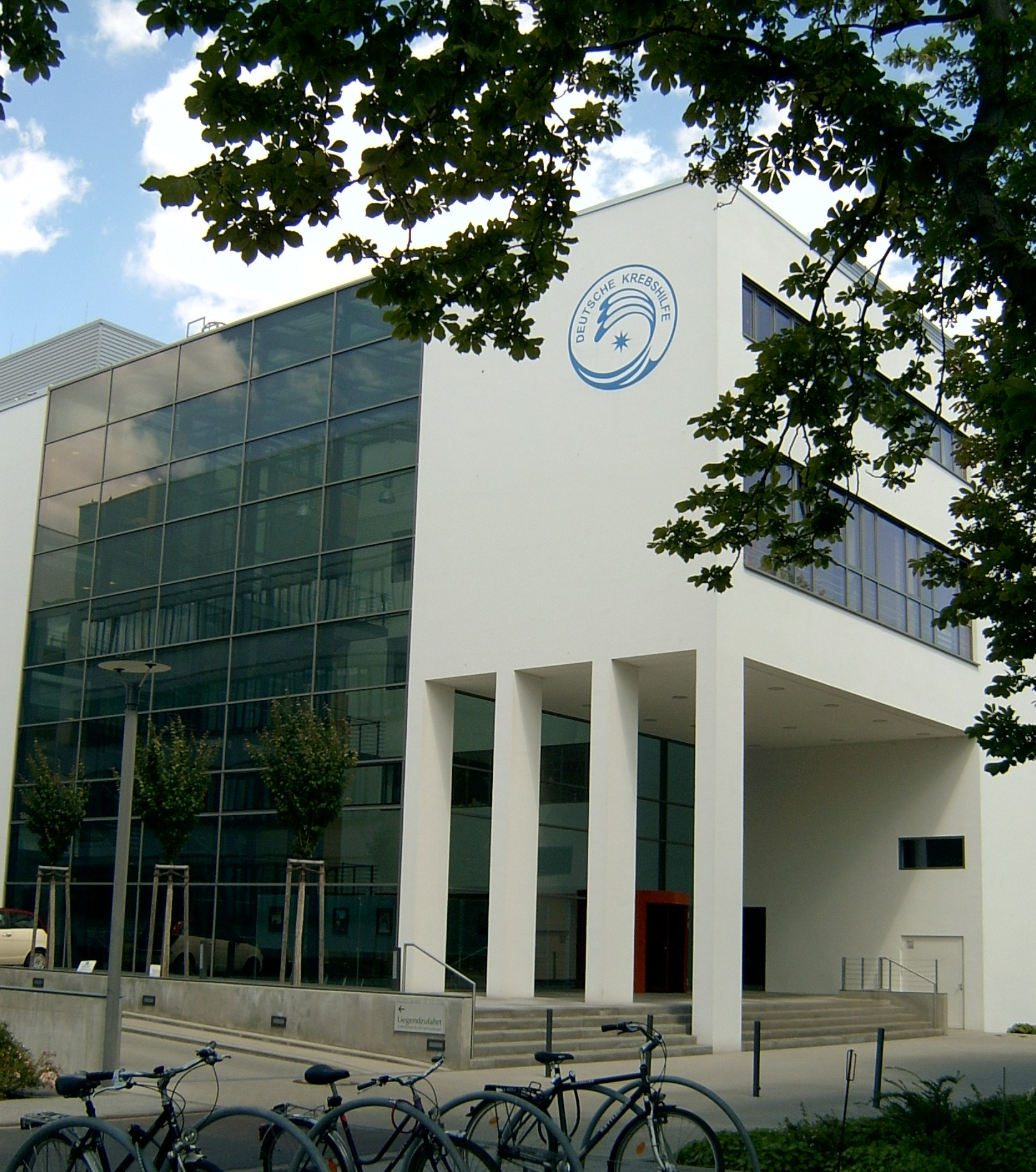
Universitätsklinikum Halle-Kröllwitz

Nach einer kurzzeitigen Schließung durch Napoleon wurde die Universität Halle mit der Universität Wittenberg vereinigt. Seit 1933 trägt sie ihren heutigen Namen Martin-Luther-Universität Halle-Wittenberg. 1993 wurden die Pädagogische Hochschule Halle-Köthen und Teile der Technischen Hochschule Leuna-Merseburg in die Universität integriert. Nach 1989 wurden viele Gebäude neu errichtet. So konzentriert sich die Universität auf den innerstädtischen Campus um den Universitätsplatz (mit Hauptgebäude, AudiMax, Melanchtonianum und Juridicum) und den Technologiepark Weinberg Campus. Im WS 2012/2013 waren ca. 20.700 Studenten immatrikuliert.
Der Universität ist die Universitäts- und Landesbibliothek Sachsen-Anhalt angeschlossen. Sie ist mit 5,3 Millionen Bestandseinheiten die größte wissenschaftliche Allgemeinbibliothek des Landes Sachsen-Anhalt und besitzt mit der Bibliothek der Morgenländischen Gesellschaft, der Ponickauschen Bibliothek oder der Ungarischen Bibliothek wertvolle Sammlungen.

Logo der Evangelischen Hochschule für Kirchenmusik Halle

Die zweite wichtige Hochschule in Halle ist die Burg Giebichenstein Kunsthochschule Halle. In ihrer heutigen Form existiert sie seit 1915. Sie geht auf eine gewerbliche Zeichen- und Handwerkerschule aus dem Jahr 1879 zurück. Der für Halle sehr wichtige Bürgermeister Rive berief 1915 Paul Thiersch zum neuen Direktor, was als Gründungsjahr der Kunstschule Burg Giebichenstein angesehen wird. Thiersch versuchte mit anderen Lehrern, die wie Gerhard Marcks und Marguerite Friedlaender zum Teil vom Bauhaus kamen, die Themen des Deutschen Werkbundes in dieser Schule umzusetzen. Die heutige Struktur der Hochschule für Kunst und Design Burg Giebichenstein wurde damals festgelegt. Die Kunstschule verlor 1933 wichtige Lehrer, sie konnte sich aber durch die Zeit des Nationalsozialismus retten. Das Bestehen war im Zuge des „Formalismusstreits“ in der DDR in den 1950er Jahren gefährdet. Von 1963 bis 1970 gab es nur Ausbildung im Kunsthandwerk und in der Formgestaltung (heute Design). Nach 1970 konnte die Hochschule wieder die Struktur der 1920er Jahre aufnehmen und es werden sowohl Design, Kunst und Kunsthandwerk gelehrt. Die Hochschule hat etwa 1000 Studenten. Jedes Jahr öffnet sie im Juli ihre Werkstätten und Ateliers für drei Tage, so dass die Arbeiten von Studenten und Lehrern betrachtet werden können; eine Modenschau führt in diese Tage ein.
Die Evangelische Hochschule für Kirchenmusik in Halle geht auf die Evangelische Kirchenmusikschule Aschersleben zurück, die 1926 als erste Einrichtung ihrer Art gegründet wurde. 1939 zog sie nach Halle und ist seit 1993 staatlich anerkannt. Träger ist die Evangelische Kirche in Mitteldeutschland.

#### Schulwesen
Die Schullandschaft in Halle ist vielfältig und umfangreich. Neben den über 30 Grundschulen in allen Stadtbezirken bestehen 15 Förderschulen, fünf Gesamtschulen, eine Reihe berufsbildender Schulen, neun Sekundarschulen und neun Gymnasien, darunter das Georg-Cantor-Gymnasium, das Elisabeth-Gymnasium Halle (Saale), das Giebichenstein-Gymnasium „Thomas Müntzer“, die Latina August Hermann Francke, das Sportgymnasium Halle und das Christian-Wolff-Gymnasium in Halle-Neustadt sowie zwei Schulen des zweiten Bildungsweges, die Volkshochschule Adolf Reichwein, sowie die fünf Gesamtschulen darunter die vier kommunale Gesamtschulen wie die IGS am Steintor, die Kooperative Gesamtschule „Wilhelm von Humboldt“, die Kooperative Gesamtschule „Ulrich von Hutten“ und die Marguerite Friedlaender Gesamtschule sowie die Saaleschule als Gesamtschule in freier Trägerschaft.

### Studentenverbindungen

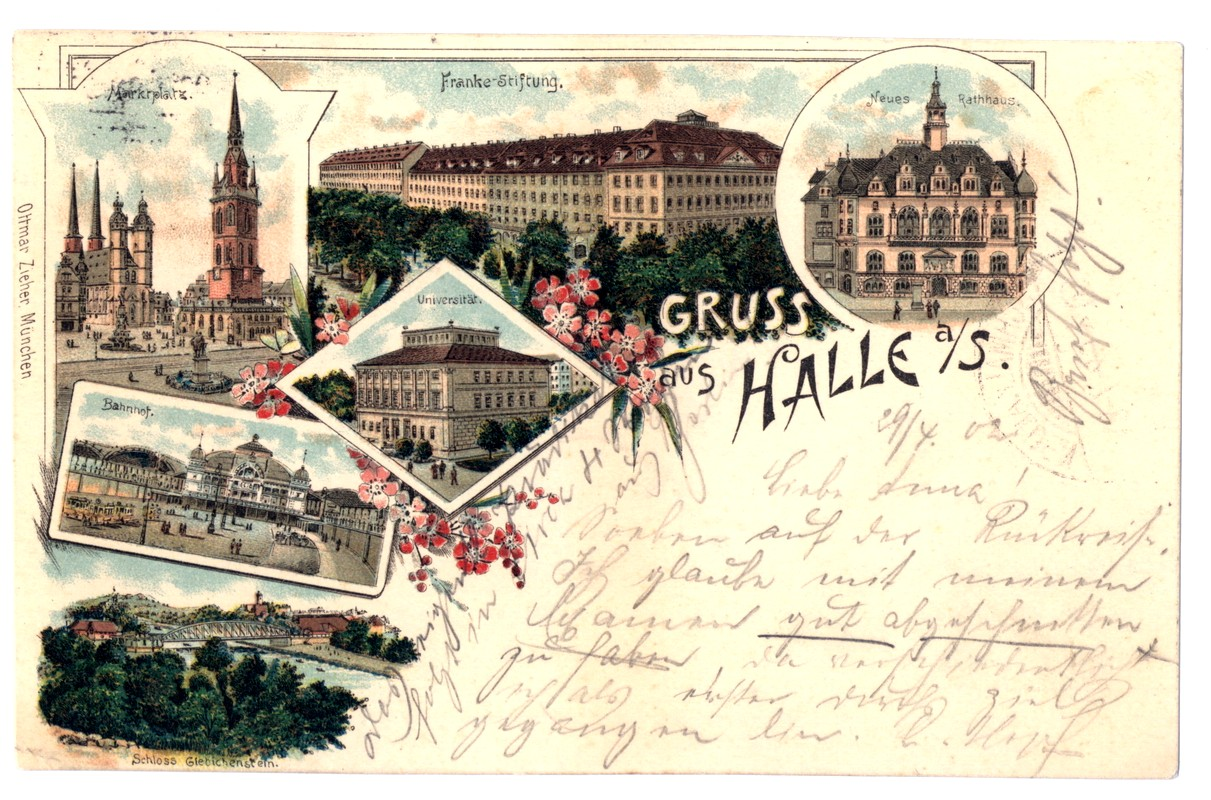
Historische Couleurkarte des Hallenser Wingolf

In Halle sind einige der ältesten Studentenverbindungen Deutschlands ansässig. Während der Großteil der Verbindungen nach der politischen Wende nach Halle zurückkehrte, gab es einige wenige Verbindungen, die bereits in den letzten Jahren der DDR in Halle aktiv waren (vgl. Rudelsburger Allianz). Die Studentenverbindungen gehören zur langen universitären Tradition der Saalestadt. Das Farbenlied vieler Hallenser Studentenverbindungen ist In den Kronen alter Linden, dessen Melodie vom Glockenspiel des Roten Turmes immer zur Dreiviertelstunde gespielt wird. Die letzte Strophe lautet: „Hieltest trotzig aus die Stürme, warst der Wissenschaft ein Hort. Laut verkünden’s deine Tore, tragen’s fort von Ort zu Ort: Halle, alte Musenstadt. Vivat, crescat, floreat!“

### Außeruniversitäre Wissenschaftseinrichtungen

#### Leopoldina

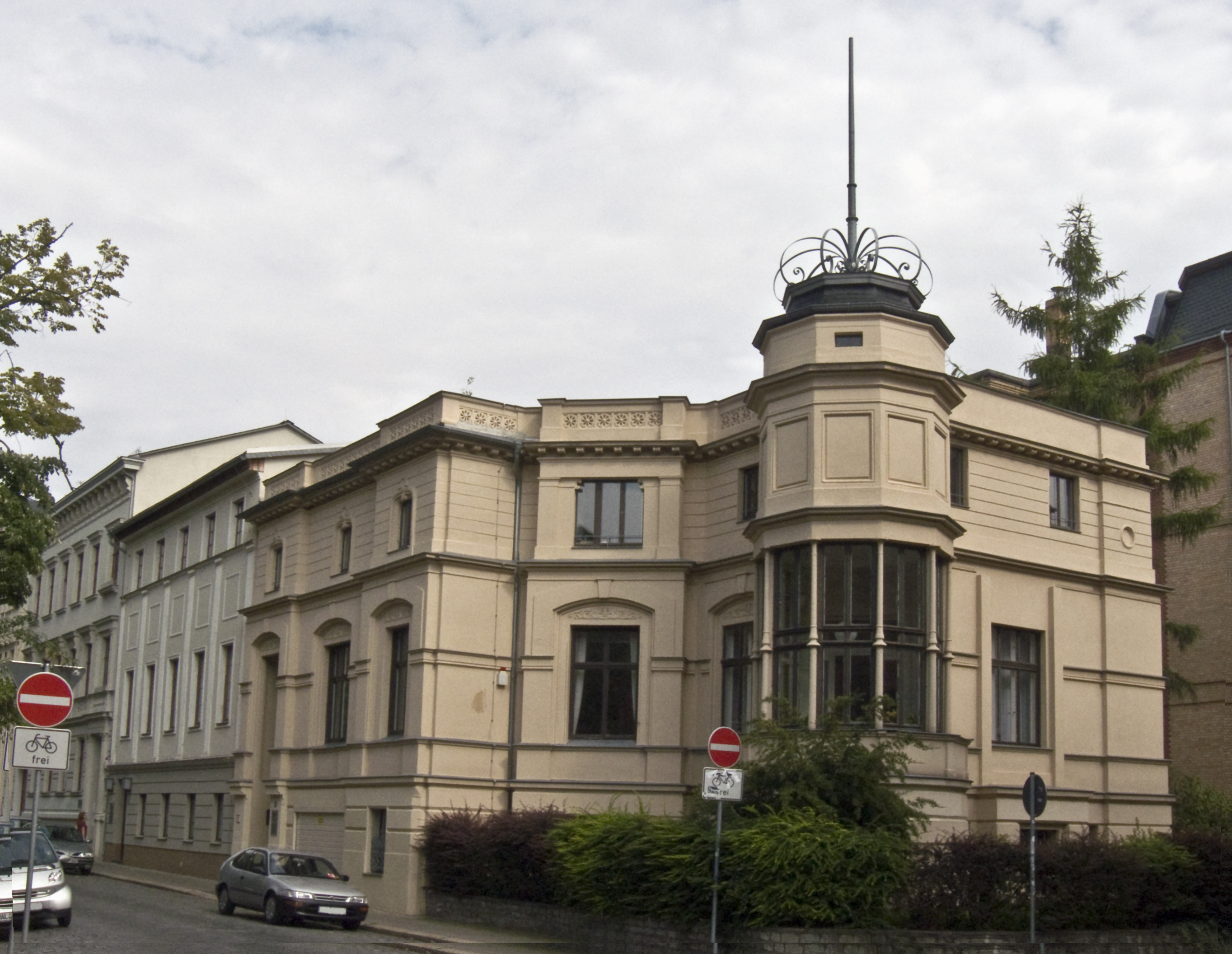
Ehemaliges Leopoldina-Gebäude

Neben den Hochschulen bildet die Nationale Akademie der Wissenschaften Leopoldina ein wichtiges Standbein der halleschen Forschungslandschaft. Als älteste deutsche wissenschaftliche Akademie (gegründet 1652 in Schweinfurt) zog und zieht sie wichtige Forscher an. Während der Zeit der deutschen Teilung war die Leopoldina die einzige Wissenschaftlerorganisation, die ungeteilt weiter bestand. Ihr gehören mehrere Nobelpreisträger an. Mit der Jungen Akademie engagiert sie sich im aktuellen interdisziplinären Diskurs.

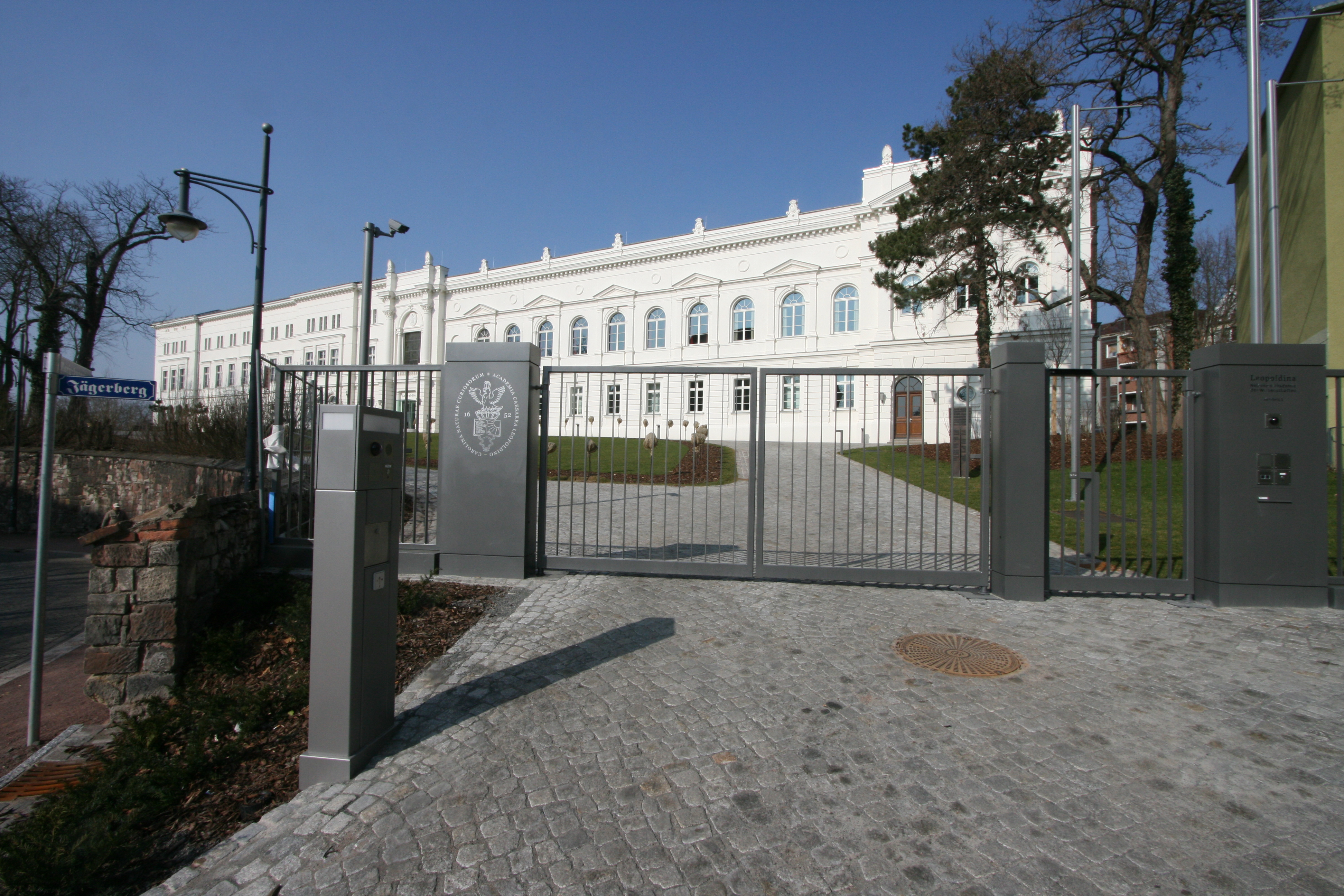
Neues Domizil der Leopoldina an der Moritzburg

#### Institute
Nach der Wende haben sich mehrere Max-Planck- und Leibniz-Institute in Halle angesiedelt, die teils auf bereits bestehende Strukturen zurückgreifen konnten. 1994 entstand das Leibniz-Institut für Agrarentwicklung in Transformationsökonomien (IAMO). Zur Leibniz-Gemeinschaft gehören außerdem das Leibniz-Institut für Wirtschaftsforschung Halle (IWH) und das Leibniz-Institut für Pflanzenbiochemie (IPB).

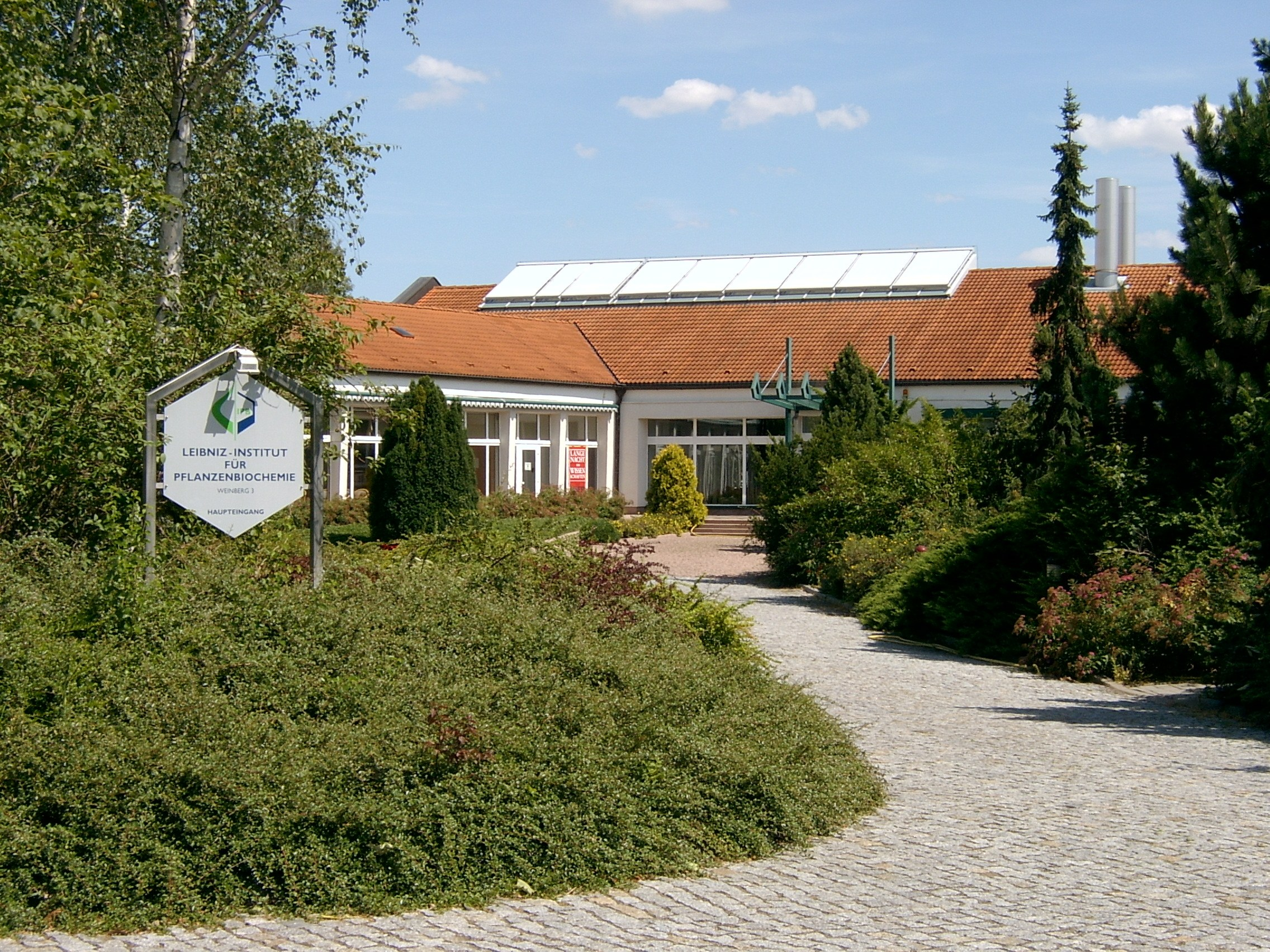
Leibniz-Institut für Pflanzenbiochemie

- Die Max-Planck-Gesellschaft betreibt zwei Institute: Das Institut für ethnologische Forschung und das Institut für Mikrostrukturphysik. Die Max-Planck-Forschungsstelle für Enzymologie der Proteinfaltung wurde geschlossen. Die Fraunhofer-Gesellschaft ist mit dem Institut für Werkstoffmechanik (IWM), dem Fraunhofer-Center für Silizium-Photovoltaik (CSP) und einer Außenstelle des Fraunhofer-Instituts für Zelltherapie und Immunologie (IZI) präsent. Die Helmholtz-Gemeinschaft ist mit einem Standort des Helmholtz-Zentrums für Umweltforschung – UFZ präsent.
- Das Deutsche Jugendinstitut ist mit einer Außenstelle in Halle vertreten. Die Universität Halle unterhält das Institut für Musik, Medien- und Sprechwissenschaften.
- Institut für Strukturpolitik und Wirtschaftsförderung (ISW),
- Zentrum für Angewandte Medizinische und Humanbiologische Forschung (ZAMED).
- International Max Planck Research School for Science and Technology of Nanostructures

#### Technologiepark Weinberg Campus
Einen wichtigen strukturellen Knotenpunkt bildet der Technologiepark Weinberg Campus. Er ist neben Berlin-Adlershof der zweitgrößte Wissenschafts- und Technologiepark in Ostdeutschland. Auf dem Campus befinden sich acht Fachbereiche der Martin-Luther-Universität Halle-Wittenberg und sechs der außeruniversitären Forschungseinrichtungen. Das Technologie- und Gründerzentrum (TGZ) und das BioZentrum bieten in insgesamt sieben Gebäuden hochwertige Labor- und Forschungseinrichtungen. Über 100 Unternehmen und Institute sind zurzeit hier vertreten und beschäftigen rund 6000 Menschen. Der „weinberg campus e. V.“ wurde am 5. März 2004 gegründet und bildet ein Netzwerk für Beratung, Entwicklung und Realisierung innovativer marktfähiger Vorhaben.
Der Weinberg Campus ist der zweitgrößte Technologiepark Ostdeutschlands. Bis heute wurde hier eine Milliarde Euro investiert. In den Universitätsinstituten des Campus studieren 7600 angehende Naturwissenschaftler.

### Gesundheitswesen
Neben der Landeshauptstadt Magdeburg ist das Oberzentrum Halle Mitglied des Gesunde-Städte-Netzwerks. Die überregional bekannten Maximalversorger der Stadt sind das Universitätsklinikum Halle (Saale) und die Berufsgenossenschaftlichen Kliniken Bergmannstrost.
Die Schwerpunktversorgung wird durch das Krankenhaus St. Elisabeth und St. Barbara gewährleistet. Ebenfalls befinden sich ein Psychiatriezentrum der Arbeiterwohlfahrt, das Diakoniekrankenhaus und ein Krankenhaus des Diakoniewerks Martha-Maria in Halle.
Alle somatischen Krankenhäuser der Stadt stehen als akademische Lehrkrankenhäuser der Medizinischen Fakultät der Martin-Luther-Universität Halle-Wittenberg zur Verfügung.

### Freizeit- und Sportanlagen

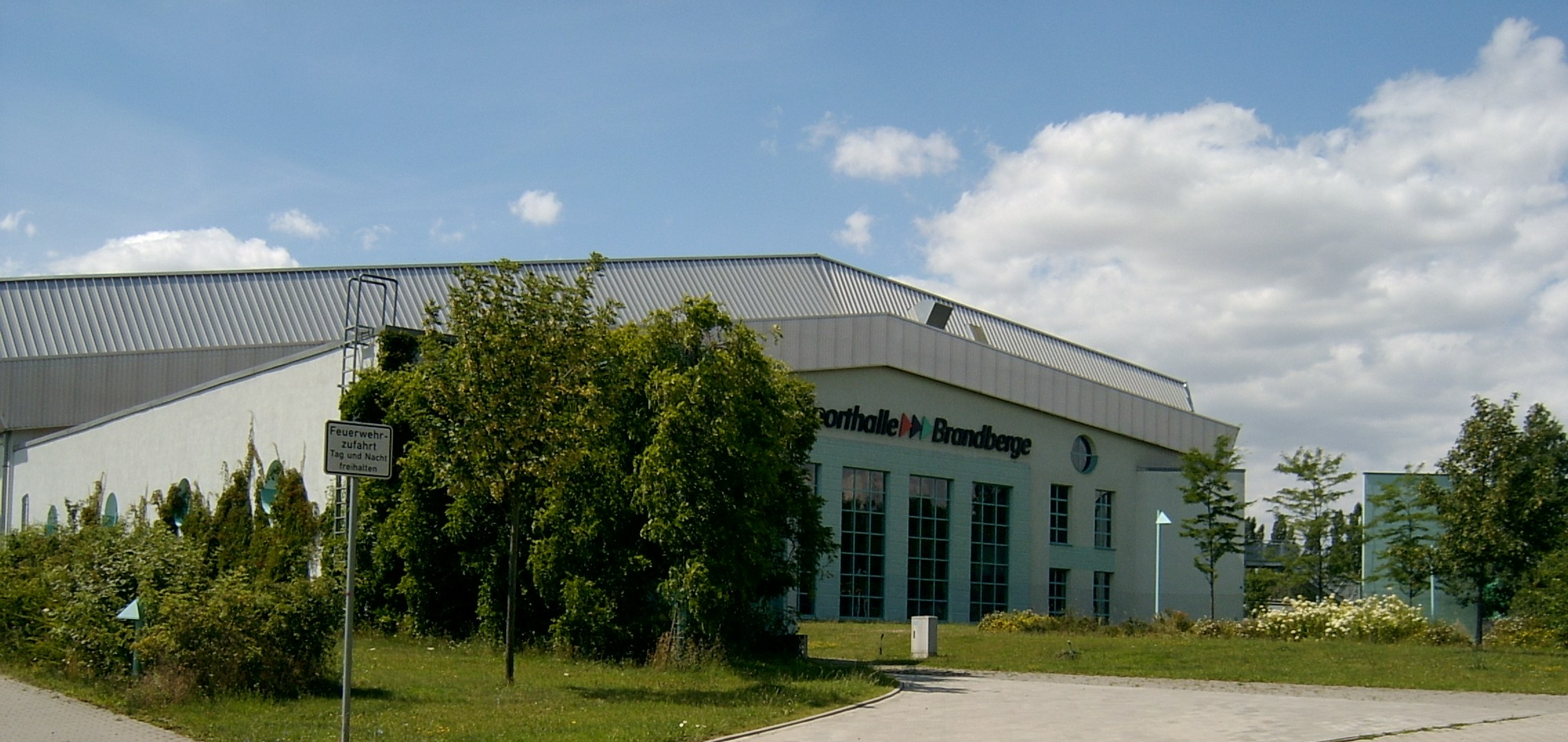
Sporthalle Brandberge

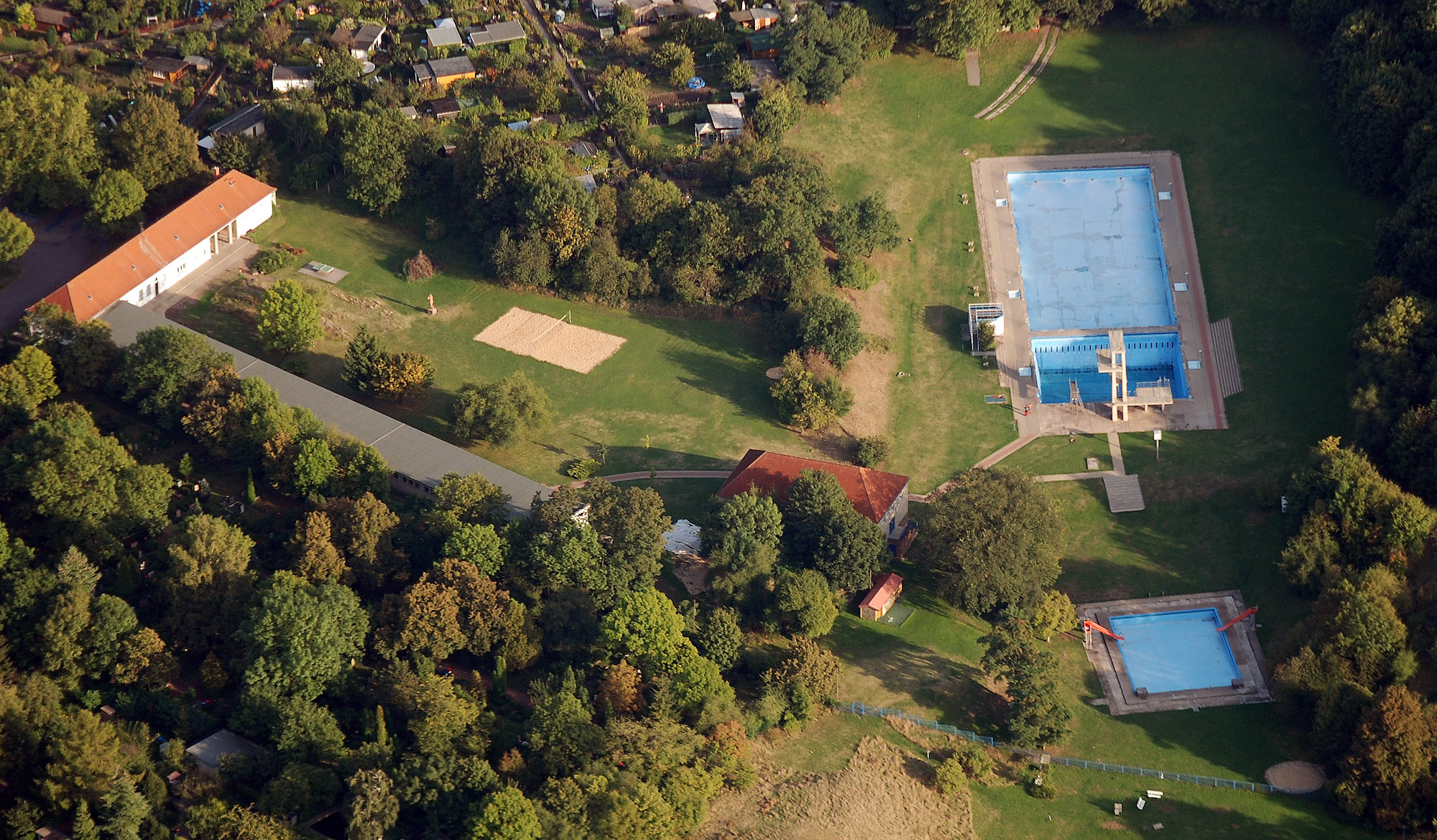
Nordbad

In Halle existiert eine reiche Anzahl von Sportstätten für den Leistungs- und Breitensport.
- Stadien mit unterschiedlichen Nutzungsarten sind das frühere Kurt-Wabbel-Stadion – heute: Leuna-Chemie-Stadion – (reines Fußballstadion, Heimstätte des Halleschen FC), das Stadion im Bildungszentrum (traditionelles Mehrzweckstadion), das Stadion der Waggonbauer in Ammendorf (BSV Halle-Ammendorf), das Leichtathletikstadion Robert Koch und das Stadion am Zoo (Fußball, VfL Halle 1896).
- Sparkassen-Eisdom in Halle-Neustadt als Sachsen-Anhalts einzige Einrichtung dieser Art. Er stellt den Nachfolger der wegen Hochwasserschäden abgerissenen Eissporthalle am Gimritzer Damm dar. Eine gewisse Tradition hat in der Stadt daher Eishockey (ESC Halle 04).
- Der 1. Motoballclub 70/90 Halle e. V. trägt auf einem stadteigenen Hartplatz Am Stadion in der Nördlichen Neustadt seine Turniere aus.[140] Im Jahr 2022 genehmigte der Sportausschuss der Stadt Halle einen knapp 1,3 Millionen Euro teuren Neubau der Spielstätte. Die Finanzierung übernehmen die Stadt Halle, das Land Sachsen-Anhalt und die Lotto Sachsen-Anhalt.[141]
- Hallen-, Frei- und Naturbäder: Die Bäderlandschaft in Halle ist vielfältig. Neben dem Freizeitbad Maya Mare existieren die Bäder Saline-Bad mit Schwimmhalle und Freibad, die Schwimmhalle Neustadt mit einer wettkampftauglichen separaten Sprunghalle (10-m-Sprunganlage), das im Jugendstil errichtete Stadtbad (Hallenbad). Das Nordbad (Freibad mit 10-m-Sprunganlage) und die bewirtschafteten Naturbäder Angersdorfer Teiche und Heidesee komplettieren die Bade- und Schwimmmöglichkeiten. Insbesondere dem Schwimmleistungssport vorbehalten ist die 2011 neugebaute wettkampftaugliche Robert-Koch-Schwimmhalle.
- Für den Pferdesport besteht die Galopprennbahn Halle auf den Passendorfer Wiesen
- Kanu- und Rudersport wird auf den Wettkampfanlagen am Osendorfer See (Kanuregattastrecke), auf dem Kanal zwischen Neustadt und der Saale (Ruderregattastrecke) und auf der Saale (Kanuslalom, Kanuwandern, Wildwasserkanu) betrieben.
- Halle verfügt über die moderne, wettkampftaugliche Leichtathletikhalle, die Sporthalle Brandberge, mit ebenfalls wettkampftauglichen Außenanlagen. Sie bildet mit weiteren Anlagen (Kampfsportzentrum Ringen, Boxen, Judo) den Sportkomplex Brandberge/Kreuzvorwerk, einen von drei lokal konzentrierten Sportinfrastrukturstandorten in der Stadt.
- Der zweite von drei lokal konzentrierten Sportinfrastrukturstandorten ist der Sportkomplex Bildungszentrum in Neustadt. Dazu gehören die Sporthalle Bildungszentrum (Handball u. a.), die Schwimmhalle Neustadt (siehe Hallen-, Frei- und Naturbäder), das Mehrzweck-Stadion im Bildungszentrum und einige weitere Anlagen.
- Der dritte zentrale Sportinfrastrukturstandort wird vom Sportgymnasium Halle, dem Leichtathletikstadion Robert Koch, der Robert-Koch-Schwimmhalle und dem Erdgas-Sportpark gebildet.
- (Vereins-)Fußballplätze im gesamten Stadtgebiet zur Verfügung.
- Ein moderner Skate-Park wurde 2011 im Zentrum von Halle-Neustadt eröffnet.

Weitere Sportanlagen sind:
- Eisenbahnparkanlage Alter Thüringer Güterbahnhof mit Sport- und Spielplatzeinrichtungen sowie dem Beginn der Hafenbahntrasse als Rad- und Wanderweg in der Stadt
- Tennisplätze (Klubanlagen): Sandanger, Ziegelwiese (USV Halle), TC Halle 94 e. V., Böllberger Weg
- Falkenfield (American Football), Heimstätte der USV Halle Falken
- Golf-Drivingrange auf der Pferderennbahn
- Minigolf- und Beachvolleyballanlage: Sportparadies Halle am Böllberger Weg

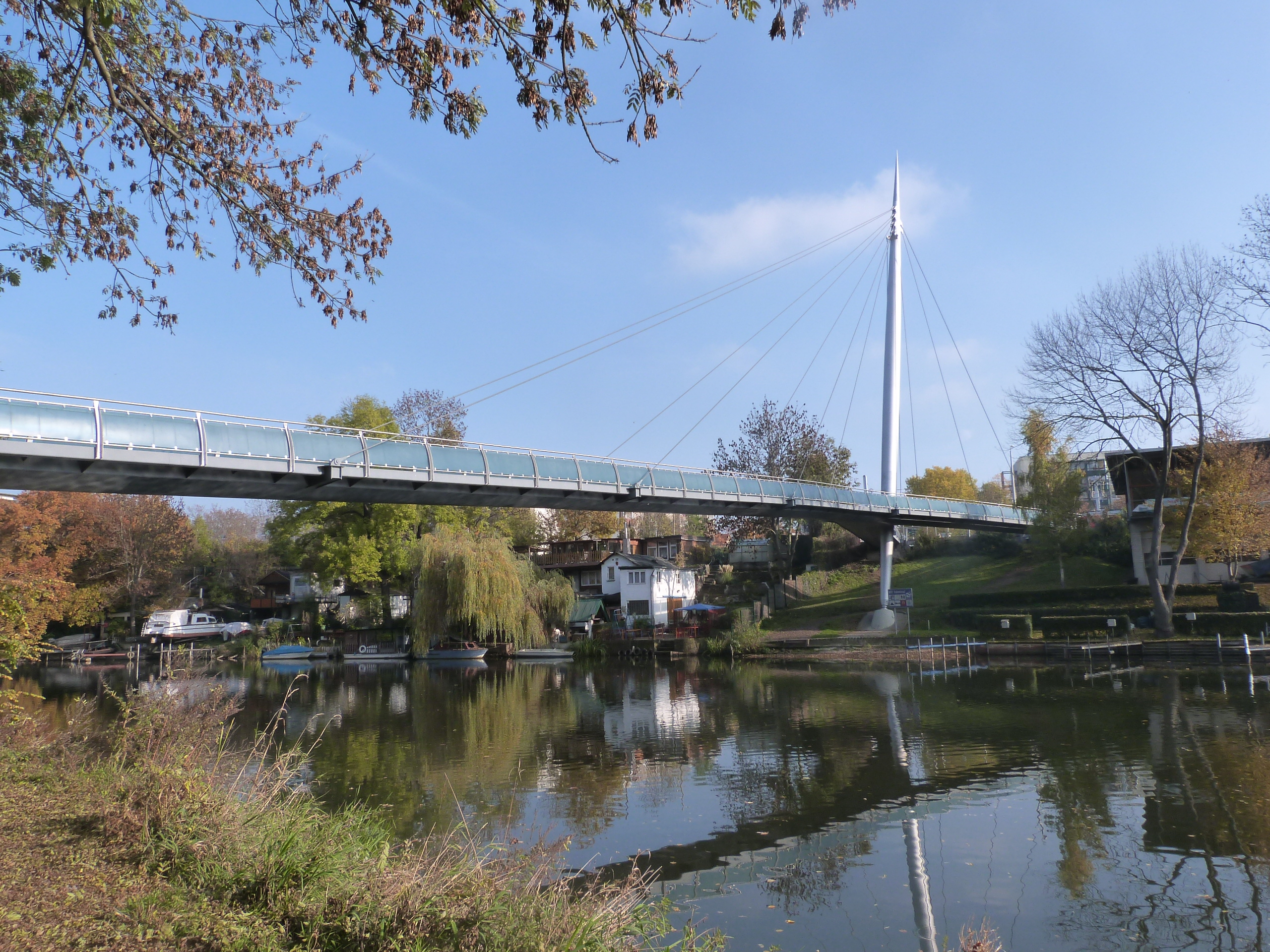
Brücke auf die Rabeninsel

- Ab 1886 existierten in Halle nacheinander drei Radrennbahnen: eine offene Zementbahn im Olympiapark Merseburger Straße (1886–1919), eine offene Holzbahn am Böllberger Weg (1930–1938) sowie von 1951 bis in die 1970er/80er Jahre hinein die offene Zementbahn Albert-Richter-Kampfbahn.[142]

### Naherholungsgebiete

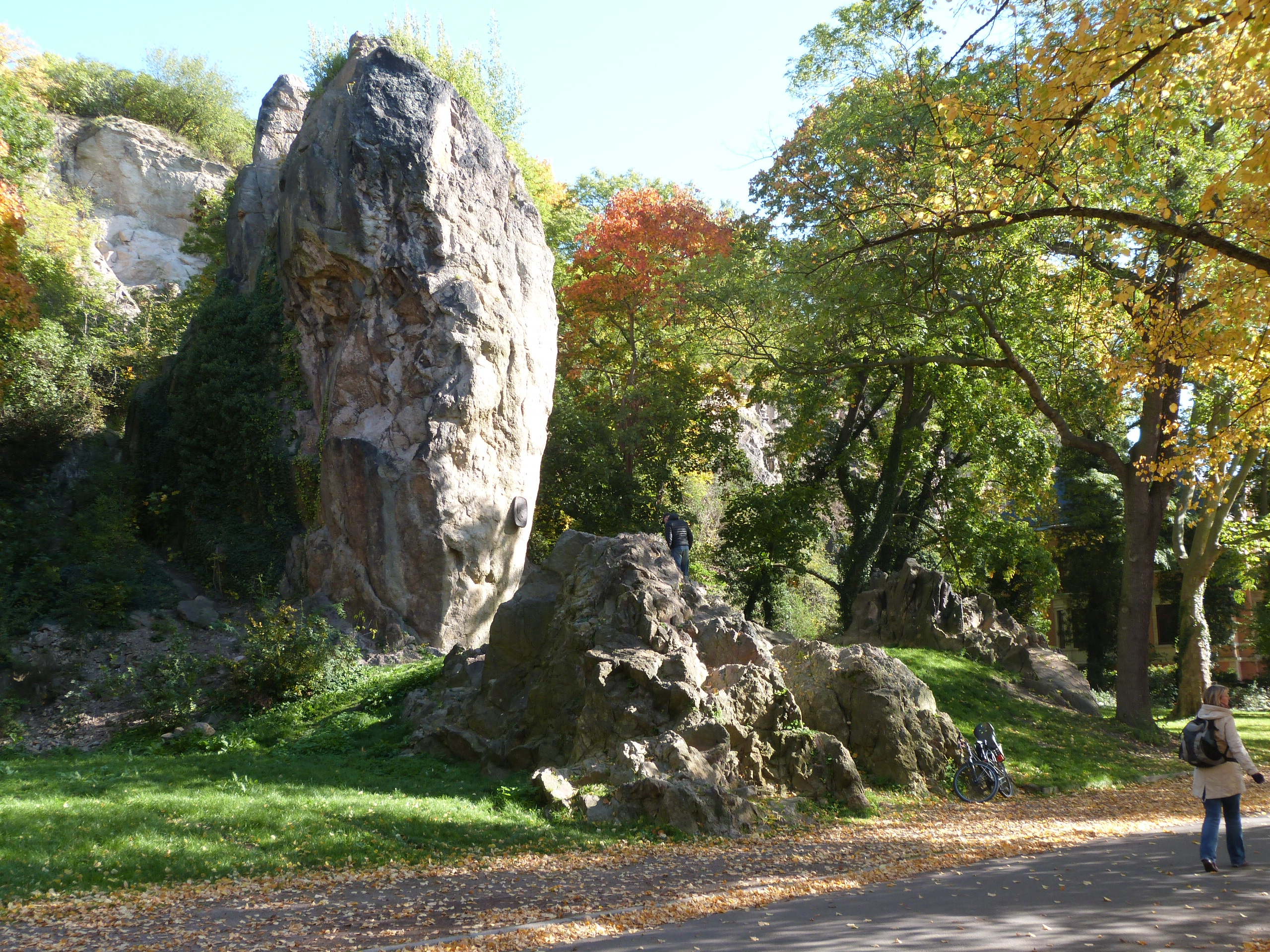
Heinrich-Heine-Felsen am Riveufer

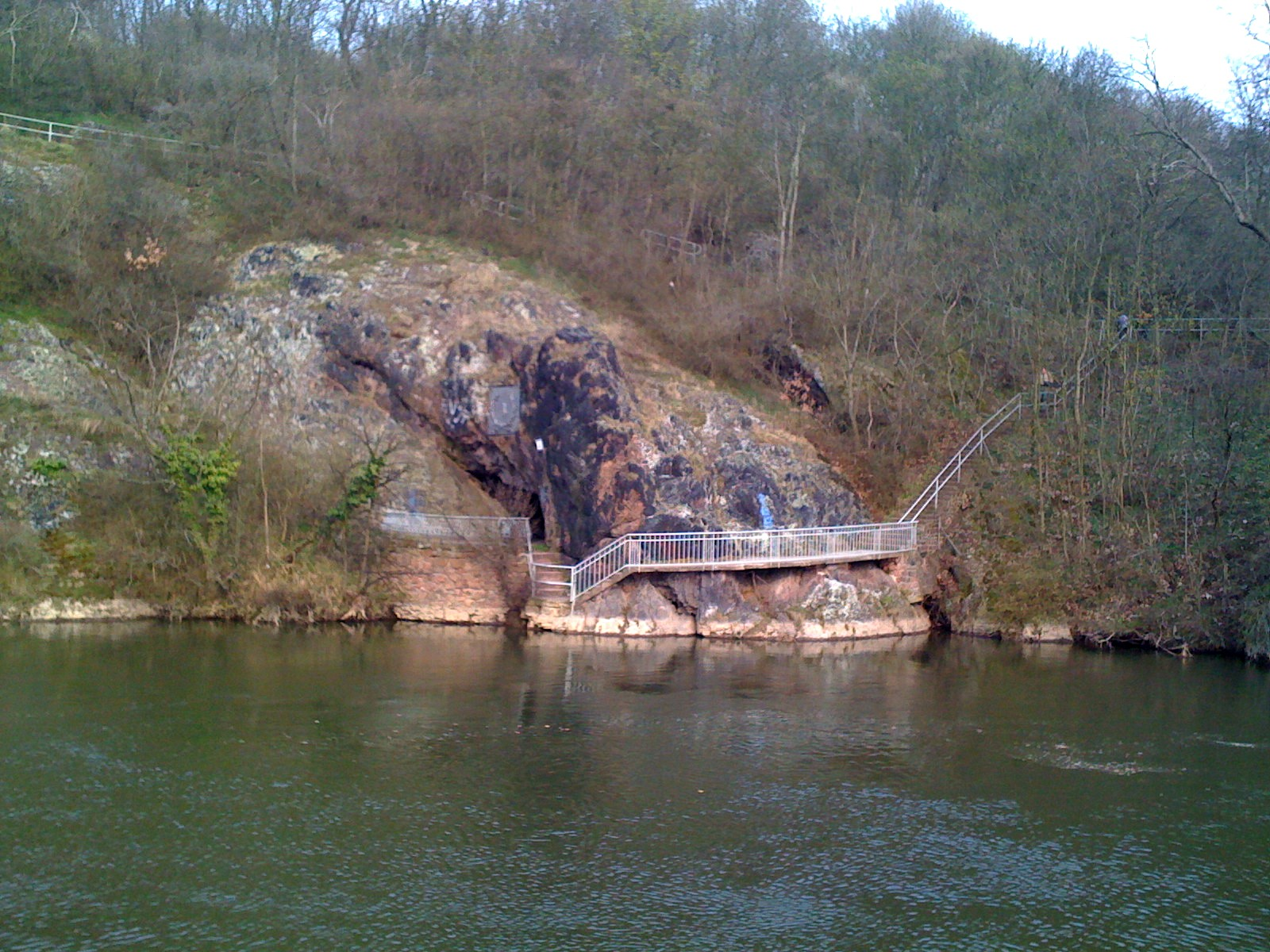
Jahnhöhle

Die beliebtesten Naherholungsgebiete, die mit Ausnahme der Dölauer Heide mit der Saale in Verbindung stehen, haben zugleich einige Sehenswürdigkeiten oder andere Freizeiteinrichtungen zu bieten. Dazu gehören die Saaleaue mit Galopprennbahn, die aneinandergrenzenden Inseln bzw. Halbinseln Würfelwiese, Ziegelwiese und Peißnitzinsel sowie die Rabeninsel. Die Fontäne auf der Ziegelwiese zählt mit einer Höhe von 80 Metern zu den höchsten in Europa. Auf einem zwei Kilometer langen Rundkurs auf der Peißnitzinsel verkehrt die Parkeisenbahn Peißnitzexpress Halle (Saale), die 1960 als Pioniereisenbahn eröffnet wurde.
Entlang des Flusslaufes der Saale sind dazu die Klausberge, Riveufer und Trothaer Ufer bis zur Insel Forstwerder zu erwähnen. In den Klausbergen befindet sich zudem die Jahnhöhle, die durch Verwitterungsprozesse und Sickerwasserwirkung entstand. Zu Spaziergängen laden außerdem der große und kleine Galgenberg sowie Lehmanns und Reichardts Garten ein. Eine größere Fläche bietet das Waldgebiet der Dölauer Heide mit Bischofswiese (darauf Befestigungsanlagen und Hügelgräber aus der Jungsteinzeit). Im Süden der Stadt ist die Saale-Elster-Aue das größte Naherholungsgebiet. In diesen Gebieten und der Stadt selbst bestehen mehrere Naturlehrpfade (Dölauer Heide, Geologischer Lehrpfad, Trinkwasserlehrpfad).
Weiterhin führen durch Halle die Ferienstraße Straße der Romanik, der Saaleradweg sowie die Pilgerroute Lutherweg Sachsen-Anhalt.

## Erfindungen, Entdeckungen und Entwicklungen aus Halle
In Halle gelangen einige bemerkenswerte Erfindungen, Entdeckungen und Entwicklungen wie:
- Hoffmannstropfen: Das Arzneimittel wurde von Friedrich Hoffmann (* 1660; † 1742) entwickelt.
- Chemie: Johann Heinrich Schulze, Universalgelehrter, entdeckte zwischen 1717 und 1719 die Lichtempfindlichkeit der Silbersalze (Voraussetzung für die traditionelle Fotografie).
- Medizingeschichte: Mit seiner fünfbändigen Universalgeschichte der Medizin gilt Kurt Sprengel (* 1766; † 1833) als einer der Väter der medizinischen Geschichtsschreibung.
- Psychiatrie: Johann Christian Reil verwendet 1808 erstmals den Begriff und gilt als Mitbegründer der modernen Psychiatrie.
- Teratologie: Johann Friedrich Meckel der Jüngere (* 1781; † 1833) gilt als Begründer der modernen Teratologie.
- Elektrotechnik: Johann Schweigger erfand 1820 den elektromagnetischen Multiplikator (Galvanometer).
- Landwirtschaft: Julius Kühn (* 1825; † 1910), begründet an der Halleschen Universität das universitäre Studium der Landwirtschaft in Deutschland.
- Entwicklungsmechanik: Wilhelm Roux (* 1850; † 1924) gilt als Begründer der Entwicklungsmechanik innerhalb der evolutionären Entwicklungsbiologie.
- Mengenlehre: Georg Cantor, Professor an der Universität, begründete und entwickelte 1874 bis 1897 in Halle die Mengenlehre.
- Braunkohlebrikettierung: Ferdinand August Schulz entwickelte den Röhrentrockner in der Braunkohlebrikettierung (erstmals 1885 gebaut).
- Hyperbolische Betonschale: Herbert Müller (* 1920; † 1995) entwickelte hier die HP-Schale.
- Herz-Lungen-Maschine: Karl-Ludwig Schober (* 1912; † 1999) konstruierte die erste Herz-Lungen-Maschine der DDR.

## Persönlichkeiten

### Ehrenbürger (Auswahl)

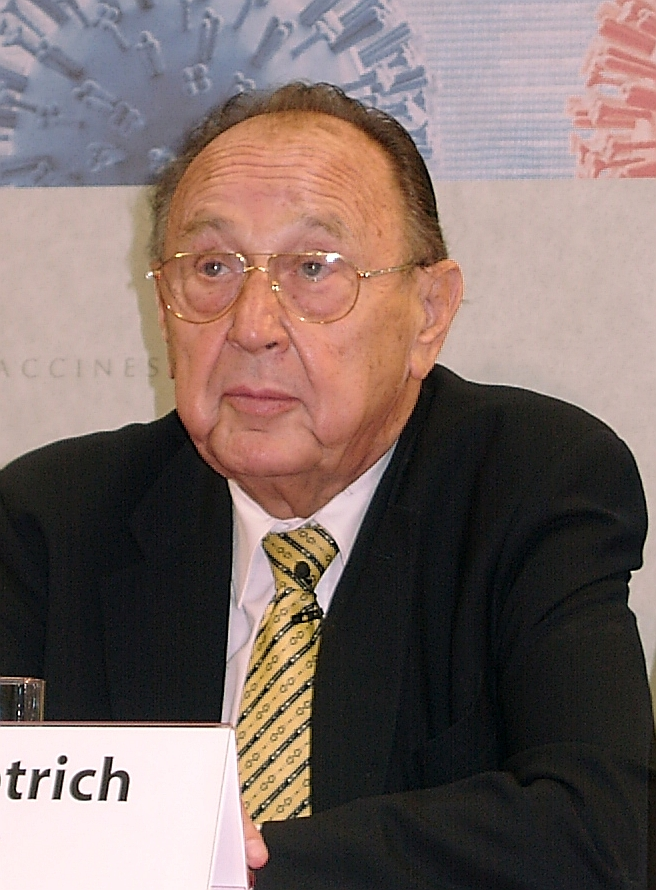
Hans-Dietrich Genscher

- Robert Franz, eigentlich Robert Knauth (* 28. Juni 1815 in Halle; † 24. Oktober 1892 in Halle), Komponist
- Marianne Witte (* 1923 in Marburg/Lahn; † 25. Juni 2012 in Mülheim an der Ruhr), Tochter des Nobelpreisträgers Karl Ziegler, finanzierte die Sanierung des Stadtgottesackers
- Hans-Dietrich Genscher (* 1927 in Reideburg; † 31. März 2016 in Wachtberg-Pech), Politiker (FDP), 1974–1992 Außenminister der Bundesrepublik Deutschland
- Paul Raabe (* 1927 in Oldenburg; † 5. Juli 2013 in Wolfenbüttel), 1992–2000 Direktor der Franckeschen Stiftungen
- Richard von Volkmann-Leander (* 17. August 1830 in Leipzig; † 28. November 1889 in Jena), Mediziner
- Peter Sodann (* 1. Juni 1936 in Meißen; † 5. April 2024 in Halle), Schauspieler, 1981–2005 Intendant des Neuen Theaters

### Söhne und Töchter der Stadt Halle

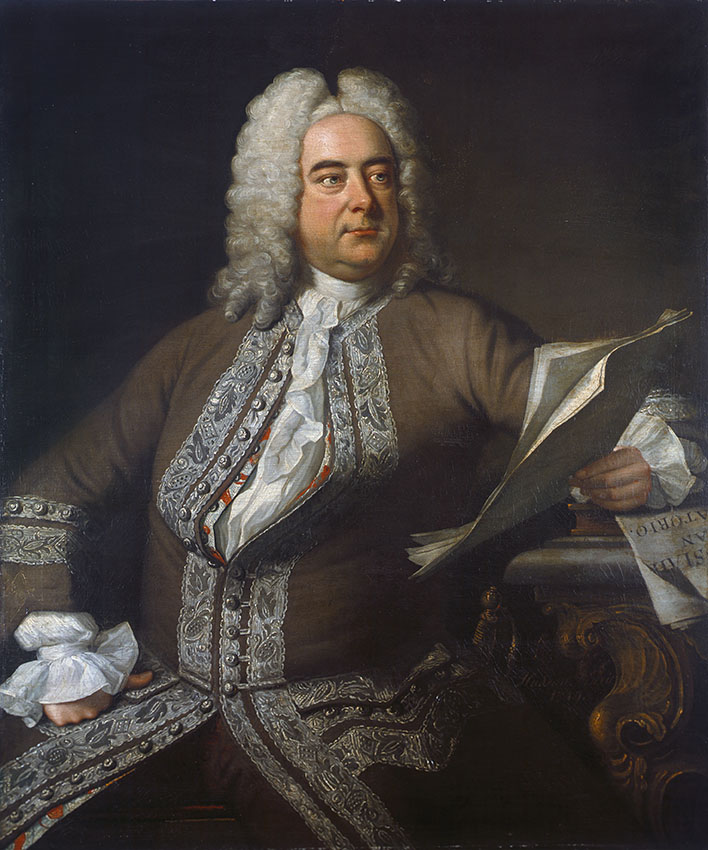
Georg Friedrich Händel

Als bedeutende Söhne der Stadt gelten der Barockkomponist Georg Friedrich Händel und der ehemalige Bundesaußenminister Hans-Dietrich Genscher, der im 1950 eingemeindeten Stadtteil Reideburg geboren wurde.

### Weitere Persönlichkeiten
In Halle wirkten Persönlichkeiten wie der Philosoph und Schriftsteller Johann Eduard Erdmann, die zentralen deutschen Aufklärer Christian Thomasius und Christian Wolff sowie deren Gegner August Hermann Francke (Gründer der Franckeschen Stiftungen). Unter den vielen Künstlern Halles finden sich die Komponisten Johann Friedrich Reichardt (Reichardts Garten, heute Teil des Projekts Gartenträume Sachsen-Anhalt) und Wilhelm Friedemann Bach und in der bildenden Kunst Lyonel Feininger, Gerhard Marcks, Karl Völker, Albert Ebert und der langjährige Präsident des Berufsverbandes Bildender Künstler in der DDR Willi Sitte. Im Bereich der Literatur wirkten hier Joseph von Eichendorff, Curt Goetz und in der zweiten Hälfte des 20. Jahrhunderts Rainer Kirsch und Heinz Czechowski. Im Bereich der Wissenschaft stechen Johann Christian Reil (Erfinder des Begriffs der Psychiat(e)rie) und Georg Cantor hervor. Der durch seine „Philosophie des Als-Ob“ bekannt gewordene Philosoph Hans Vaihinger lehrte hier an der Universität.